# ちちんぷいぷいの特別番組一覧
ちちんぷいぷいの特別番組一覧 （ちちんぷいぷいのとくべつばんぐみいちらん）は、『ちちんぷいぷい』（毎日放送で1999年10月11日から2021年3月12日まで放送されていた情報番組、以下『ぷいぷい』と略記）から派生した特別企画・特別番組を示している。

## レギュラー放送でのコラボレーション企画

### ちちんぷいぷい物産展
毎日放送の本社に近い梅田（大阪市北区）の百貨店で定期的に開かれている期間限定のイベント。2004年から2008年までは、阪急百貨店とMBSのタイアップ企画として、毎年4月中旬にうめだ本店の大催物場で実施されていた。「キッチンぷいぷい」に出演中の料理人と番組スタッフなどが企画・開発した「ぷいぷい弁当」が目玉商品である。この他、番組で紹介した拘りの一品料理や全国各地からの惣菜・菓子・生活用品などを販売する。2007年には八木早希・松川浩子・松本麻衣子の女子アナウンサー3人の企画による「ぷいぷいケーキ」が発売された。
2005年からは一時、阪急百貨店うめだ本店7階に「ちちんぷいぷい情報ステーション」を開設。「ぷいぷい物産 いっぺんぜひ!」等で紹介された品物の展示・販売を実施していた。2009年10月中旬には、「ちちんぷいぷい」の番組開始10周年を記念して、「阪神のちちんぷいぷい秋のうまいもん物産展」が阪神百貨店梅田店8階催場で開催された。
関西ローカルでの放送回数が4000回を迎えた2016年には、「番組放送"4000回記念"大感謝祭　MBSちちんぷいぷい物産展」を、8月10日（水曜日）から16日（火曜日）まで阪急百貨店うめだ本店の9階で開催していた。

### 他局とのコラボレーション企画
2005年9月9日には、当時総合司会を務めていた角淳一が『痛快!エブリデイ』（関西テレビ）に生出演。この週は『エブリデイ』が放送3000回を迎えた記念すべき1週間であり、金曜の企画「こんとい亭」のゲストとして角が関西テレビの番組に初めて出演した。角がゲストということで、CM前のジングルも本番組で使われている物と同じ音楽を使用、さらに、『ぷいぷい』のCM前カットに『痛快!エブリデイ』と書かれたのがCM前カットとして使われた。そして、同日の本番組に『エブリデイ』の司会を務める落語家の桂南光が生出演。角が『エブリデイ』に出演した時の模様が『ぷいぷい』で紹介された。この日は本番組と『エブリデイ』の"コラボレーション"が実現した日でもあった。
南光は2006年4月から、本番組へのレギュラー出演を開始（2009年3月まで水曜日→以降は木曜日）。角は、『エブリディ』への出演後、『ムハハnoたかじん』（関西テレビ、2009年3月放送終了）や『なるトモ!』（読売テレビ、2009年3月放送終了）や各種イベントにも登場した。その際には、出演者・参加者の言動や演出が、『ぷいぷい』をかなり意識したものになっていた。

### タイアップ商品

#### 「ちちんぷいぷい 角の☆印弁当」（2009年）
当番組とセブン-イレブンの共同開発により、2009年5月27日から関西地区のセブン-イレブンで2週間限定で発売されたすき焼き弁当。「地産地消」をテーマに、近畿2府4県で生産された食材のみでおかずを構成したため、「関西を元気にするコンビニ弁当」というキャッチフレーズが付けられた。2週間の売り上げは約50万食（発売終了後に当番組で発表）。発売期間中には、角が登場する弁当のスポットCMが、MBSテレビ限定で放送されていた。

#### 「ちちんぷいぷい コラボパン」
当番組では、山崎製パンとのコラボレーションで、2010年・2012年・2015年にオリジナルの菓子パンや総菜パンを開発。期間限定のプロデュース商品として、主に近畿地方のスーパー・コンビニエンスストアで発売した。

##### 2010年（角パン・西パン）
2010年6月15日から8月30日まで発売。淡路島・神戸で収穫されたいちじくから作られたオリジナルのいちじくジャムを使用した角プロデュースの「レーズンコロネ いちじくジャム&れん乳ホイップ」「ランチパック いちじくジャム&れん乳ホイップ」（以下「角パン」と略記）、当時木・金曜日の総合司会を担当していた西靖（毎日放送アナウンサー）がデミカツ丼（出身地である岡山県のご当地グルメ）をヒントにブロデュースを手掛けた「デミカツパン」（以下「西パン」と略記）の3種。宣伝隊長としてU.K.が「パンだパンいちろう」として宣伝活動を、近畿地方や徳島県などのスーパー・コンビニなど各地で行い、その模様は発売後、毎日番組内で静止画で紹介された。また当時参院選が行われる時期だった事にかけて、「パン院選」という、3種のパンのうち、売上がトップになるのはどのパンかを視聴者が予想する企画も行われ、「デミカツパン」が1位となった。8月には460万個を超える大ヒット商品となり、山崎製パンの社員が2010年7月31日に毎日放送に訪れ、角にヒット御礼の特製ケーキを贈呈した。この模様は2010年8月2日の番組内で放送された。最終的な売上個数は、「角パン」の総計で約500万個、「西パン」で約173万個であった。

##### 2012年（ウルトラパン大作戦）
レギュラーアナウンサーの西・河田直也・山中真・大吉洋平が2011年9月中旬からプロデュースに携わった以下のパンを、2012年1月23日（月曜日）から3月31日（土曜日）まで関西地方限定で発売。「ウルトラパン大作戦」と称するキャンペーンを通じて、4種類のパン合計で「角パン」の累計売上個数を更新することを目指していた。
- 西：「愛の新婚朝ごはん 目玉焼き風&ソーセージパン」（以下「西パン」と略記）
- 山中：「つぶあん&ヨーグルト風味ホイップパン」（以下「山中パン」と略記）
- 河田：「ランチパック トマトジャム&トマト風味ホイップ」（以下「河田パン」と略記）
- 大吉：「味噌だれ風味の豆腐ハンバーグパン」（以下「大吉パン」と略記）

「ウルトラパン大作戦」は、ウルトラシリーズを制作した円谷プロダクション公認のキャンペーンで、名前には「ウルトラ級（500万個）の売上を記録した角パンを超えたい」という上記4人の願望を込めていた。
折しも、2012年にウルトラシリーズが開始45周年を迎えることから、当番組では同シリーズにちなんだポスターをキャンペーン用に製作した。ウルトラマン風の西・河田・山中・大吉がそれぞれ清水の舞台から飛び降りる構図のポスターで、ウルトラ隊員風の衣装に身を包みながら販売店でのキャンペーンや取材を担当する「ウルトラパン宣伝隊員」のくっすん・市川義一・酒井藍（吉本新喜劇）に加えて、既に当番組のレギュラーを退いていた角も「ウルトラパンの父」として描かれている。
また当番組では、前述の「パン院選」に続いて、ハガキ限定の視聴者参加企画「ハガキで4連パン」を発売1週目（1月23日～27日）に実施。競馬の三連単予想にちなんで、発売1週間（23日～30日）のパンの売上個数の多い順に1位から4位まで予想させる企画で、31日（火曜日）の放送中に以下の結果を発表した。この結果は5番人気の予想と一致していたため、的中者から抽選で5名にルンバ (掃除機)のハイエンド・モデルを進呈している。
- 1位：西パン（83万990個）
- 2位：山中パン（67万1,375個）
- 3位：大吉パン（63万1,628個）
- 4位：河田パン（54万2,210個）※発表後に始まった「2012年ヤマザキ春のパンまつり」対象商品

なお、「ハガキで4連パン」に想定を上回る数の応募（約6万通）があったことから、当番組では同企画の続編として「今週の○○パン」（番組で毎週指定する1つのパンについて、上記4つのパンの中での売上の順位を1週間単位で予想させる企画）を実施。2月10日（金曜日）には、上記のパンを販売していない東京都内の円谷プロ本社において、「ウルトラパン宣伝隊員」の酒井が同社のスタッフ（特殊技術の彫刻家として知られる品田冬樹など）にパンを差し入れた模様のVTRも放送した。
4種のパン合計での累計売上個数は、発売1週間時点で約267万個で、前回の「角パン・西パン」（約199万個）から大幅に増加。発売3週間目には、「西パン」単独での累計売上個数が100万個を超えたのをはじめ、売上総数が約350万個に達した。さらに、2012年2月第3週の時点で、売上総数が500万個を突破。発売開始から1ヶ月足らずで、「角パン」の売上記録を更新するに至った。
2月6日の放送には、角が「ウルトラパンの父」としてVTRで登場。「西パン」に200万個、「山中パン」「河田パン」「大吉パン」に各100万個の売上目標を課したうえで、目標を達成できたアナウンサーには「ウルトラパン」（ウルトラマン風の着ぐるみをまとったキャラクター）として販売店への「達成御礼行脚」に出向くことを求めた。その結果、4種のパンの最終売上総数は578万5,682個に達した。以下では、4月3日放送分で発表された種類別の内訳を記す。
- 西パン：186万8,234個（目標未達で「ウルトラパン」への変身ならず）
- 山中パン：150万9,204個（最初に目標を達成→「ウルトラパンエース」へ変身）
- 大吉パン：123万2,646個（2番目に目標を達成→「ウルトラパンタロウ」へ変身）
- 河田パン：117万5,598個（3番目に目標を達成→「ウルトラパンセブン」へ変身）

ちなみに、「ウルトラパン」に変身した山中・大吉・河田は、円谷プロ制作の特撮映画『ウルトラマンサーガ』の大阪舞台挨拶（3月24日）にも登場。パンの販売期間末期には、同作品の公開直前と重なったこともあって、同作品の出演者（DAIGOなど）がVTRを通じて当番組にエールを送っていた。

##### 2015年（ラッキーパン大作戦）
「ウルトラパン大作戦」にも関わっていた大吉に、後輩のレギュラーアナウンサー（福島暢啓・豊崎由里絵）を加えた3名のプロデュースによるパンを、2015年11月24日（火曜日）から2016年1月31日（日曜日）まで発売した。
基本として関西地方のスーパーマーケット・コンビニエンスストアで販売していた ため、当番組では同年10月27日放送分から、火曜日を中心に第2部（関西ローカルパート）でプロデュースやキャンペーンの模様を紹介。また、当時HBCとの相互ネットを第1部で実施したことから、番組内のメニュー映像には、北海道内の視聴者に対する配慮から「関西のスーパー・コンビニで発売」「関西にお越しの際のお土産に」というメッセージを必ず表示していた。
3名が個別にプロデュースを担当した製品は以下の通り。山崎製パンが関西地区で運営するパン工場単位でのプロデュースで、作戦名の由来は、3名とも苗字に「ラッキー」を連想させる縁起の良い漢字（「大吉」「福島」「豊崎」）が入っていることによる。
- 大吉：ランチパック「明石焼き風味とそばめし風味」（主に大阪第一工場で生産：通称「大吉ランチパック」）
- 福島：コッペパン「苺のゼリー入りクリーム&つぶあん」（主に京都工場で生産：通称「福島コッペパン」）
- 豊崎：メロンパン「ブラン入りメロンパン・メロンパンゼリー入り豆乳クリーム」（主に大阪第二工場で生産：通称「豊崎メロンパン」）

当番組では、上記の製品の発売を機に、製品のPRと人気調査を担当する「宣伝隊員」に市川と藤林を起用。また、過去の企画に続いて、売上1位の製品を視聴者にハガキで予想させる企画を12月4日（金曜日）まで実施した。同月8日（火曜日）には、発売初日から放送前日（7日）までの2週間にわたる累計販売個数を、以下のように発表。予想が的中した参加者から、抽選で3名にトースターを進呈した。
- 福島コッペパン：677,139個
- 豊崎メロンパン：673,355個
- 大吉ランチパック：595,569個

#### 「ぷいぷい飴」（2013・2014年）
当番組とUHA味覚糖のコラボレーションによる袋入りの飴で、2013年4月22日から近畿地方および徳島県内で期間・個数限定発売。「ぷいぷい飴」は1袋210円で、西・河田・山中のプロデュースによる以下の飴を詰めている。さらに、「ぷいぷい飴」にオリジナルの巾着袋を付けた数量限定の「巾着袋入りセット」を、1袋368円（いずれも希望小売価格）で発売している。
- 西（西あめ）：「日頃の感謝を込めてありが糖　岡山マスカット黒糖あめ」
- 河田（河田あめ）：「うれしい春におめで糖　満開桜ミルクあめ」
- 山中（山中あめ）：「もうちょっ糖頑張りたいあなたへ　元気わくわくサイダーあめ」

当番組では、「ぷいぷい飴」の発売を機に、今別府と市川によるキャンペーンユニットとして「あめちゃんご縁つなぎ隊」を結成。外出中に飴を持ち歩く女性（主に中高年）1,000人を対象に、手持ちの飴1個を「ぷいぷい飴」から好きな1種類の飴と交換したうえで、選んだ飴の名前にちなんだテーマ（ありがとう・おめでとう・もうちょっと）でエピソードを披露させる街頭ロケを発売開始から2週間にわたって実施していた。また、当番組で放送のスポットCMでは、「アメマ」というギャグで知られる間が通天閣の屋上で「発売宣言」を絶叫している。
さらに、交換の際に女性が選んだ飴の多さを基準に、「ぷいぷい飴」の人気順を予想させるハガキ限定の視聴者参加企画「飴ですけどグアム旅行プレゼント」も実施。「1位：河田あめ、2位：山中あめ、3位：西あめ」という予想を的中させた視聴者から、抽選で1名に3泊4日のグアム旅行の権利を進呈した。
山本浩之を月 - 木曜日の総合司会に起用した2014年には、西・河田に加えて、山本もプロデュースに参加。当初は西・河田・山本のみで進める予定だったが、5月からは、山中も自身の希望でプロデュースに加わった。そして、8月5日から1袋各389円（希望小売価格）で発売された。本年は全ての飴を一商品に詰めていた前年と異なり、以下の商品ごとに販売するとともに、商品ごとに違った以下のオリジナルのおまけを付ける形式とした。
- 西「西　つるつるe-ma」（e-maのど飴をベースに開発した卵型の「ミルクセーキ味杏仁あめ」）　おまけ・e-maケース
- 河田「河田　のびのびあめ」（ぷっちょをベースに開発した「高野豆腐バナナぷっちょ」・「ピーナッツバナナぷっちょ」）　おまけ・巾着袋
- 山中「山中　らんらんグミ」（ザクロ味・ソーダ味・ヨーグルト味・ジンジャーエール味でぷいぷいさん一家の形をしたグミ）　おまけ・ミニトートバック
- 山本「ヤマヒロ　ぴかぴかあめ」（はちみつカモミール味がベースの「マンゴーあめ」・「金箔入りブランデーあめ」）　おまけ・あめちゃん缶

当番組では、前年に引き続き、発売期間中に、すっちー・「いっちー」（市川）・「だいきっちー」（大吉）によるキャンペーンユニット「ぷいぷい飴宣伝隊」を結成。近畿各地の販売店を訪れた模様を番組内で紹介していた。
さらに、「ぷいぷいアメデミー賞」を設けたうえで、以下の部門賞と「アメデミー賞」を8月20日（水曜日）に番組内で発表した。
- 出演者&スタッフ部門（１位：「らんらんグミ」（2位：「ぴかぴかあめ」、3位：「のびのびぷっちょ」、4位：「つるつるe-ma」））
- 販売部門（１位：「ぴかぴかあめ」（2位：「つるつるe-ma」、3位：「らんらんグミ」、4位：「のびのびぷっちょ」））
- ハガキ部門（１位：「ぴかぴかあめ」（2位：「のびのびぷっちょ」、3位：「つるつるe-ma」、4位：「らんらんグミ」））
- ぷいぷいアメデミー賞（「ぴかぴかあめ」が受賞（2位：「らんらんグミ」、3位：「のびのびぷっちょ」、4位：「つるつるe-ma」）。）

なお、ハガキ部門で「ぴかぴかあめ」に投票した視聴者から、抽選で2名に「あんめん（安眠）」できる東京西川製の高機能マットレスを進呈した。

## 年末年始の特別番組

### 『ぷい正月』 （2001年 - 2006年）
2001年より、毎年元日（1月1日）の午後（『ニューイヤー駅伝』放送後）から夕方までレギュラー陣総出演による生放送の特番。各地の初日の出映像などはもちろん、街頭インタビューによる“日本一早い紅白歌合戦視聴率予想”や角による年末年始の特番評価、“血液型別今年の運勢”などを放送している。
2005年は角がこの年の元日に還暦（60歳）を迎えたということで、角がこれまで歩んできた60年の歴史を当時の流行を交えたクイズ形式のバラエティー『ぷい正月 Happy New 60Years Old!』として放映された。
2006年は、『角淳一の大大大正月2006』というタイトルで、MBSスタジオ in USJから生放送された。司会は『ぷいぷい』から角淳一、『っちゅ〜ねん!』から司会の上泉雄一と木曜レギュラーの宮根誠司の3人が務めた（番組中盤は上泉が司会、中継先から堀江貴文を連れて戻った八木早希のアシスタントによるクイズコーナー。角、宮根の2人は回答者席に）。松浦亜弥、桂ざこば、なるみ、ロザン、未知やすえ、トミーズ健が出演。ライブドア社長の堀江貴文（当時）、格闘家のボビー・オロゴンも特別ゲストとして生出演した。梅田淳がヘリコプターから元日の関西各地の模様をリポート、また、チュートリアルの2人が滋賀県のスキー場で「巨大雪だるま」作りに挑戦し、番組終了までに無事完成させた。
堀江にとって、この番組が逮捕前最後の生放送でのテレビ出演となった。
2007年は、テーマを「○（まる）」と題し、コマ回しバトルや初○滑り中継などを行った。また、初○滑り中継内で特別ゲストとして、フィギュアスケートの髙橋大輔が初滑りを行った。北海道和寒町からの中継では、西・石田英司に加え、毎日新聞論説委員の与良正男が、雪原の中でドラム缶風呂に入る場面もあった。ゲストはマルシア（名前の○にちなんでいる）。番組冒頭から酔っていた桂ざこばが、本気でマルシアを口説く場面も放送される。
2007年・2008年には、年始の『ぷい正月』に代わって、『VOICE』と合体・コラボレートした年末スペシャル（ちちんぷいぷい特大号）を生放送。しかし、2009年の年末には、『ぷいぷい』と『VOICE』で別々にスペシャル番組を放送した。
なおMBSテレビ・山陽放送・中国放送・RKB毎日放送では、2013年1月1日（火曜日）の『ニューイヤー駅伝』中継終了後（14:30 - 17:45）に、4局共同制作、西日本7局ネット による新春特別番組『西日本横断生放送スペシャル　どうにもとまらない2013』を放送。厳密には当番組の特別番組ではないが、当番組総合司会の西・元金曜アシスタントの吉竹史（いずれもMBSアナウンサー）が同局スタジオで司会・東野幸治のアシスタントを務めたほか、当番組のレギュラー陣から桂ざこば・なるみやロザン（宇治原史規・菅広文）がスタジオに出演した。また、福島暢啓（月曜レギュラー、MBSアナウンサー）や月亭八光（水曜レギュラー）がリポーターを務める一方で、「たむらけんじの学校に行こッ!」（月曜日）を母体にした4局共同企画「西日本 情熱!ハイスクール」などが放送された。

#### 競走馬企画
『ぷい正月2002 ?これでいいのだ?』の番組内で、2002年が午年ということもあり競走馬の企画がスタート。角の知り合いでマヤノトップガンの馬主でもあった田所祐（田所病院院長）と本谷兼三（神戸市のホテル「ホテルピエナ神戸」代表取締役）の計らいで、田所氏の持ち馬のうちの1頭に「チチンプイプイ」と、本谷氏の持ち馬のうちの1頭に「コレデイイノダ」と名付けてもらい、番組でこの2頭の「追っかけ」をすることになった。
チチンプイプイ
2000年3月16日生まれ。牝。鹿毛。栗東・梅内忍厩舎。父：マヤノトップガン、母：マヤノジョウオ（母の父：ハビトニー）。馬主：田所祐→田所英子。生産牧場：佐々木節哉。通算24戦3勝。2006年1月18日付けでJRAの登録を抹消され、繁殖入りをした。
2004年、競馬月刊誌「サラブレ」で毎年行われている「年度代表珍名馬」の読者投票で、459票中98票を得て2003年度の年度代表珍名馬に選ばれた。番組が放送された関西地区からの支持が圧倒的だったとされる。番組の中で表彰式が行われた。もっとも、「年度代表珍名馬」の主宰である競馬ライターの梶原もじゃは「チチンプイプイ」を最初に紹介した際、その名前がまさか番組名だとは思わず、おまじないの方だと思っていたが、関西の競馬ファンからの投書で初めて番組名であることに気づいた。
コレデイイノダ
2000年4月8日生まれ。牡。鹿毛。栗東・藤沢則雄厩舎。父：バブルガムフェロー、母：ウェディングダイヤ（母父ブライアンズタイム）。馬主：本谷兼三。生産牧場：吉田又治。通算66戦6勝、2着10回。2010年1月20日付けでJRAの登録を抹消された。
2003年3月8日、チチンプイプイより先に勝ち上がり（鞍上・武豊。その模様は早速翌日の番組内で放送）、同年4月27日に2勝目（鞍上・武豊）を挙げた後オープン特別レースにも出走したが、その後脚部不安により長期休養を強いられ、2004年8月に1年3ヶ月ぶりにレースに復帰した。2005年8月14日には1年4ヶ月ぶりとなる3勝目（3歳上500万下）を挙げ（鞍上・川島信二）、2006年4月9日には番組が4時間に拡大することへの前祝いでもなかろうが、横山典弘を鞍上にして、赤穂特別（1000万下）をハナ差で制した。その後、2007年1月20日の河原町特別（1000万下）を安藤勝己を鞍上にして、クビ差で制した。2007年3月18日中京競馬場でのトリトンステークス（1600万下）では、鞍上に竹之下智昭を迎え、出走16頭中15番人気ながら、1着馬にクビ差の2着に入り、三連単で65万7,510円の配当という万馬券の立役者となった。これで目が覚めたのかたまたまなのか、続く中山競馬場での船橋市制70周年記念（1600万下）では10番人気で2着、阪神競馬場での淀屋橋ステークス（1600万下）では4番人気で3着と好走を続けていた。翌走京都競馬場での洛陽ステークス（1600万下）では勝ち馬とクビ差の2着に入着。更に、翌走中京競馬場での飛騨ステークス（1600万下）では勝ち馬とクビ差の2着に入着と更なる好走を続けていた。
内にササる癖があり、また「最内枠がダメ」など好走するための条件が結構ある。脚部不安の影響もあってかほとんどダートのレースを使われていたが、2008年12月14日の六甲アイランドステークス（1600万下）で芝での初勝利をあげた。

### 『ちちんぷいぷい特大号』（2007・2008年）
上記の『ぷい正月』に代わって、2007年・2008年に放送された年末特別番組。『ちちんぷいぷい特大号』というタイトルは、2008年のみ採用された。
『ぷい正月』を放送した時期には、『ぷいぷい』を休止。『VOICE』では、番組内の企画「憤懣本舗」で取り上げた内容のその後を追跡・取材した「憤懣本舗・その後」や、阪神タイガースのシーズンを振り返るなど、その年のニュースを振り返る内容で放送していた。以上の内容を継承したうえで、『ぷいぷい』の生放送と合体したのがこの特別番組である。
ちちんぷいぷい&VOICE 空気は読めたか'07 笑いと怒りの生4時間
2007年12月28日の14:00 - 18:00に放送。「MBS年の瀬感謝スペシャル」の冠が付く。この年「KY（空気が読めない）」ということが盛んに言われた年であったことから名づけられている。『ぷいぷい』の角と『VOICE』の高井美紀が司会を務めた。その他の出演者は西靖、石田英司、馬野雅行、西村麻子、桂ざこば、堀ちえみ、トミーズ健、与良正男、玉木正之ほか。
VOiCEに☆印2008
2008年12月26日の14:00 - 17:50に放送。角も出演したが、全体的な進行は西が務めた。出演者は前年とほぼ同じで、堀ちえみに替わりハイヒール・リンゴが出演した。2007年の放送時と違って18:16からは『VOiCE』も通常放送した。
上記の特別番組では、長居陸上競技場のトラックから、「日本一足の速い女子アナ」との異名を取る西村（陸上高校女子200m京都府記録保持者）と女性視聴者代表との100m競走企画を必ず生中継（2007年は「世快陸上女子100m」、2008年は「100m走で西村麻子に勝ったら10万円」）。いずれも、西村の圧勝に終わった。ちなみに、テレビ番組での賞金レースへの出場に関する日本陸上競技連盟のアマチュア規定に沿って、同連盟に現役引退届を受理されてから半年以上経過した短距離走の元選手も挑戦者の中にいた。
2009年には、12月28日に『VOICEスペシャル「大胆提言!ど〜する関西」』（生放送）、12月29日に『ちちんぷいぷい年末スペシャル　角の東京物語〜ぶらり幸せさがし日記〜』（後述）を、いずれも16:00 - 18:00に編成。『ぷいぷい』と『VOICE』による合同特別番組は放送されなかった。
両番組で年末に別々の放送枠でスペシャル番組を放送する体制は、2010年以降も継続。2011年以降の『ぷいぷい』については、年末でレギュラー放送を終了した後に、本編全体ではなくコーナー単位で複数の特別番組を編成している（後述）。

### 『年またぎも元気ですスペシャル』（2011年・2012年）
ちちんぷいぷい　年またぎも元気ですスペシャル　河田直也の60日間ほぼ世界一周総集編スペシャル
『ちちんぷいぷい　年またぎも元気ですスペシャル』の第1弾として、2011年12月28日・29日の13:55 - 15:55に関西ローカルで放送。松本麻衣子（火曜アシスタント）のナレーションによる「河田直也の60日間ほぼ世界一周　昔の人は偉かったザ・ワールド」のダイジェスト映像に加えて、「旅先で食べた現地の名物料理」をテーマに河田が当番組パネリストの中尾彬などと語り合った無料公開イベント（同月16日＝金曜日の当番組本編終了後に毎日放送の本社1階で実施）の映像も流した。
ちちんぷいぷい　年またぎも元気ですスペシャル　昔の人は偉かった総集編スペシャル
『ちちんぷいぷい　年またぎも元気ですスペシャル』の第2弾として、2011年12月30日・31日と2012年1月2日の午前中に関西ローカルで放送（30日は7:30 - 11:15、31日は7:00 - 9:25、1月2日は7:00 - 9:45）。2010年10月から毎週木曜日に放送されている河田・くっすん（楠雄二朗）のロケ企画「昔の人は偉かった」でのダイジェスト映像に加えて、2人が同企画でも巡った第五番札所の葛井寺の境内でこたつに入りながら「反省会」を実施した映像も流した。ナレーターは、同企画に続いて桂こごろう（現在の桂南天）。
ちちんぷいぷい　年またぎも元気ですスペシャル　大吉京平への道 総集編
『ちちんぷいぷい　年またぎも元気ですスペシャル』の第3弾として、2012年1月6日（金曜日）に当番組のレギュラー放送枠（14:55  - 17:45）で放送。大吉洋平（ちちんぷいぷい京都支局長）が同企画で京都市内の老舗に住み込みで修行してきた隔週金曜日の企画「大吉京平への道」の総集編で、修行風景のダイジェスト映像に、修行先の店舗を大吉・西・宇都宮まきが訪れた映像を組み込んだ。

### 2013年
ちちんぷいぷい　昔の人は偉かった　近畿国宝めぐり総集編スペシャル
2013年1月2日の8:00 - 11:45に関西ローカルで放送。「昔の人は偉かった」で2012年に放送された「近畿国宝めぐり」のダイジェスト映像に加えて、河田・くっすんが同企画でも巡った姫路城の敷地内でこたつに入りながら「反省会」を実施した映像も流した。ナレーターは桂南天。
ちちんぷいぷいお正月スペシャル　歩くってええなぁ
レギュラー放送木曜日の特別番組として、2013年1月3日の8:54 - 11:40に関西ローカルで放送。西がスタジオ進行を務めたほか、同曜日のスタジオレギュラー陣（桂南光・堀ちえみ・佐藤弘道・廣田遥）も揃ってスタジオへ出演した。
当番組は、木曜日のレギュラー企画「昔の人は偉かった」と「とびだせ!えほん」の特別編を中心に構成。「昔の人は偉かった」では、レギュラー版の開始以来初めて陣笠を新調した河田・くっすんが、傘松公園を起点に京都府北部のパワースポットを巡った（ナレーターは桂南天）。また、「蔵出しスペシャル」と称して、伊勢神宮から熊野古道へ出発したレギュラー版第1回放送（2010年10月7日）の映像を放映した。さらに後半では、（放送時点でいずれも独身の）西・廣田(陣笠の文字は赤字で「遥」)・今別府直之(同じく黒字で「今」)が、「縁結び」にちなんだ奈良県内の神社仏閣（橿原神宮など）を「昔の人は偉かった」と同じスタイルで巡る「奈良“良縁祈願”の旅」の模様も放送した。
通常は京都府内（主に京都市内）で日帰りロケを実施する「とびだせ!えほん」では、静岡県でコーナー初の1泊2日ロケを実施。絵本作家の長谷川義史が、「富嶽三十六景」にちなんで、36枚にわたって富士山の風景画を描いた（ナレーターはレギュラー版と同じく寺田ゆみこ）。また、河田・くっすんが傘松公園でのロケ中に描いた風景画(天橋立)を、長谷川が宿泊先で評価する一幕もあった。

### 2014年
ちちんぷいぷいお正月スペシャル 昔の人は偉かった にっぽん小京都めぐり 総集編
2014年1月2日の8:00 - 11:50に関西ローカルで放送。「昔の人は偉かった」で2013年に放送された「にっぽん小京都めぐり」のダイジェスト映像を放送した。ナレーターは桂南天。
ちちんぷいぷい新春スペシャル 縁起もん探しに行こッ!
2014年1月3日の8:54 - 11:45に関西ローカルで放送。「昔の人は偉かった」の特別編として、同年の干支（午）にちなんで滋賀県内で実施した縁起もん（縁起物）探しロケや「酒井藍の密着まるまる1日」の特別編などのVTR企画を放送した。
ちちんぷいぷい特別編 山中真 大阪マラソン3時間切りへの軌跡
2014年12月23日の15:50 - 17:30に関西ローカルで放送。山中真が大阪マラソンで4年をかけて、3時間切りを達成するまでの軌跡を未公開映像も交えて放送した。ナレーターは大平サブロー。

### 2015年
ちちんぷいぷい特別号 幸せかもしれない2015大トーク&クイズ祭り
2015年1月1日の14:30 - 17:00に関西ローカルで放送。放送日当日は初代総合司会を務めた角淳一の70歳の誕生日であり、角は古希を迎える。番組は2011年9月末で「ぷいぷい」を卒業した角が約3年ぶりに出演し、西、山本浩之らぷいぷいメンバーたちとクイズ・トークなどを展開したほか、しあわせ家族ドラフト会議やチチンプイプイ号のその後を追うなどのVTR企画や生中継などを放送した。
ちちんぷいぷい 昔の人は偉かった 最南端から最北端 近畿縦断622kmの旅 総集編
2015年1月2日の7:00 - 11:45に関西ローカルで放送。「昔の人は偉かった」で現在も放送中の「最南端から最北端 近畿縦断622kmの旅」のこれまでのダイジェスト映像に加えて、（ぷいぷい内で事前に募集していた）視聴者が、この旅で印象に残っていることや河田・くっすんへのメッセージなどのハガキを紹介する映像も流した。なお、ハガキを紹介された視聴者には、昔の人は偉かった手ぬぐいがプレゼントされた。ナレーターは桂南天。

## 放送開始10周年記念特別番組（2009年）
ちちんぷいぷい音楽祭
10月11日の12:54 - 17:00に放送。10年前のこの日に番組が開始されたことを記念した記念特番かつ角主宰のカバーをメインとした音楽特番。カバー進行は西靖と宇都宮まきが務めた。この日のスタッフロールの最後には、普段付けられていないジ〜ンが付けられていた。2010年3月6日の13:54 - 16:00に、同年1月20日に発売されたCD『すごくおいしいうた』の売り上げ公約として角、西とCDの宣伝隊長を務めたU.K.の3人が同年3月1日に頭を丸刈りにしたことを記念（?）して、音楽祭の選りすぐりのシーンから再編集した『角淳一・西靖丸刈り記念アンコール ちちんぷいぷい音楽祭』が放送された。
角の東京物語〜ちょっと新世界へ〜
10月12日の13:55 - 17:50に放送。上記の『音楽祭』とセットで、番組開始10周年の記念特番の第2弾。同年9月末に5日間、東京六本木のマンスリーマンションで、角自身初めての一人暮らしの模様を見るという内容。番組最後には、事前に応募した「新しい“○淳一”」ということで、「角（すみ）」に替わる1文字でかつ2音の文字を募集し、1番多かった「丸（まる）淳一」（理由の1つとして、この10年間で丸くなったから）として、ミラボールのような扮装をして登場した。同年12月29日の16:00 - 18:00には、未公開映像を含めた完全版『ちちんぷいぷい年末スペシャル　角の東京物語〜ぶらり幸せさがし日記〜』も放送されている。
角の芸能界・○○界 一期一会スペシャル
11月7日の15:24 - 17:00に放送。上記の『音楽祭』・『角の東京物語』に続く、番組開始10周年の記念特番の第3弾。番組開始から、番組にゲスト出演や「今日のダレ?」・「ロングインタビュー」などで行ってきた過去10年分の角との対談企画のダイジェスト番組。お祝いゲストとして、『日曜劇場・JIN-仁-』の中で「ちちんぷいぷい、ちちんぷいぷい、ちちんぷいぷい」というセリフがあったことから、喜市役の伊澤柾樹が駆けつけ、角とVTRを見つつ、途中角が伊澤のためにとん平焼きを作り、二人で試食した。ナレーションは松本麻衣子。

## 「ちちんぷいぷい おかげさまで20歳 ～やりたいことつめこんだらヤバイ10日間になりましたスペシャル～」（2019年）
2019年10月11日（金曜日）放送分で関西ローカルでの放送開始から20周年に到達したことを記念して、翌週（14日 - 18日）と翌々週（21日 - 25日）のレギュラー放送枠（13:55 - 15:49）に編成。放送時点で唯一のネット局にして、放送期間がわずか2年の宮崎放送でも全編を放送している。
期間中には、以下のような特別企画を連日放送。サブタイトルに「ヤバイ」という形容詞を入れたのは、ヤバイTシャツ屋さんに20周年記念ソング「はたちのうた」の制作を依頼したことによる。
- 10月14日（月曜日・体育の日）：ヤバイTシャツ屋さんによる「はたちのうた」発表
  - YouTubeの毎日放送公式チャンネルでは、「はたちのうた」のミュージックビデオ（ショートバージョン） の動画を、発表の2日後（16日）から1ヶ月限定で配信（翌2020年1月13日＝成人の日からフルバージョンを正式にデジタル配信）。「はたちのうた」は、レギュラー放送の再開後も、CM明けのジングル、「きょうのプレゼント」のBGM、エンディンテーマに使われている。
- 10月15日（火曜日）：「ちちんぷいぷい　MC5（エムシーファイブ）大集合」
  - 「MC5」（放送時点での月・火曜日MC：山中、水 - 金曜日MC：河田および、歴代MCの角・西・山本浩之）が初めて一堂に会したロケ企画。大阪府内でお好み焼きの材料を調達した後に、舞洲パームガーデン（大阪市此花区）でお好み焼きを作ったり、花火を上げたりした模様を放送した。12月23日（月曜日）の「ちちんぷいぷい特別編」内で、未公開映像を含めて再放送。
- 10月16日（水曜日）：「ようこそ!お魚ワールドへ　山中アナの串本海中散歩」
  - スキューバダイビングのライセンスと潜水士の資格を合わせ持つ山中が、本州の最南端に当たる和歌山県串本町沖合の海中から、スキューバダイビングによる潜水リポートを敢行した模様を生中継で放送した。
- 10月17日（木曜日）：「『昔の人は偉かった』 挑戦!ふたりの獅子舞編」
  - 木曜日の長寿ロケ企画「昔の人は偉かった」でリポーターを務める河田とくっすんが、大阪市城東区の諏訪神社境内で毎年秋に奉納される獅子舞の実演（大阪市指定の無形民俗文化財） に初めて挑戦。2019年の8月下旬から稽古を積んできた成果を5分間にわたって披露する模様を、「ちゃプラステージ」（毎日放送本社M館1階のオープンスペース）からの公開生中継方式で放送した。当番組へ随時出演しているスポーツアナウンサーの金山泉が実況を担当。12月26日（木曜日）の「ちちんぷいぷい特別編」内で、ダイジェストを放送した。
- 10月18日（金曜日）：「山登り中継」
  - 過去に通算で70回実施してきた生中継企画シリーズを、2019年4月に毎日放送へ入社したばかりで、登山・テレビ番組の生中継とも未体験の野嶋紗己子アナウンサーによる 天滝（兵庫県養父市） からのリポートで復活。新人のアナウンサーを「山登り中継」のリポーターに起用した事例はシリーズ史上初めてで、天滝は上泉雄一を起用した第1回（2000年9月）の中継先でもあった。
- 10月21日（月曜日）：「思い出のいらんTシャツでアート作り!」
  - ヤバイTシャツ屋さんが「はたちのうた」を制作したことにちなんだ企画。番組関係者、視聴者、街ゆく人々などから集めた「思い出のいらん（不要な）Tシャツ」を、月曜日に準レギュラー扱いでスタジオパネラーを務める大宮エリーが「思い出のいらんアートツリー」（302枚のTシャツに丸鏡を付けて34輪の花に仕立てた樹木状のオブジェ2体）に仕立てたうえで、毎日放送本社M館1階のロビーで公開する模様を生中継で放送した。
  - 放送時点でのレギュラーアナウンサー全員（MCの河田・山中、アシスタントの松川浩子・古川圭子・松本麻衣子、後述する「駅前シャッターチャンス」担当の福島暢啓）やスタッフが、「いらんTシャツ」の提供・収集や作品の制作に協力。山中からは毎日放送での在外研修中に研修先のインド国内で購入したTシャツ、河田からは前述の「60日間ほぼ世界一周」（いずれも2011年）中に描いた絵をかたどったTシャツ、古川からは夫（同僚アナウンサーの亀井希生）が同社での宿直勤務中に社内で着用していたTシャツが提供された。
  - 大宮は「ぷいぷい20」（当番組の放送開始20周年と「思い出のいらんTシャツ」のエピソードにちなんだ詩）も創作したため、当日の放送中には、無料観覧制（入場定員80人）の公開朗読会を「ちゃプラステージ」で開催。「アートツリー」の公開に続いて、大宮・松川・古川・松本が「ぷいぷい20」を群読する模様を中継した。
  - 「アートツリー」については、当日から10月23日（水曜日）まで毎日放送本社のロビー、同月29日（火曜日）から11月7日（木曜日）まで同社付近の大阪工業大学 梅田キャンパスで一般に公開。鑑賞者が手で触れることも可能なオブジェで、上記の期間以降の常設展示も想定しているため、展示先を募集している。
- 10月22日（火曜日・国民の祝日[10]）：「宇治原を倒せ! クイズ『道案内しよッ!』」
  - 宇治原史規（ロザン）だけの「宇治原チーム」と「打倒　宇治原チーム」（火曜日の長寿ロケ企画「ロザンの道案内しよッ!」のファン代表＝男性1人・女性4人の視聴者から成るチーム）が、同企画の放送済み映像や「菅ちゃん英語」（宇治原の相方・菅広文が英語圏の観光客を案内する際に発する独特の英語表現）から出されるクイズで対決。その模様を、「ちゃプラステージ」からの公開生中継方式で放送した。司会・進行を山中と松川が担当。宇治原を除く火曜日のレギュラーパネラーからは、菅が「チェアマン」、沢松奈央子とトミーズ健が「時の証人」として対決を見届けた。
  - クイズは、以下の4ステージ方式で出題。クイズへ1問正解するたびに、「菅ちゃん人形」（1体が1ポイントに換算される菅の似顔絵人形）を与えたうえで、獲得したポイントの総数によって勝敗を決した。
    - ファーストステージ：「クイズ!菅ちゃん英語」
      - 日本語から「（『過去の放送で菅が実際に使った』という意味で）正しい菅ちゃん英語」を当てさせるクイズ。

    - セカンドステージ：「クイズ!ダレがまあまあやねん!」
      - 就職活動中のロケで宇治原から当時在籍していた大学名を訊かれたあげく、『（宇治原の出身校である京都大学に比べたら）まあまあやね』という言葉で冷たくあしらわれた（ロケの収録時点で）女子学生の後日談を当てさせるクイズ。

    - サードステージ：「クイズ!訳せ!菅ちゃん英語」
      - 「菅ちゃん英語」の正しい日本語訳を、ボタンの早押し方式で、正解が出るまで答えさせるクイズ。

    - ファイナルステージ：「写真クイズ!この後どうなる!?」
      - 過去に放送された名シーンが映った写真から、撮影の前後に起こった出来事を当てさせるクイズ。

  - 「打倒　宇治原チーム」については、参加を希望する視聴者から、筆記試験とオーディションによってメンバーを選抜。「宇治原チーム」に勝利した場合には、賞金（総額20万円＝メンバー1人につき4万円）に加えて、宇治原から「まあまあやね」という表現で直々に褒められる権利を得られるようになっていた。結果は、23ポイント対8ポイントで「宇治原チーム」に圧勝。
- 10月23日（水曜日）：「『駅前シャッターチャンス』スペシャル!」
  - 毎日放送で2018年1月（宮崎放送で2019年4月）から放送されている「駅前シャッターチャンス」（使い切りカメラ1箱だけで昭和レトロを感じさせる情景や出会った人物を撮影する駅前ロケ企画）からの派生企画で、10月6日（日曜日）に阪急宝塚線の庄内駅界隈で収録。前川清・松川コンビと水谷千重子・福島コンビが別々のエリアでロケへ臨んだ後に、前川と水谷が即興による「ちちんぷいぷい　おかげさまで20年　前川清・水谷千重子歌謡ショーin庄内」を 「サンパティオ庄内店」3階の庄内サンパティオホール で開いた模様を放送した。松川はロケVTR全体のナレーター、福島はショーの司会も兼務。
  - 前川と水谷が歌謡ショーや「駅前シャッターチャンス」のロケで共演するのは初めてで、ロケ中には写真の撮影に加えて、ショーの開催を告知するチラシを開演（16:00）の2時間前から配布。チラシが無料での入場券を兼ねていて、庄内サンパティオホールへ持参するだけでショーを鑑賞できるようになっていたため、70人以上の観客がショーを見届けた。12月25日（水曜日）の「ちちんぷいぷい特別編」内で再放送。
- 10月24日（木曜日）：「ピーコ&ナジャの声でちゃってごめんなさい」
  - 2017年8月から木曜日に不定期で放送されているロケ企画の第7弾で、同曜日のスタジオパネラーであるピーコと、月曜日に準レギュラー扱いでスタジオパネラーを務めるナジャ・グランディーバがリポーターを担当。近鉄花園ラグビー場（大阪府東大阪市）でラグビーワールドカップ2019プールC第2戦・アルゼンチン代表対トンガ代表戦が開かれていた9月28日（土曜日）に、最寄り駅の東花園駅（近鉄奈良線）と近鉄花園ラグビー場をつなぐ「スクラムロード花園」、上記の試合に向けて開場する前の同ラグビー場エントランス、大阪府大東市のゴルフ練習場、奈良県生駒市の生駒山上遊園地でロケを敢行した模様を放送した。
  - ロケ中には、「番組開始20周年を祝う豪華なゲスト」という触れ込みで、織田裕二・浜田雅功・坂上忍・昴生（ミキ）・軽部真一（フジテレビアナウンサー）に扮した山本高広が随時登場。花園ラグビー場からゴルフ練習場への移動中には、マツコ・デラックスと草彅剛が電話で出演した。
  - ピーコのみ、放送の当日にスタジオへ出演。ピーコとナジャが声を揃えて「やったぜ!」と絶叫しながらこの企画のロケを締めくくっていることにちなんで、生駒山上遊園地でのロケでは、「ピーコと子どもたちの『やったぜ!』絶叫大会」というイベントを敷地内の「野外劇場」で開催した。12月24日（火曜日）の「ちちんぷいぷい特別編」内で、未公開映像を含めて再放送。
- 10月25日（金曜日）：「番組と同い年　20歳（はたち）だらけのちちんぷいぷい」
  - 番組と同い年（1999年生まれ）で「当番組で伝えたいことがある」という20歳の男女を、プロ（芸能人）・アマチュアを問わずにあらかじめ募集。そこからオーディションで選ばれた8人による「はたちの☆印」を中心に放送した。出演した8人には、大阪☆春夏秋冬のメンバー（YUNA）やソロのアーティストとして活動する芳森由奈、吉本新喜劇の女性座員の小林ゆう、神戸大学落語研究会所属の男子学生（金曜日のスタジオパネラー・桂吉弥の後輩）が含まれていた。
  - 「はたちの☆印」以降のパートでは、上記の8人が、ロザンの菅・宇治原やアシスタントの松本と共にスタジオへ出演。スタジオ進行や、「次にくるグルメ」「SNSの炎上問題」というテーマでのロケリポートを分担した。さらに、イタリアンレストランで修業中の女性シェフが8人の中に選ばれていたことから、当日のみ「キッチンぷいぷい」を放送。レギュラー放送と違って、松本・宇治原・三澤肇（毎日放送報道局解説委員）以外の出演者から、プロ野球ドラフト会議方式の籤引きで6人を試食役に選んでいた。
  - 当日の放送中のみ、全世界に向けて、YouTubeで動画のライブ配信を実施。上記の8人と宇治原・菅が、配信用の特設スタジオでテレビ（本編）のやり取りを鑑賞しながら、生放送やCMを意識せずに本音を語り合う模様を映した動画を流している。また、配信中にはYouTubeのチャット機能を開放。毎日放送・宮崎放送の放送対象地域内にいるYouTubeの視聴者には、テレビ映像との同時視聴を推奨していた。
  - 本編でも、一部の時間帯で、YouTubeとの同時二元生放送を実施。「はたちの☆印」の放送中には、河田と金曜日のレギュラーパネラー陣（吉弥・ハイヒールモモコ・三澤）が、8人の進行やリポートを見届けながら、配信用のスタジオで放送に乗らないフリートークを展開した。金曜日のロケコーナー「ヤッター商店街」でリポーターを務めるマルセイユも、別のパートを放送中に、配信用のスタジオへ登場している。

また、期間中は10月24日まで「キッチンぷいぷい」を休止する代わりに、山崎製パンとのコラボレーション企画「キッチンぷいぷいPresents 茶屋町秋のパン祭り」を実施。放送時点で「キッチンぷいぷい」を担当する料理人が、同社製のパンを使ったオリジナルの総菜パンを作ったうえで、毎日放送本社M館の玄関前に駐めたキッチンカーを通じて1個200円（税込価格）で販売した。日替わりで用意されるパンは数量限定（毎日200個）で、販売時間を放送終了後の17:00まで設定していたが、実際には整理券（1人につき1枚）の配布が完了次第受付を終了。結果として、全てのパンが放送中に完売した。ちなみに、購入者には、「午後の紅茶」（キリンビバレッジ）3種類のうち、好みの種類のペットボトル1本を無料で進呈していた。
当番組と山崎製パンのコラボレーションによるオリジナルパンの販売は、前述した2015年秋の「ラッキーパン大作戦」以来4年振りであった。販売されたパンは以下の通りで、放送中にはキッチンカー前からの生中継を実施。野嶋と共にアナウンサーとして2019年に毎日放送へ入社した清水麻椰と、マルセイユ （津田康平・別府貴之）が交互に（または共同で）リポーターを務めた。
- 10月14日（料理人：卜部吉恵）「明太子のだし巻きたまごサンド」
- 10月15日（料理人：中辻利宏）「黒毛和牛のカレー焼きそばドック」
- 10月16日（料理人：浦上浩）「浦上流焼き鯖サンド」
- 10月17日（料理人：松尾慎太郎）「牛しぐれ煮ドッグ」
- 10月18日（料理人：松下平）「フレンチ パテドッグ」
- 10月21日（料理人：横田国洋）「タラとタコのボロネーゼバーガー」
- 10月22日（料理人：中辻利宏）「黒豚のチャーセージドッグ」
- 10月23日（料理人：王憲生）「王さん特製ハンバーガー」
- 10月24日（料理人：喜多川達）「鱧フライバーガー」
- 10月25日（料理人：松本喜宏）「イタリアンポテサラサンド」

## レギュラー放送枠で夏季に放送された特別番組
MBSテレビでは、「オーサカキング」（2004年から2008年まで大阪城及び大阪城公園一帯で開かれた毎日放送主催のイベント）の実施を機に、2006年から毎年夏季（7月下旬または8月上旬）の1週間に当番組を特別編成（2011年のみレギュラー放送内で特別企画「河田直也の60日間ほぼ世界一周　昔の人は偉かったザ・ワールド」）で放送している。レギュラーで放送中のコーナーについては、「キッチンぷいぷい」のように全編にわたって休止するか、特別企画を編成。また、この期間の放送には、「ぷいぷい顧問団」のメンバーが出演しないことが多い。

### 「オーサカキング」関連番組（2006 - 2008年）
オーサカキング期間中は通常の内容を休止するが、出演者は、石田英司と八代英輝を除き（この2人は、この期間に合わせて夏休みを取っている）、ほぼいつもの面々で、スタジオもぷいぷいと同じスタジオから放送される。通常の総合司会を務める角淳一は"御意見番"としての立場で出演（休む日もあり）。オーサカキング会場からの中継も随時放送される。
ちちんぷいぷいは夏休みオモロイことはぜ〜んぶやる!ニッポンの夏じるし（2006年）
2006年7月31日 - 8月4日の1週間に放送。総合司会は上泉雄一が担当。西靖が富士山の頂上に登り、連日生中継で山頂の様子を伝える企画が番組の目玉だった。その他行われた企画には『JNN各局うまいもんめぐり』（静岡放送から富士宮やきそば、北海道放送からメロン、信越放送から軽井沢ソフトクリーム、テレビ高知、山陽放送からも紹介）、『キッチンぷいぷいPresents 高校生カレー甲子園（第1回大会）』、『キンキキング』（伊藤広・前田阿希子両アナウンサーが、大阪府を除く近畿地方各府県から探し求めた食材による料理を振る舞う企画）、『今出東二・初めての海外旅行』（行き先はヨーロッパ各国の温泉）、『パパロックフェステバル』など。また、この1週間エンディングは一貫して夏らしい、ゆずの「夏色」だった。
ちちんぷいぷい夏休み 西から南からアツアツオーサカキングSP（2007年）
2007年7月30日 - 8月3日の1週間に放送。総合司会は西靖が担当。その他の出演者は角淳一（ご意見番、7月30日 - 8月1日）、今出東二（オープニング天気、8月2日はレガッタ企画にも参加）、上泉雄一（山登り中継）、たむらけんじ（「カレー甲子園2007」実行委員長）、近藤亨（世帯陸上・5mダッシュ・レガッタ実況）。実施された企画には、ハワイ旅行と米30kg獲得を目指して夫婦やカップル、恋人などのペアがリレーで競い合う『第1回世帯陸上 かみさんかつぎ〜おしどりタイムトライアル〜』（芸能人代表として、内場勝則・未知やすえ、オール阪神夫妻、ディラン&キャサリン（なだぎ武・友近=架空の夫婦）、かつみ♥さゆりが日替りで出場）、西日本各地の滝を紹介する『上泉の山登り中継』、『高校生カレー甲子園2007』（優勝は大阪府立八尾北高等学校）、「今日のポン!」コーナーのスペシャル版として、ゲストがリクエストして味付けをする『今日のポン! オーサカキングSP』（ゲストは後藤真希、梅垣義明、Lead、モーニング娘。（道重さゆみ・光井愛佳）、神木隆之介、大後寿々花）、新人アナウンサーが沖縄県、大分県、鳥取県、徳島県、山口県からうまいものを仕入れて串焼きにし、会場の来場者に振る舞った『西日本産地直送バーベキュー』、オーサカキングの公式ソング『わたしの空』の合唱、桂ざこばと山中真の韓国・済州島の旅、ロザン・菅広文のドラムパフォーマンス、総合司会の西も挑戦した関西大学女子ボート部とのレガッタ勝負、『よゐこのお笑い5mダッシュ選手権』があった。なお、レガッタ企画の日は西の代役としてよゐこが代理司会を担当することになっていたが、オーサカキング会場からMBSへの移動中に渋滞に巻き込まれたため、この日ニュース担当のアナウンサー・千葉猛がよゐこ到着までの間、代理を務めた。
ちちんぷいぷい夏休み オーサカキングは愛と青春と音楽とけん玉でキラキラSP（2008年）
2008年7月28日 - 8月1日の1週間に放送。総合司会は、前年同様に西靖が担当。月曜日の同年7月28日には、午後からの突然の大雨により企画の中止・変更が行われ、金曜日の同年8月1日には、オールスターゲームの中継の編成で、17時台がニュース枠（『イブニング・ニュース』・『VOICE』）となったため、他の曜日に比べ1時間少ない放送時間となった。なお、高校生カレー甲子園の進行を務める予定だったたむらけんじは自ら経営する焼肉店で食中毒騒動が起こった影響で出演を取りやめた。
主な曜日企画
- 月曜日 オケぷい♪（小中高生62人によるオーケストラ、監督・指導、指揮は服部隆之。オーサカキングの会場で行われる予定だったが、大雨で中止となり、茶屋町のMBSスタジオに舞台を変更して行われた。オーサカキング2008最終日の2008年8月3日に改めてオーサカキング会場で演奏が行われ、同年8月4日の「ちちんぷいぷい」でその一部始終が放送された）
- 火曜日 ロザン宇治原の三線演奏（前年は、菅のドラムパフォーマンスであったが、今年はその逆で宇治原が挑戦する形態となった。）
- 水曜日 フラレディース（吉本新喜劇の女性がフラダンスを披露）
- 木曜日 スイミングボーイズ（前年のレガッタ対決の雪辱を果たすため行われた。団員は板東英二、今出東二、安田大サーカス安田団長、アナウンサーの千葉猛。）
- 金曜日 スウィングレディース THE MOVIE（前年も行われた企画で、演奏する内容を映画音楽に限定したもの。前年同様監督・指導、指揮はMALTA。）

### MBS開局60周年記念特別番組（2010年）
この節では、毎日放送の開局60周年を記念した『ちちんぷいぷい』内での特別番組についてまとめる。当番組では、木・金のメイン司会を務め、同局アナウンサーでもある西靖による「西靖の60日間世界一周」をメイン企画とし、通常の『ちちんぷいぷい』生放送内でもコーナー化し、西の旅の現況について生中継を結んだりしてきた。
西靖の60日間世界一周 まだまだ旅の途中スペシャル
2010年8月7日の13:54 - 15:30に放送。「ちちんぷいぷい緊急特番」と冠が付いている。同年6月28日から8月25日までの60日間、世界一周の旅に出掛けた西の行程が、この日ちょうど40日目を迎えたことを記念し、これまでの旅の模様をダイジェストとして生放送し、その時滞在していたメキシコから西とも生中継を結んだ。総合司会を角淳一、進行を『ぷいぷい』木曜担当の前田阿希子が担当。ゲストはトミーズ、月亭八方、ローラ・チャン、玉木正之が出演。番組終盤には、西の応援歌として「大丈夫」を披露するためji ma maも出演した。
西の60日間世界一周
2010年8月10日から8月25日まで、木曜日以外と2010年8月13日放送分は深夜の『MBSニュース』、木曜日は『土俵ガール!』、2010年8月20日放送分は『ごぶごぶ』の直後に、平日深夜5分間のミニ番組として放送。これまでの旅のダイジェストを放送。冒頭のナビゲーターは『ぷいぷい』火曜担当の松本麻衣子。
西靖は今日帰国します そのとき角は…スペシャル
2010年8月25日の13:55 - 17:45に放送。この日に「60日間世界一周」の旅を終え、日本（大阪）へと帰国した西を出迎えるスペシャル版として放送。降り立った関西国際空港から毎日放送に向かうバス車内での中継も交え、通常の『ぷいぷい』の内容も放送した。さらに、帰国したての西に対し、同日京セラドーム大阪で行われた「阪神対広島戦の始球式をするように」というお題がサプライズで出されたため、京セラドーム大阪へと向かった西の様子も生中継した。
ちちんぷいぷい夏祭り おかげさまで60年スペシャル
2010年8月26日の13:55 - 17:45に放送。下記の『近畿から世界だよスペシャル』の前夜祭（番組内でも「前日祭」と称した）的内容で放送。「西靖の60日間世界一周完全版」の第1回目や、翌週の『近畿から世界だよスペシャル』内で行う企画「高校生粉もん甲子園」に先駆けて、木曜日レギュラー出演者によるエキシビジョンマッチも行った。当特番は、9月2日までの開局記念ウィーク幕開け・キッフオフ特番も兼ねており、実際に、開局60周年を記念して結成した「ハッピー隊」隊長の西川きよしと、その隊員の一人でもある月亭八光も冒頭出演し、きよしが代表してくす玉を割った。番組終盤・エンディングには、同日の夜に生放送した『第8回MBS新世代漫才アワード』の決勝会場であるシアター・ドラマシティへと出演者が移動し、決勝戦の対戦組み合わせ抽選の模様も放送した。この日は木曜日であったため、通常の『ぷいぷい』木曜レギュラー陣に加えて、寿美花代も出演した。総合司会は普段の『ぷいぷい』木曜には出演しない角が担当、通常『ぷいぷい』木曜進行の西は、角をサポートするサブ司会に回って出演した。
ちちんぷいぷい夏祭り 近畿から世界だよスペシャル
2010年8月27日の14:55 - 17:45と、同年8月30日 - 9月2日の13:55 - 17:45に放送。この5日間全日に渡って、総合司会を角が、角をサポートするサブ司会は西が担当。内容は、毎日放送の放送エリアであり、毎日放送本社がある大阪以外の近畿圏の最先端を、角自身の取材・リポートによる「近畿の最先端（さきっちょ）☆印」、「西靖の60日間世界一周完全版」が通し企画で、8月27日以外では「高校生カレー甲子園」に替わる企画として「高校生粉もん甲子園」も加えて放送した。
西靖の60日間世界一周 三夜連続旅の軌跡完全版スペシャル
2011年1月4日（日付上は、同年1月5日）の24:20 - 26:20、1月5日（日付上は、同年1月6日）の24:30 - 26:15、1月6日の23:50 - 25:25に放送された。60日間の旅の模様に加えて、西との対談相手として、60周年記念ソングかつ同コーナーのテーマ曲「ハッピーアワー」を歌うトータス松本（4日）、たむらけんじ・宇都宮まき（5日）の裏話トークや、6日には、2010年12月19日に京都の新風館で行われた小籔千豊とのトークショーの模様も織り交ぜて放送した。

### 3000回感謝ウィーク「やっぱり地元ってええなぁ」（2012年）
当番組が2012年7月2日（月曜日）に放送3000回を迎えたことを記念して、同年8月27日（月曜日）から31日（金曜日）までレギュラーの放送枠内で放送。日替わりのテーマ（27日「先っちょ」・28日「クイズ」・29日「スポーツ」・30日「お宝」・31日「お祭り」）を設けたうえで、レギュラーコーナーの『MBSニュース』「きょうの☆印」「キッチンぷいぷい」を休止する代わりに、下記の特別企画を連日実施していた。なお、8月29日（水曜日）の放送では、角が前年9月の番組卒業以来約11ヶ月振りにスペシャルゲストとしてスタジオに登場。その一方で、同月上旬から病気で入院していた石田や、「ぷいぷい顧問団」のメンバーはこの期間の放送に出演しなかった。
主な企画
- 「U-13（アンダーサーティーン）大阪おどろキッズ」
  - 番組開始の1999年10月以降に、（大阪府内に限らず）関西地方で生まれた（放送当時13歳以下）の子どもによる驚くべき特技や知識をスタジオで紹介。紹介する子どもが生まれた日に当番組を放送していた場合には、当日放送分のダイジェスト映像を流した。
- 「高校生カレー甲子園」
  - 前述の「オーサカキング」で実施していた企画を、4年振りに毎日放送本社1階の特設スタジオで復活。関西地方の高校から1校につき3人構成のチームを募集したうえで、予選会を勝ち上がった8チームが、一般参加の審査員101名の投票を通じて「ご当地カレー」の味を競い合った。
  - 月曜日から木曜日までは、2チームによる対決形式で、放送中に準決勝を実施。最終日である金曜日の放送では、準決勝を勝ち残った4チームを対象に決勝戦を開催した。ハウス食品の特別協賛による企画で、2013年以降の夏季特別番組でも継続（後述）。
  - 準決勝・決勝とも、たむらけんじと前田阿希子が司会を担当。レギュラー放送では前田が全編のアシスタントとして出演している金曜日については、この期間のみ上田悦子（月曜アシスタント）がアシスタント代理を担当する。
- 「大阪砂もんアート」
  - 当番組で特別に結成した「チーム大吉」（大吉洋平・女と男・今別府直之）と日本を代表するサンドアートの第一人者（小山功など）が、「大阪ふれ合いの水辺」（大阪市が毎年夏季限定で都島区の大川右岸に設ける親水区画）の一角に、大阪にちなんだ高さ5mの砂像（通称「大阪砂もんアート」）を5日がかりで製作。8月31日のエンディングで、砂像のお披露目に漕ぎ着けた。大吉はサンドアート初体験ながら、砂像のデザインも担当。製作中は、当番組のレギュラーアナウンサー（来栖正之・松本麻衣子・福島暢啓・山中真）が、「大阪ふれ合いの水辺」から日替わりで中継リポートを入れていた。なお、砂像は特別番組の放送直後（9月1日・2日）に一般へ公開されてから、当初の予定に沿って解体されている。
- 「関西情熱リレー　3000m走り隊」
  - 8月29日（水曜日）に長居陸上競技場から生中継。同競技場のトラックを舞台に、レギュラー出演者きっての健脚を誇る山中真・一般公募で選ばれた年代別の視聴者代表11名・「助っ人」（水曜レギュラーで元阪神タイガース投手の遠山奨志）で構成されたリレーチーム「3000m走り隊」（監督・井上悟）が、放送3日前に北海道マラソンを走ったばかりのエリック・ワイナイナと3,000m走で対決した。生中継では、スポーツアナウンサーの井上雅雄（ぷいぷい運動部キャプテン）が実況を担当するとともに、「3000m走り隊」の応援で河田直也とET-KINGも登場。なお結果は、井上監督の判断で年代と走力ごとにメンバーの走行距離を変えていた「走り隊」が、ワイナイナに1周近い差を付けて大勝した。
- 野村克也と西によるスペシャル対談
  - （現役の捕手時代に）一軍戦への3000試合出場を達成した野村の行き付けの飲食店（大阪市内）で事前に収録してから、8月29日に放送。野村が（レギュラー放送を含めて）当番組へ出演するのは、この対談が生涯で唯一だった。対談の最後には、なんばパークス（南海ホークス時代の野村の本拠地だった大阪スタヂアムの跡地）を、西の案内で野村が初めて訪れる一幕もあった。
  - 野村は、2020年2月11日（火曜日・建国記念の日）に84歳で永眠。当番組では、翌12日（水曜日）に野村の訃報を伝える際に、この対談のダイジェスト映像を放送した。

### ちちんぷいぷい夏休みスペシャルウィーク（2013年）
2013年の番組テーマである「これも何かのご縁ですから・・・」を基に、同年8月5日（月曜日）から9日（金曜日）まで放送。レギュラー枠（14:55 - 17:50）で生放送の「ちちんぷいぷい夏休み　未来にご縁スペッシャル!!!」に加えて、通常は『MBSドラマの光』（連続ドラマや自社制作・深夜バラエティ番組の再放送枠）に充てている前枠（13:55 - 14:55）で「夏休み!石田英司のHOTジャーナル」を編成した。
「夏休み!石田英司のHOTジャーナル」
- レギュラー放送で石田が解説を務める「石田NEWS」を発展させた生放送番組で、石田が司会・解説役、山中が進行役として出演。レギュラー放送では15時台後半に組み込まれている「MBSニュース」をオープニングに内包したうえで、石田（または山中）のVTR取材に石田のスタジオ解説を組み合わせた「ニュースが見える!関西HOTな現場」、石田の解説による「ニュースな言葉を一発検索!Ishipedia」を放送した。
- スタジオには、当番組のレギュラー（☆で表記）・元レギュラー（★で表記）・「ぷいぷい顧問団」のメンバー（◎で表記）を中心に、以下の3名がパネラーとして出演。当番組からステブレレスで後述の「ちちんぷいぷい夏休み　未来にご縁スペッシャル」につなぐ構成になっていた。
  - 8月5日：宇治原史規☆、中野雅至◎、三船美佳
  - 8月6日：宮本勝浩◎、新山千春★、川崎亜沙美
  - 8月7日：ピーコ☆、新山千春★、村田晃嗣
  - 8月8日：沢松奈生子☆、小宮一慶◎、新山千春★
  - 8月9日：中野雅至◎、新山千春★、増田英彦（ますだおかだ）

「ちちんぷいぷい夏休み　未来にご縁スペッシャル!!!」
レギュラーコーナーである「プリマ旦那の若旦那21」（水曜日）「とびだせ!えほん」「昔の人は偉かった」（いずれも木曜日）「酒井藍の密着まるまる1日」（金曜日）の特別版に加えて、以下の特別企画を放送した。
- 「みんなで食べよう!真夏のスイカ開き!」
  - 毎日放送の本社前から放送するオープニング企画で、当日の出演者から1名がスイカ割りに挑戦。そのスイカを切り分けたうえで、2013年に同局へ入社したばかりの新人アナウンサー・豊崎由里絵が、スイカをあしらった大きな帽子に浴衣姿で来場者から毎日先着100名に配布する。豊崎にとっては、当コーナーが事実上のテレビ番組デビューになった。また、当コーナーの直後には、今出と当日のアシスタントが本社前から天気予報を伝えている。
- 「つながれ!ご縁ザ・ワールド〜万国おどろキッズ紀行〜」
  - 総合司会の西が7月5日（月曜日）から1ヶ月にわたって、世界12ヶ国（タイ→インド→スイス→スペイン→オーストリア→ベルギー→モザンビーク→ポルトガル→ペルー→アルゼンチン→ジャマイカ→アメリカ）を渡航しながら行く先々で「おどろキッズ」（大人が驚くような特技や才能を持つ子ども）を取材した成果のうち、渡航中のレギュラー放送では取り上げなかった「おどろキッズ」を5日にわたって詳しく報告。取材対象の「おどろキッズ」が「将来の夢」をテーマに描いた絵も、スタジオで紹介した。
  - 西は8月5日の放送中に帰国したため、当日の放送では、河田が全編の総合司会を務めた（6日の放送からは西が総合司会に復帰）。
- 「未来への先っちょ!☆印〜生活に役立つ未来のチカラ〜」
  - レギュラー企画の「きょうの☆印」を発展させた取材企画で、8月8日（木曜日）まで毎日2回に分けて放送。テーマを「未来への先っちょ!（実用化に向けて開発・実験中の最先端技術）」に特化したうえで、レギュラーアナウンサーの山中・大吉・福島が取材とスタジオ報告を担当した。
- 「高校生カレー甲子園」
  - 放送内容は前年の「3000回感謝ウィーク」と同じ。石田は、『夏休み!石田英司のHOTジャーナル』に続いて、（投票に関与しない）「特別審査員」として毎日登場していた。
- 「ご縁プレゼント」
  - レギュラー放送での取材を通じて「ご縁」をつないだ著名人から、視聴者向けに日替わりで特別なプレゼントを提供（8月5日：壇蜜、6日：鈴木雅之、7日：遠藤保仁、8日：4代目市川猿之助、9日：能見篤史）。ハガキでの応募を条件に、希望する視聴者から、毎日1名に進呈した。
- 「沢松vs今岡　異種スポーツ対決」
  - 「沢松（元プロテニス選手）がテニスラケット放つ強烈なサーブを今岡（元阪神タイガース・千葉ロッテマリーンズ内野手、いずれも出演時点で当番組のレギュラー）が木製のバットでどこまで打ち返せるか」という9回勝負の対決で、8月6日（火曜日）の17時台にブルボンビーンズドーム（兵庫県三木市）から、井上雅雄（毎日放送のスポーツアナウンサー）による実況と遠山奨志（当番組元レギュラー・元タイガース投手）・浅越しのぶ（元プロテニス選手）による解説で生中継。対決に際しては、沢松が今岡から空振りや見送りのストライクを奪えば沢松に1点、今岡が沢松のサーブを「ホームランゾーン」に打ち返せば今岡に2点、「ヒットゾーン」のフェンスに当てるかゾーンに転がせば今岡に1点というルールを設定した。また、対決の舞台になったドーム内のコートには、テニスと野球のルールを踏まえて数々の趣向が施されていた。結果は1-0で今岡の勝利。
- 「ぷいぷいチアガール」
  - 7月上旬のレギュラー放送で、「大切な人をチアリーディングで励ましたい」という意欲を持つ視聴者を募集（年齢・性別・チアリーディングの経験不問）。オーディションで選ばれた8歳から64歳までの女性8名によるスペシャルチームが、1ヶ月足らずの練習を経て、8月9日（金曜日）放送分の17時台に毎日放送本社1階の特設ステージでチアリーディングを披露した。オーディションで応募者の面談に携わった大吉が、参加者へのVTR取材や、放送当日の生中継リポート・ステージ進行も担当。

## レギュラー放送枠で夏季以外に放送された特別番組

### 2000年
こどもの日スペシャル
5月5日の14:05 - 17:54に、ゴールデンウィークのスペシャルとして放送。月 - 金までの各レギュラー(当時)【月曜:大平サブロー・大東めぐみ、火曜:ハイヒール、水曜:桂ざこば・なるみ、木曜:板東英二・堀ちえみ・松川浩子、金曜:トミーズ健・奥山佳恵】と、角・今出東二・石田（前半は今出が、後半は石田が角とタッグを組んだ）による「毎日チーム（毎日放送の毎日ではなく、「毎日出ているから」という意味からである）」の合計6チームによるクイズ合戦である。この日の総合司会は、西・河田で、アシスタントは陣内智則、毎日チームの助っ人として登場したコギャルたちのインタビュアーや、ストラックアウト、ラストクイズとなった「河田の後走り」の実況を担当した上泉も出演した。この日が金曜日であったため、板東は、『板東英二金曜生BAN BAN』終了後の16時以降からの参加になった。また、事前にこの6チームでどこが優勝するかというのを視聴者が予想しており、ペア2組にニューカレドニア旅行がプレゼントされた。この日のクイズは、健が買い物をする場所でお馴染みの鶴橋クイズや、「昨夜の関口さん」と題してざこばに密着したもの、吉本芸人による「今日の晩ごはん何?」、「スミっこニュース」、板東による「ストラックアウト」などから出題され、特にこのストラックアウトを見ていた角は、「木曜日の（積み立て）クイズ、あれにしょうか…」とここから派生した企画もあった。

### 2006年
ちちんぷいぷい 京都大大大紅葉スペシャル
11月23日14:00 - 17:50（本放送と同時間帯）に放送。MBS京都プロジェクトの一環で、毎年『京都の日（11月23日、MBSが制定）』に放送している特別番組。主な内容は、ロザンがおでんの具を自転車で調達、Leadが生殺陣に挑戦、「スタアの愛した味」特集、今出東二&千鳥の「紅葉絶景風呂 叡山電鉄の旅」やなすなかにしの従来企画の特別編・「京都から来はったん?」、平原綾香の特別ライブなど。他の出演は、角淳一、上泉雄一、松川浩子、中尾彬、堀ちえみ、原田伸郎（途中から）、西靖（途中から）。全編京都からの生中継。なお、この日の「ニュース」は、画面の約半分が紅葉で埋め尽くされたニューススタジオから千葉猛が行った。石田の出演はなし。

### 2007年
チュートリアルでごめんなさい4時間全部家族愛テレビ
1月5日14:00 - 17:50生放送の新春特別番組。2006M-1グランプリチャンピオン・チュートリアルが司会。進行は八木早希。正式タイトルは「ちちんぷいぷい冬休み・チュートリアルでごめんなさい4時間全部家族愛テレビ」。スタジオゲストはトミーズ、桂ざこば、間寛平、月亭八方、たむらけんじ、海原やすよ・ともこ他。番組のテーマは「家族愛」。家族の親と子の愛情にスポットを当てた。チュートリアル・福田充徳の実母が生出演し、「家族愛キッチン」と題し、親子で親子丼を作った。また、八方の息子の月亭八光、ざこばの長女の関口まい、たむらけんじの長男が生で父への手紙を読み上げた。生放送中に角が飛び入りで出演した。

### 2008年
おちゅかれさまスペシャル
2008年11月24日の14:55 - 17:50に生放送された。この日は普段ならば祝日（休日）のため、放送が休止するのが通例であるが、連休および少し早めの2008年お疲れ様でしたというコンセプトのもと放送。角も出演したが、西が全体の進行役で出演した。

### 2012年
ちちんぷいぷいホリデースペシャル 春休みだよ!ニッポン列島北へ南へ&世界へ! 気の合う仲間と2人旅
2012年3月20日（火曜日）に当番組のレギュラー放送枠（14:55  - 17:45）で放送。同日は祝日であったことから、「旅」をテーマにした内容で、「前略、旅先にて」の復活版、山中真と酒井藍による北海道日帰りグルメツアー、「ロザンの道案内してもらおッ!」など特別企画で放送した。司会は河田直也、スタジオ出演はロザン、前田典子、ピーコ、和田美枝（女と男）。途中から桜 稲垣早希も出演。レギュラー放送では総合司会を務める西靖は、京都からの生中継で、トミーズ健とともにタケノコ掘りに臨んだ。
ちちんぷいぷい京都スペシャル　新しい京都見つけに行こッ!
「MBS京都ウィーク」（2012年4月30日 - 5月6日）の一環として、同年5月3日（木曜日）に当番組のレギュラー放送枠（14:55  - 17:45）で放送。同日は祝日でもあったことから、「きょうの☆印」は「京の☆印」と改題したうえで、全編を京都にまつわるクイズ企画「クイズ京都知新」（出題VTRのナレーターは松本麻衣子）に充てた。また、番組内の天気予報・『MBSニュース』を休止する代わりに、今出東二・河田直也による京都市内からの生中継や、京都を舞台にした「とびだせ!えほん」と「大吉京平への道」を組み込んだ。さらに、MBS本社1階で「MBS京都まつり」を開催していた関係で、直前番組の『もうすぐぷいぷい』とオープニングは1階から放送。本編でも、「京都まつり」の会場から大吉洋平がリポートで登場していた。司会は西靖。スタジオには、木曜レギュラーの桂南光・堀ちえみに加えて、安田美沙子（京都府出身、「MBS京都ウィーク」イメージキャラクター）と近藤正臣（京都市出身、国民文化祭・京都2011特命大使）も出演。「クイズ京都知新」では、西以外のスタジオ出演者が解答者として参加したほか、データ放送による最多正解者の予想投票を実施していた。

### 2013年
ちちんぷいぷい 寒さ本番!みんなであったまろうスペシャル
2013年1月25日（金曜日）に当番組のレギュラー放送枠（14:55  - 17:45）で放送された特別版で、同曜日のレギュラー陣（西、前田、石田、ハイヒール、桂吉弥、つるの剛士）がスタジオに出演。「西の☆印」は、「西のあったか☆印」に改題したうえで、寒さ対策・グッズの紹介や（河田のVTR取材による）週末に家族で入浴できる珍しい温泉・銭湯の紹介に特化した。また、山中・西川忠志などが兵庫県香美町で大人3名が入る大きさのかまくらを作る様子を、現地から随時生中継。同曜日17時台のレギュラーコーナー「酒井藍の密着まるまる1日」では、スタジオの出演者を巨大なこたつへ入れるとともに、「酒井藍の密着あったまるまる1日」とのタイトルで酒井が「常夜燈」（大阪市北区で営業中のおでん専門店）で1日修業した模様を放送した。さらに、ハガキでの応募を条件に、ハイヒールモモコがヨドバシカメラ梅田店で選んだ総額1万円分の家電製品を「あったか福袋」として抽選で1名の視聴者にプレゼント。16時台の「キッチンぷいぷい」（洋風豚汁の作り方を紹介）からゲストとして登場したMALTAは、エンディングで特別にサックスを演奏している。その一方で、レギュラー放送では今出が担当する天気予報を休止。『MBSニュース』も、金曜ニュースキャスターの来栖正之がストレートニュースを3項目伝えるだけにとどまった。
ちちんぷいぷい年末総集編
2013年のレギュラー生放送を12月25日（水曜日）で終了させることを前提に、26日（木曜日）・27日（金曜日）のレギュラー放送枠で編成。両日とも、事前に収録した内容を放送した。
26日には、木曜日のレギュラー放送をベースに、「昔の人は偉かった」の第8章（岡山県備前市内にある兵庫県との県境から広島県・厳島神社までの旅）・第9章（にっぽん小京都めぐり）および「とびだせ!えほん」の総集編を放送。「昔の人は偉かった」総集編の間に「とびだせ!えほん」の総集編をはさんだ3部構成で、総集編の合間には、毎日放送本社のエントランスで収録した西と木曜日のレギュラー陣（桂南光・堀ちえみ・安田美沙子・廣田遥・佐藤弘道）によるトークも放送した。
27日には、人気子役の鈴木福・本田望結を当番組のスタジオに招いたうえで、「つながれ!ご縁ザ・ワールド〜万国おどろキッズ紀行〜」の総集編を放送。同企画で世界各国を取材した西がスタジオ進行、火曜アシスタントの松本麻衣子がナレーターを務めた。

### ちちんぷいぷい学園祭
2011年から実施し、体育の日に合わせて全編梅田スカイビルからの生中継で放送。月曜企画の「たむらけんじの学校へ行こッ!」で訪れた高校の部活動・クラス単位や、一芸を持った高校生のパフォーマンスを生で披露するなど高校生主体の内容。
ちちんぷいぷい学園祭2011秋 元気があればなんでもできちゃ〜うスペシャル
2011年10月10日の14:55 - 17:15に生放送。総合司会は西靖とたむらけんじ。他の出演者は桂ざこば、なるみ、大畑大介、廣田遥、アシスタントは吉竹史。番組中に「ちゃやまちハッピーアワー祭〜はじめまし展 2011秋〜」（2011年10月8日 - 10日にMBS1階で開催）の生中継も行った。（大吉洋平、河田直也、くっすん）
ちちんぷいぷい学園祭2012秋 みんな応援しちゃ〜うスペシャル
2012年10月8日の14:55 - 17:45に生放送。総合司会は西靖とたむらけんじ。他の出演者は桂ざこば、なるみ、八木かなえ、アシスタントは上田悦子。番組終盤に放送同日から水曜19時台から月曜19時台へと枠移動したことを告知するために『水野真紀の魔法のレストラン』オーナー水野真紀が「茶屋町カンカン!」（2012年10月6日 - 28日にMBS1階で開催）会場からの生中継も実施した。

### ちちんぷいぷい×MBS漫才アワード あっぱれ!ハイスクール
「お笑いセンター試験」で選ばれた200名の高校生が審査する漫才コンテスト「MBS漫才アワード」（毎日放送の主催で2003年から毎年実施）と、前述「たむらけんじの学校へ行こッ!」のコラボレーションによる特別番組として、2013年11月4日（国民の休日）の14:55 - 17:50に生放送。16時頃までは第1部として当番組のスタジオで「たむらけんじの学校へ行こッ!」からの派生企画（高校生によるパフォーマンスの披露、たむらによる明徳義塾高等学校への訪問、過去に同コーナーで取り上げた高校生の近況に関する追跡取材など）、以降はMBSスタジオ in USJから第2部として「第11回MBS漫才アワード」を放送した。第1部の総合司会は西靖とたむら。他の出演者はなるみ、大畑大介、間寛平、福島暢啓。アシスタントは上田悦子。ちなみに、上田・福島以外の出演者は、第1部の終了後にMBSスタジオ in USJへ移動。「第11回MBS漫才アワード」には途中からゲストで出演。たむらによる「学校へ行こッ!」での追跡取材には、女子スノーボード選手の岡田良菜（バンクーバーおよびソチオリンピック女子ハーフパイプ日本代表、滋賀短期大学附属高等学校の学生時代に同コーナーへ出演）も登場した。

### 『ちちんぷいぷい5000回　5000人とつながりたいスペシャル』（2020年）
関西ローカルにおける通算の放送回数が2020年9月22日（火曜日・秋分の日）で5000回に到達したことを記念して、13:55 - 17:50に関西ローカルで生放送。当番組単体での4時間近い生放送は、2019年3月22日（金曜日）のレギュラー版以来およそ1年半振りであった。
2019年4月改編以降における火曜日のレギュラー版をベースに制作されたことから、MCの山中、アシスタントの松川、レギュラーパネラーのトミーズ健・ロザン・沢松がスタジオに集結。さらに、木・金曜日MCで46歳（いずれも放送時点）の河田が、「A（ええ）おっさん」と称して「5000人とつながりたい　私のアニバーサリー」（後述）に出演した。主な企画は以下の通り。
- ヤバいTシャツ屋さんのプロデュースによるスペシャルオープニングムービーの制作・放送
  - 前年（2019年10月）に当番組の20周年記念ソング「はたちのうた」を制作したヤバいTシャツ屋さんが、「ぷいぷいができるまで」というテーマで、放送当日の打ち合わせから本番開始までの段取りを再現したオープニングムービーをプロデュース。この日から2020年9月25日（金曜日）までの4日間にわたって、本来のタイトルムービーの前に放送された。
  - ヤバいTシャツ屋さんのメンバー（こやまたくや、しばたありぽぽ、もりもりもと）は、ムービーの制作に先駆けて、2020年9月2日（水曜日）の午前中にレギュラー版の「ぷいぷいができるまで」の作業を毎日放送の本社内で取材。「しみのじ新発見」（当日は野嶋が進行を担当）「へぇ～のコトノハ」（当日は森本尚太が進行を担当、いずれも放送時点で水曜日の15時台にレギュラーで放送されるコーナー）のリハーサルには、本番で同席するスタジオパネラーのスタンドイン（ダミー役）として参加した。この時の取材や体験を基に、「寿司くん」という名義で映像作家としても活動するこやまが、「ぷいぷいができるまで」のドタバタ振りを3分弱の映像で再現させた。
  - 再現映像には、MCの山中・河田、アシスタントの松川・古川・松本麻衣子、気象キャスター（フィールド気象予報士）の前田智宏が本人役で登場。以下のように、「ぷいぷいができるまで」の流れを7つのシーンに分けたうえで、曜日別の主なスタジオパネラー（いずれも放送時点）がスタッフに扮して出演した。
    - 第1シーン「午前08:30　朝の打ち合わせ」（河田・古川が本人役で出演）
      - プロデューサー（演：桂南光）、チーフディレクター（演：未知やすえ＝いずれも木曜パネラー）
        - 吉本新喜劇の座員でもある未知が河内弁で南光にまくし立てるなど、吉本新喜劇風の演出が盛り込まれている。

    - 第2シーン「午前10:00　毎日放送本社M館前のロケ」（前田が本人役でリポーターとして出演）
      - 取材ディレクター（演：なるみ）、カメラマン（演：月亭八光＝いずれも水曜パネラー）、前田の後方でカメラに写り込む「ヤバめの大学生」（演：ヤバいTシャツ屋さん）
        - このシーンのロケ中に水曜パネラー（ぷいぷい顧問）の立岩陽一郎が撮影現場を偶然通りかかったため、メイキング映像には私服姿の立岩の姿が映り込んでいる。

    - 第3シーン「午前11:00　放送用原稿の作成」
      - 台本にトミーズ雅の似顔絵を描いているだけの放送作家（演：トミーズ健）、リサーチャー（演：沢松）
        - 沢松が「かねてから真似てみたかった」というトミーズ健のギャグを、本人と一緒に披露する演出が盛り込まれている。

    - 第4シーン「午前11:45　スタジオリハーサル」（山中が本人役で出演）
      - フロアディレクター（演：菅広文）、山中の周囲でフロアディレクターの指示に振り回されるアシスタントディレクター（演：宇治原史規＝いずれもロザン）

    - 第5シーン「午後01:00　映像編集室」（松本が本人役で出演）
      - 取材映像の編集スタッフ（演：ハイヒール・モモコ）、取材ディレクター（演：桂吉弥＝いずれも金曜パネラー）

    - 第6シーン「午後01:45  楽屋ロビー」（松川が本人役で出演）
      - 松川のメイク担当（演：ナジャ・グランディーバ）、楽屋受付（演：ハイヒール・リンゴ＝いずれも月曜パネラー）
        - 新型コロナウイルスへの感染が拡大している時期の撮影であることを踏まえて、リンゴは口元のイラストが描かれたマスクを付けて出演。

    - 最終シーン「午後01:54　副調整室（スタジオサブ）」（ヤバいTシャツ屋さんのメンバーだけで配役を分担）
      - ディレクター（演：こやまたくや）、スイッチャー（演：しばたありぽぽ）、タイムキーパー（演：もりもともと）
        - 3人が声を合わせてカメラの前で「『ちちんぷいぷい』スタート!」と叫んだタイミングで、調整卓にあるタイトルムービー用のスタートボタンをこやまが押したシーンに合わせて、タイトルムービーが流れる趣向を講じていた。
- 「5000人とつながりたい　私のアニバーサリー」
  - レギュラー版の第1回放送日（1999年10月11日）から放送の当日（2020年9月22日）までの期間を対象に、「私のアニバーサリー」（視聴者にとっての個人的な記念日）に関するエピソードと、笑顔が映った写真を募集。写真を寄せた視聴者から、抽選で50名に5,000円相当のAmazonギフト券を贈呈した。
  - 放送中には、スタジオセットのある「ライブセンター」とは別のスタジオを「特設会場」に充てたうえで、視聴者から寄せられた写真を撮影の年・月・日付順にボードへ掲示。「Aおっさん」に扮した河田が、写真とエピソードを随時紹介しながら、一部の抽選を実施していた。
    - 生放送中の抽選については、撮影年月日だけを記した紙を入れた抽選箱から、河田がその紙をランダムに1枚ずつ取り出す方式で実施。取り出した紙に記載の年月日に撮影された写真を投稿した視聴者を「当選者」と認定した。ちなみに、河田は放送中に、「当選者」の一部と電話をつないでいた。
    - 実際には9月第1週のレギュラー版から企画を告知していたが、当日の本番前までに届いた写真が1,365通だったことから、番組スタッフは本番中に追加で寄せられる写真を200通程度と想定。「特設会場」には、電子メールで送られた画像データを写真として印刷するために、家庭用のカラープリンターを1台だけ設置していた。しかし、写真投稿の受付を放送中の17:00にまで延長したところ、放送中だけで2,439通を受信。投稿の総数が3,645通にまで達したため、写真の印刷と紹介が追い付かない事態に至った。この事態を受けて、スタッフは投稿を受け付けた画像をすべて、本番終了後に印刷。「ライブセンター」を当番組でも『ミント!』でも使用していない時間帯に、印刷した写真を河田とスタッフが「ライブセンター」の床に1枚残らず並べたうえで、可能な限り多くの写真を録画映像で紹介する方策を講じた。以上の顛末は、本番から1週間後の2020年9月29日（火曜日のレギュラー版）で、写真を並べる模様を収録した映像を交えながら特別に紹介されている。

  - 当選者の一部には、「番組スタッフがAmazonのギフト券を手渡す」という名目で、月亭八光、ナジャ・グランディーバ、宇都宮まき（放送時点では金曜準レギュラーパネラー）が個別に訪問。その模様を、「特設会場」からの中継の合間に放送した。宇都宮は、当番組で長らくロケ企画のリポーターを務めていたが、当番組のロケに参加するのはレギュラー版を含めても3年振りだったという。
  - 当日分の「前田智宏のきょうのそらいろ」（天気予報）では、前田が京都大学在学中の2008年に、学内のグライダー部員としてグライダーを初めて操縦した際の記念写真が紹介された。
- 「私の町の☆印」
  - 視聴者からあらかじめ募集した「『ちちんぷいぷい』で取材して欲しい地元のおもしろニュース」を基に、山中と河田が、情報を寄せた視聴者への取材を交えながら、以下のスポットへ突撃取材を敢行した模様を放送。
    - 山中：安威川ダムの建設現場（大阪府茨木市）、水茄子を使ったロールケーキの製造・販売店（大阪府和泉市）
    - 河田：「Yellow Deli」（世界におよそ40店舗を展開しているオーストラリアのベーカリー）の日本1号店（京都市右京区太秦）、おそらく「日本で唯一」の子ども向けお笑い道場（大阪市淀川区塚本）
- 「クイズ!『ちちんぷいぷい』のダメなところを街の人に聞いてみたら　けっこうガチでひざがガクガクしてます（GHG）スペシャル」
  - 「街で出会った視聴者の皆様に、番組に対する忖度も斟酌もないご意見をいただき、あす（翌9月23日）の5001回目（の放送から）活かしていきたい・還元していきたい」という趣旨の下に、総勢136名から寄せられた意見（「～に足りないもの」という質問で最も多かった回答）に関するクイズを、山中からトミーズ健、ロザン、沢松に3問出題。2問正解で優勝した菅に、番組公式グッズの1つである「ちちんぷいぷい水筒」が贈られた。
  - 「ちちんぷいぷいに足りないもの」という質問では、1位から順に「笑い」「報道・ニュース（に重点を置いた番組構成）」「（レギュラー陣の）若さ」「（芸人の）ロケ」「元気」といった改善点が挙げられていた。また、「山中に足りないもの」の1位は「トーク力」、「河田に足りないもの」の1位は「根性」だった。
  - 視聴者への街頭インタビューでは「ちちんぷいぷいにやって欲しいこと」も訊いていたが、当日に放送できなかったため、2020年9月29日（前述）で改めて紹介した。ちなみに、最も多かった回答は「（新型コロナウイルスへの感染拡大前のように）ロケ企画を増やして欲しい」で、2位以下の回答は「（毎日放送以外の民放テレビ局が制作している『アメトーーク!』や『ダウンタウンDX』のように）バラエティー的なコーナーを放送して欲しい」「いわゆる『イケメン』の出演者を増やして欲しい」「全国規模のニュースに時間をもっと割いて欲しい」「芸人をもっと多く出演させて欲しい」だった。
  - 2020年10月以降のレギュラー放送では、この企画で寄せられた意見を踏まえて、「ニュースな街の☆印」というロケ（または生中継）企画を全曜日のオープニングパートに編成。山中・河田を中心に、アシスタントの松川・古川などが連日取材に赴いている。
- 「『ロザンの道案内しよッ!』presents 元祖クイズ王の『ダレがクイズ界の老害やねん!』～東京の人にバレないように宇治原さんを強くしよう～」
  - 「芸能界一のクイズ王」との異名を取っているにもかかわらず、全国ネットで放送されるクイズ番組での成績が年々低下している宇治原の「クイズ脳」を、クイズに強い視聴者の力を借りながら強化させようと試みた企画。前半（ファーストステージ）では梅田スカイビル内の空中庭園展望台でのロケ、後半（ファイナルステージ）では「ちゃプラステージ」からの生中継で放送した。
  - ファーストステージでは、山中が出題、菅が進行を担当。「クイズが得意」という視聴者代表（2名の女性が別々に出演）、SNS上で有名な「宇治原ウォッチャー」（女性2名のコンビ）、「阪大謎制作サークル OUtfoX」に所属する大阪大学の男子学生2名（『全国高等学校クイズ選手権』出場経験者と朝日放送テレビの本社で制作する『パネルクイズ　アタック25』予選会突破者のコンビ）を、早押し問題やフリップ問題で宇治原と対戦させていた。結果は宇治原の2勝2敗。
  - ファイナルステージでは、山中と菅が進行、松川が出題を担当。トミーズ健と沢松を「見届け人」として、宇治原が「大阪府　宇治原史規」名義で一般参加者3名と対戦しながら惨敗した2017年10月8日放送分『アタック25』[11] の優勝者（大阪府在住の女性）との再戦を実現させた。
    - 『アタック25』と違って、クイズに用いるパネルを3行×3列の9マスで構成していたため、放送上は「アタック9」と呼称。早押しクイズで1問正解するたびに1マスを獲得できるところは『アタック25』と同じだが、○×ゲームの要領で、獲得したマスが先に一列揃った回答者を「勝利」とみなした。また、『アタック25』の「アタックチャンス」にちなんで、菅の裁量による「スガチャンス」を途中で設定。「スガチャンス」対象クイズの正解者には、1マスを獲得する権利に加えて、その時点で相手が獲得していたマスから1つを消せる権利が与えられた。
    - 宇治原は『アタック25』で獲得パネル0枚（菅曰く「ゼロ原」）に終わっていた[11] が、当該回での優勝者に「アタック9」で雪辱。その結果、「全国ネットのクイズ番組に行くことを『ちちんぷいぷい』として許可する」という名目で、新大阪駅・東京駅間の新幹線普通回数券のパロディパネルが菅から贈られた。
    - 「アタック9」は、「おうち時間に嬉しい3万円相当の食材セット」のプレゼントを賭けた対戦でもあった。ちなみに、『アタック25』の優勝者が「アタック9」にも勝利した場合には、食材セットを賞品として獲得。宇治原が勝利した場合には、食材セットを希望する視聴者を専用のメールアドレスで募集したうえで、宇治原が最後に獲得したマスと同じ数の応募者に抽選で贈呈することになっていた。実際には宇治原が3マスを獲得したため、上記の方法で応募した視聴者から抽選で3名に、食材セットを贈ることが決まった。

## レギュラー企画の特別番組

### 『リアル世界くんスペシャル』シリーズ
当番組のレギュラー放送で随時実施しているMBSアナウンサーの海外取材企画「リアル世界くん」の総集編を兼ねた特別番組。大半の番組では、「ぷいぷい顧問団」の一員であるジャーナリストの池上彰が解説役を務めている。また、MBS以外のJNN系列局でも、同時または遅れネット形式で放送する場合がある。

#### 「ちちんぷいぷい特別編 池上彰さんに聞く世界のハテナ?」
いずれも関西ローカルでの放送時間で、第1回（2010年10月28日）から第3回（2012年5月10日）までは『スパモク!!』（木曜日の19:00 - 20:54）、第4回（ 2012年12月12日）以降は『水トク!』（2014年3月まで水曜日の19:00 - 20:54　→　2014年4月から2017年8月まで水曜日の19:56 - 21:54→2017年10月以降は水曜日20:00 - 21:57）の全編差し替えで対応。
以下で挙げる出演者には、メイン司会者兼解説者の池上を含めず、「世界一周の旅」「リアル世界くん」の取材報告を担当した毎日放送関係者（アナウンサーまたは報道局解説委員）に●と取材国を記載。「パネラー」は出演時点での当番組レギュラー・準レギュラー出演者、「ゲストパネラー」は（角を除く）非レギュラー出演者を示す。ちなみに、2014年4月から当番組の総合司会に加わった山本浩之は、以下のシリーズ番組に出演していない。
- 第1回（2010年10月28日）「池上彰さんに聞く世界のハテナ? 西靖の60日間世界一周特別編」
  - 出演者：西靖●（共同司会兼「60日間世界一周の旅」リポーター）、山中真（アシスタント）、角淳一（ご意見番）、友近、なるみ、ロザン（宇治原史規・菅広文）、トミーズ健、石田英司（いずれもパネラー）
  - 2010年12月27日の15:00 - 17:45には年末アンコール企画として、本放送ではカットされた部分も含めた「たっぷりバージョン」（後述）で再放送。山陽放送（西の出身地である岡山県の地元系列局）でも、2010年12月31日の6:00 - 7:54に放送した。また、2009年度にレギュラー放送の同時ネットを実施していた山陰放送・琉球放送や、レギュラー放送未ネットのJNN系列局（静岡放送や長崎放送など）でも、2011年の正月特別番組として放送された。
- 第2回（2011年4月7日）「池上彰さんに聞く世界のハテナ?II それホンマ?リアル世界くんスペシャル」
  - 出演者：西靖●（共同司会兼「60日間世界一周の旅」リポーター）、山中真●（南アフリカ、中国、インド[12]）、大吉洋平●（カナダ、中国、南アフリカ、タイ、モンゴル、ノルウェー、スウェーデン）、八木早希●（韓国）[13]、松本麻衣子●（ナレーター兼リポーター：アメリカ[14]）、角淳一（ご意見番）、トミーズ健、未知やすえ、たむらけんじ、和田ちゃん（女と男）、小籔千豊（いずれもパネラー）。
  - 2011年4月から取材・執筆活動に専念することを宣言していた池上が、「リアル世界くん」でアナウンサーたちが訪問した18か国の取材映像を交えながら、世界の現状と今後・大阪の今後について解説した。レギュラー放送未ネット局の熊本放送（同時ネット）と山陽放送（4月9日14:00 - 15:55に時差ネット）で放送された。
- 第3回（2011年11月10日）「ちちんぷいぷい特別編 池上彰さんに聞く世界のハテナ?III」
  - 出演者：西靖●（共同司会）、河田直也●（総合司会兼「60日間ほぼ世界一周の旅」リポーター）、トミーズ健、なるみ、桂吉弥、たむらけんじ、女と男（和田ちゃん・市川くん）、月亭八光（いずれもパネラー）、橋本のりこ（ナレーター）
  - 『ちちんぷいぷい』関連の特別番組では初めて文字多重放送を実施。「河田直也の60日間ほぼ世界一周 昔の人は偉かったザ・ワールド」で河田が訪れた世界各国の素朴な疑問を池上が解説した。「世界のハテナ?II」（前述）でいったん当番組を卒業した池上は、この特別番組で事実上「ぷいぷい顧問団」に復帰。レギュラー放送未ネット局のうち、熊本放送が同時ネットを実施したほか、テレビユー山形が11月17日、山陽放送が12月31日（いずれも9:50 - 11:45）に放送した。
- 第4回（2012年5月10日）「ちちんぷいぷい特別編 池上彰さんに聞く世界のハテナ?IV」
  - 出演者: 西靖（共同司会兼ナレーター兼リポーター：ブータン）、吉竹史●（「吉竹史が行く!春の世界一周桜物語　咲いたらさんが通る」リポーター[15]）、山中真●（ロシア、エストニア、チュニジア、イスラエル）、松本麻衣子●（アメリカ）、間寛平、ロザン、ピーコ（いずれもパネラー）、宇都宮まき（ゲストパネラー[16]）
  - 2011年11月から2012年4月までに放送された「リアル世界くん」および、「吉竹史が行く!春の世界一周桜物語　咲いたらさんが通る」（2012年3月放送）をベースに、「日本は世界の国々とどう付き合っていけばいい?」というテーマで、池上が世界の政治・外交情勢や宗教事情を解説した。また、当番組より先にアースマラソンで世界一周を果たした間がスタジオに出演した。
  - 番組の途中には、宇治原が「学級委員」という肩書で、「先生」役の池上に私見を投げ掛ける企画を放送。以降のシリーズ番組でも続けられている。
- 第5回（2012年12月12日）「ちちんぷいぷい特別編 池上彰さんに聞く世界のハテナ?V」
  - 出演者：西靖（共同司会）、河田直也●（「嗚呼!花の応援マン」リポーター：イギリス）、山中真●（2012年アメリカ合衆国大統領選挙、香港、チリ、ウクライナ、ミャンマー、ロシア、スイス）、大吉洋平●（シンガポール、フィンランド、メキシコ）、ロザン、沢松奈生子、ダニエル・カール（いずれもパネラー）、宇都宮まき、山崎邦正[17]（いずれもゲストパネラー）。
  - 2012年4月から11月までに放送された「リアル世界くん」および、「嗚呼!花の応援マン」（河田によるロンドンオリンピック期間中の現地周辺取材企画）をベースに、「日本が動き出すために・・・」というテーマで池上が世界の政治・外交情勢や経済状況を解説した。
  - 河田は、ロンドンでの取材報告を兼ねて、「世界のビジネスチャンス」という企画コーナーの進行役も担当。当番組アシスタント経験者の関岡香・前田阿希子・上田悦子アナウンサーが、取材映像のナレーションを分担した。また、ウクライナへの滞在中に山中がチェルノブイリ原子力発電所の建物や周辺地域を取材した映像や、フィンランド・ロシア・スイス・メキシコでのクリスマスの風習に関する映像も放送した。
- 第6回（2013年5月29日）「ちちんぷいぷい特別編 池上彰さんに聞く世界のハテナ?VI」
  - 出演者：西靖（共同司会）、山中真●（アイルランド、ギリシャ）、大吉洋平●（ガーナ、コロンビア、カナダ）、間寛平、ロザン、村井美樹、佐伯チズ（いずれもパネラー）、西川忠志[18]、内博貴（いずれもゲストパネラー）
  - 2012年12月から2013年4月までに放送された「リアル世界くん」をベースに、「ニュースではあんまり伝えられない国の今を知る!!」というテーマで、池上のスタジオ解説を交えながら取材のダイジェストを紹介した。
  - 取材映像については、上田悦子・松本・前田でナレーションを分担した。また、大吉・山中が取材報告を終えるたびに、「リアル世界くん」の放送済み映像から取材国の歴史・文化・風習・生活習慣に関するクイズを出演者へ1問ずつ出題。フリップを使った自由記述式のクイズで、放送上はCMをはさんだ後に正解を発表した。
- 第7回（2013年11月20日）「ちちんぷいぷい特別編 池上彰さんに聞く世界のハテナ?VII」
  - 出演者：西靖●（共同司会兼「つながれ!ご縁ザ・ワールド」リポーター：インド、ジャマイカ、アメリカ）、山中真●（フィリピン、オマーン、ポルトガル）、大吉洋平●（フランス）、吉竹史●（ポーランド）、間寛平、ロザン、安田美沙子（いずれもパネラー）、磯野貴理子、月亭方正（いずれもゲストパネラー）
  - 2013年5月から10月までに放送された「リアル世界くん」および、前述の「つながれ!ご縁ザ・ワールド〜万国おどろキッズ紀行〜」をベースに、「世界に学ぼう!日本の生きる道」をテーマに、フィリピン（格差問題）、オマーン（異文化とのつき合い方）、インド・ジャマイカ・アメリカ（いずれも教育問題）、フランス・ポーランド（地方都市の生き残り方）、ポルトガル（経済危機）の取材ダイジェストを池上のスタジオ解説を交えながら紹介した。構成やナレーターの分担を、『世界のハテナ?VI』から踏襲。
- 第8回（2014年6月4日）「ちちんぷいぷい特別編 池上彰さんに聞く世界のハテナ?VIII」
  - 出演者：西靖（共同司会）、山中真●（ドイツ、スロベニア、クロアチア、スロベニア、ボスニア・ヘルツェゴビナ、ウクライナ）、大吉洋平●（ラオス、タイ）、間寬平、ロザン、桂吉弥、沢松奈生子、川崎亜沙美（いずれもパネラー）
  - 2013年11月から2014年5月までに放送された「リアル世界くん」のダイジェストに、それ以前の海外取材（放送時点で通算80ヶ国）で撮影した絶景映像を織り交ぜながら放送。山中の取材映像に沿って、「ドイツが、法律で脱原発の方針に踏み切れたのはなぜか?」「ユーゴスラビアから独立したスロベニア、クロアチア、スロベニア、ボスニア・ヘルツェゴビナがEUへ入りたがるのはなぜか?」といった疑問を、池上が解説する一幕もあった。2014年10月からレギュラー放送の同時ネットを開始した北海道放送や、非ネット局のあいテレビでも同時ネットを実施。
  - ロザンが当番組の火曜日で担当している「ロザンの道案内しよッ!」からの派生企画として、「ロザン菅が聞く 日本のハテナ?」（大阪市内を観光中の外国人からロザンの菅が独特の「菅ちゃん英語」を駆使しながら日本人にとって当たり前のことに対する疑問を訊くロケ企画）を初めて放送。宇治原の「学級委員」役とともに、以降のシリーズ番組でも続けられている。
- 第9回（2014年11月12日）「ちちんぷいぷい特別編 池上彰さんに聞く世界のハテナ?9」
  - 出演者：河田直也（共同司会）、山中真●（ノルウェー、ブラジル、パナマ）、大吉洋平●（スコットランド、インドネシア）、ピーコ、ロザン、沢松奈生子、川崎亜沙美、大畑大介、廣田遥（いずれもパネラー）、月亭方正（ゲストパネラー）
  - ニュースキャスターとしての活動にほぼ専念するようになった西に代わって、河田が進行。2014 FIFAワールドカップの取材でブラジルに赴いた山中が、貧困街のファヴェーラを取材した模様も、改めて紹介した。レギュラー放送ネット局の北海道放送に加えて、非ネット局のテレビユー山形・新潟放送、元ネット局の北陸放送でも同時ネットを実施。
  - 『世界のハテナ?VII』での絶景紹介を発展させた企画として、この回から「ハテナツアーズ」（「リアル世界くん」の取材中に遭遇した絶景や観光スポットをツアープラン仕立てで紹介する企画）の放送を開始。「案内する代」（あんない　するよ）という女性添乗員風のアニメキャラクター[19] が登場するようになった。この企画は、前述した「日本のハテナ?」と共に、以降のシリーズ番組でも続けられている。
- 第10回（2015年5月27日）「ちちんぷいぷい特別編 池上彰さんに聞く世界のハテナ?10」
  - 出演者：山中真●（南極、アメリカ、キューバ、イラン、カザフスタン）、大吉洋平●（イタリア、アルゼンチン、モルディブ）、角淳一（ご意見番）、ロザン、沢松奈生子、月亭八光、西川忠志、廣田遥（いずれもパネラー）
  - 池上による単独司会体制へ移行する一方で、角が出演を再開。山中が「リアル世界くん」で南極大陸を取材した模様などを、改めて紹介した。
- 第11回（2016年4月6日）「ちちんぷいぷい特別編 池上彰さんに聞く世界のハテナ?11」
  - 出演者：山中真●（アゼルバイジャン）、福島暢啓●（台湾）、豊崎由里絵●（ケニア）、ロザン、沢松奈生子、ヒロ寺平、有野晋哉（よゐこ）、月亭八光、宇都宮まき（いずれもパネラー）
  - 毎日放送へ入社してから海外取材をほとんど経験していなかった福島・豊崎が、初めて「リアル世界くん」のリポートを担当した際のダイジェストなどを放送。ロザンによるロケ取材企画では、大阪市内を観光中の外国人が日本への滞在中に撮影した写真（画像）を通じて、彼らが日本で興味を持っていることを探った[20]。
- 第12回（2017年1月18日）「ちちんぷいぷい特別編 池上彰さんに聞く世界のハテナ?12」
  - 出演者：山中真●（2016年アメリカ合衆国大統領選挙）、大吉洋平●（フィリピン）、豊崎由里絵●（インド）、ハイヒールモモコ、ロザン、桂吉弥、廣田遥、ヒロ寺平（いずれもパネラー）、三船美佳（ゲストパネラー）
  - 山中がニューヨークでドナルド・トランプ大統領誕生の瞬間に立ち会った模様や、豊崎がインドでガンジス川の沐浴・「ヨガの初期段階」に当たる鼻洗浄を体験した模様などを改めて紹介。ロザンによるロケ取材企画では、大阪市内を観光中の外国人に対して、「あなたの母国でのビッグニュース」を訊いた。
- 第13回（2017年2月28日）「ちちんぷいぷい特別編 池上彰さんに聞く世界のハテナ?13」
  - 出演者：山中真●（タイ）、大吉洋平●（カナダ）、豊崎由里絵●（アメリカ・ハワイ州）、辻憲太郎●（解説委員：中国）、間寛平、ロザン、ナジャ・グランディーバ（いずれもパネラー）、厚切りジェイソン、鈴木奈々（いずれもゲストパネラー）
  - 毎日放送が運営するJNN上海支局でかつて支局長を務めた辻が、「リアル世界くん」のリポーターとして初出演。大吉がカナダ滞在中に担当したLGBTパレードについて、ナジャが女装家の立場からコメントを寄せるなど、過去のシリーズ番組とは異なる趣も見られた。
- 第14回（2018年12月19日）「ちちんぷいぷい特別編 池上彰さんに聞く世界のハテナ?14」
  - 出演者：山中真●（アメリカ）、大吉洋平●（ナイジェリア）、玉巻映美●（南アフリカ）、辻憲太郎●（サウジアラビア）、ロザン、月亭方正、ギャル曽根、山口真由（いずれもパネラー）、三船美佳（ゲストパネラー）
  - 2018年内の「リアル世界くん」での取材内容にちなんだクイズを池上の解説に織り交ぜる構成で、この年の8月から月曜日に準レギュラー扱いで登場している山口と、30ヶ国以上の海外渡航歴があるギャル曽根が初登場。山口が東京大学法学部からの首席卒業・財務相主税局への任官経験を持つ弁護士であることから、京都大学法学部を8年がかりで卒業した「学級委員」の宇治原との間で、クイズの解答権やコメントの主導権を争うやり取りが随所で展開された。また、宇治原が相方の菅と担当するロケ企画を、梅田スカイビル最上階の空中庭園で収録する「菅ちゃん英語で聞く　日本のNO GOOD!」にリニューアル[21]。
- 第15回（2020年1月15日）「ちちんぷいぷい特別編 池上彰さんに聞く世界のハテナ?15」
  - 出演者：山中真●（韓国）、大吉洋平●（モナコとリヒテンシュタイン）、辻沙穂里●（ロシア共和国サハリン州）、三ツ廣政輝●（カタール）、ロザン、ナジャ・グランディーバ（いずれもパネラー）、月亭方正、朝日奈央（いずれもゲストパネラー）
  - 後述する2019年8月の「夏休みウィーク」中にサハリンで海外取材を初めて経験した辻と、同年9月下旬 - 10月上旬にカタールのドーハで開催された世界陸上で「Meets HERO in 世界陸上2019ドーハ」と称して周辺取材を担当した三ツ廣が初出演。同年4月から『ミント!』のMCへ異動した大吉（前月に異動前最後の仕事として「リアル世界くん」でヨーロッパ取材を担当）や、同番組の月曜パネラーへ転じた方正も、『ちちんぷいぷい』のスタジオへ久々に登場した。放送時点での金曜アシスタントである松本と、2019年3月まで木曜日のアシスタントだった藤林温子が、メインのナレーションを分担。
  - 「菅ちゃん英語」に関する恒例のクイズ企画は、ロザンによる梅田スカイビル空中庭園でのロケVTRから、菅が実際に発した「菅ちゃん英語」を池上に推測させる形式に変更。池上がかねてから「菅ちゃん英語」による菅と外国人観光客とのコミュニケーションを高く評価していることを踏まえたクイズだったが、当の池上はどのVTRからも正解を導き出せなかったため、最後には菅に対して「参りました」と述べている。

#### 「リアル世界くんスペシャル」
ホンマかいな?!リアル世界くんスペシャル
2011年6月16日の18:59 - 20:54に『スパモク!!』を差し替える形で放送。過去に「リアル世界くん」で放送したロシア・インド（リポーターは山中真）・ブラジル（リポーターは大吉洋平）の取材を振り返るとともに、角淳一とトミーズ雅が当番組用に中国を取材。ぷいぷい顧問団の涌井雅之・玉木正之・小宮一慶の3人による解説を交えながら、BRICS諸国を中心に世界の「今」を検証した。出演者は他にトミーズ健、堀ちえみ、たむらけんじ、和田美枝。ナレーターを古川圭子が務めた。ちなみに、角が海外へ赴いたのは、プライベートを含めても10年振りであったという（当番組放送翌週の「リアル世界くん」で再び中国取材の模様を紹介した際の発言より）。
角淳一&トミーズ雅　びっくり上海・北京旅　完全版スペシャル
2011年7月2日の13:54 - 14:54に放送。上記「ホンマかいな?!リアル世界くんスペシャル」で放送した、角淳一とトミーズ雅の中国取材旅行の様子を完全版で放送。内容的には観光旅行の側面を中心に構成されており、「ホンマかいな?!リアル世界くんスペシャル」では放送されなかった場面も多く放送された。他の出演者は二胡奏者の中西桐子、番組ナレーターは松本麻衣子。

### その他

#### 2001年
生きぃ〜よ…
「主な企画内容」内の「おばあちゃん数珠つなぎ」をそのまま60分の特番にしたもの。5月27日（日付上は、同年5月28日になる）の深夜に放送。また、横山たかしにとって初のメイン司会を務めた番組。このタイトルは、たかしの「すまんのぉ〜」と同じく持ちギャグであり、おばあちゃんとの別れの挨拶の際に用いられていた。番組には、見届け人として、コーナー実施曜日（木曜日）のレギュラー堀ちえみも出演し、エンディングには、ぷいぷいと同じ花*花の「ずっと一緒に…」がかけられた。

#### 2008年
たむらけんじの学校に行こッ!〜イマドキのセイシュン〜
5月31日の16:00 - 17:00に放送。月曜日の1コーナー「たむらけんじの学校に行こッ!」で、名場面を選りすぐった再編集版。番組ナビゲーターとして、コーナー担当者でもあるたむらけんじが出演し、ナレーターも、通常このコーナーを担当している橋本のりこが務めた。第35回放送文化基金賞テレビエンターテインメント番組賞を受賞。

#### 2010年
ウチに、帰ろっかナ…
5月28日（日付上は、同年5月29日になる）の深夜26:55 - 27:45に放送。レギュラー放送内の帯企画「昨夜のシンデレラ」と「今日の晩ごはんは?」のダイジェスト版。スタジオでは西靖と、木曜レギュラーの桂南光と堀ちえみが出演。「今日の晩ごはんは?」のコーナーにちなんで、2008年オリコン調べによる「今どき10代のおふくろの味ランキング」1位の料理「カレーライス」を調理・振る舞うために木曜「キッチンぷいぷい」担当の高橋泰松も出演、VTR中のナレーションは桂こごろうが務めた。
同年11月5日、民放連が発表した平成22年日本民間放送連盟大賞での番組部門の「テレビエンターテインメント番組」で、当番組が優秀賞を獲得した。2011年1月1日の6:45 - 7:30に再放送された。

#### 2012年
ロザンと?［パテナ］案内しよっ!SP
ロザンをメインに据えた特別番組で、2012年10月31日（水曜日）の23:50 - 24:55に関西ローカルで放送。当番組のスタッフが選んだ「道案内しよっ!」（火曜日の17時台にロザンが担当するVTRロケコーナー）の名場面集に、『パテナの神様!』（同年11月7日から同枠で放送を開始したレギュラー番組）のPR企画を組み合わせた。ロザン以外の出演者は、同番組で共演する千原ジュニアと西川忠志。「道案内しよっ!」の名場面集では、菅広文が外国人への道案内でたびたび披露する独特の英語（通称「菅ちゃん英語」）が海外で現地人に通用することを検証する目的で、当企画では異例の海外（グアム）ロケに臨んだ際の映像も放送された。
とびだせ!えほんスペシャル　長谷川義史とMBSアナのものがたりの世界
2012年11月23日（金曜日・勤労感謝の日）の11:00 - 11:30に、前述の「とびだせ!えほん」と「おはなし夢ひろば」（毎日放送が定期的に開催しているアナウンサーの絵本朗読イベント）の連動による特別番組として、関西ローカルで放送。長谷川をナビゲーターに、「MBSアナウンサーものがたりの世界2012」（同年11月4日にイオン化粧品シアターBRAVA!で開催）昼公演の舞台裏の模様を紹介した。同局のアナウンサーからは、放送時点での当番組レギュラー（来栖正之・上田崇順・上田悦子・大吉・福島暢啓）のほか、元レギュラーの女性アナウンサー（関岡香・高井美紀・武川智美・松川浩子・西村麻子・斎藤裕美）や森本栄浩・田丸一男・福本晋悟も出演した。

#### 2016年
鳴呼! 花の応援マン in リオデジャネイロ総集編
2016年12月29日（木曜日）14:55 - 17:30に関西ローカルで放送。

## 『ちちんぷいぷい増刊号』

### 2006年
笑って泣いて緊急手術 角淳一、波乱の3カ月一挙公開スペシャル
7月17日（祝日・海の日）の14:00 - 15:55に放送。「ちちんぷいぷい増刊号」と冠が付いている。番組の冒頭で、胆石の手術を終えたばかりの角が病室から登場。摘出した胆石を2006年の「オーサカキング」に展示することも自ら明かした。2006年4月末に初めてリングアナウンサーに挑戦した時の密着ドキュメントや同年4月30日に開催され、ディープインパクトが勝利した天皇賞（春）観戦ドキュメント。そして、渡辺謙、中島みゆき、松山千春、カルロス・ゴーン、叶美香、平原綾香らと対談した模様などをダイジェストとして放送した。ナレーションは小野陶子が務めた。また、番組の最後に角が7月14日に退院したことを伝えるテロップが流れた。
星になった子どもたち 〜沖縄・離島 戦争マラリア生存者の証言〜
10月8日（日付上は、同年10月9日になる）の深夜24:30 - 25:30に放送。「ちちんぷいぷい増刊号」と冠は付けられたものの、生存者が高齢になる中、生存者の言葉を後世に伝える為に取材、リポートしたものになっており、上記の「“地上の楽園”は、今」と同様、報道・ドキュメンタリーの要素が強い内容になっている。また、こちらも「“地上の楽園”は、今」と同様、番組内でニュース解説を担当し、この特別番組の制作統括も担当している石田英司が冒頭と最後に解説を入れ、西靖がナレーターを務めた。この番組の取材映像も「“地上の楽園”は、今」と同様、ぷいぷい内の石田英司のニュース解説で3日連続放送されたものを再編集したものである。

### 2007年
角VSジャニーズ軍団SP 〜よゐこと、ボクと時々オトン〜
6月17日15:24 - 16:50に放送。角、ざこば、堀ちえみ、よゐこと関西ジャニーズJr.のメンバーがトークやゲームに歌を繰り広げた。また、堀ちえみを除くメンバーはスタジオを飛び出して舞洲でバーベキューを行った。スタジオ進行は上泉雄一で、ナレーションは古川圭子。タイトルのネタ元は『東京タワー 〜オカンとボクと、時々、オトン〜』にちなんでいる。
感謝とアンコールの夏・2007オーサカキング総集編
10月8日（祝日・体育の日）の14:00 - 15:55に放送。「熱かった夏」と同様、オーサカキング中に行われた、ちちんぷいぷい夏休み特番の名場面・舞台裏を紹介。ロザンの菅広文がドラムパフォーマンスに挑戦したシーンや、小籔千豊が竹富島の夕日に感動したシーン、「スウィングレディース」と銘打って関西在住の主婦たちがジャズ演奏を披露したシーンなどが放映された。ナレーションは松川浩子、橋本のりこ他。案内役は西靖。

### 2008年
ちちんぷいぷい2000回記念 角の思いでちょっ蔵出しスペシャル!!
4月24日に放送開始から満2000回を迎えたことを記念した特別番組で、4月26日の13:54 - 16:00に放送。レギュラー放送での名シーンを角淳一自らDVDに編集してジャンル別（トーク、旅、音楽など）に保存していることを公表し、その中からの映像（角がカルロス・ゴーンや黒柳徹子、中島みゆきと対談した時のシーンや角と石田英司がトワイライトエクスプレスに乗車して北海道まで旅行したシーンなど）を厳選して放送。また、角が「キッチンぷいぷい」のこれまでのレシピの中で最もおいしかったという「きつねうどん」を角自らが作り、石田英司に食べさせようという企画が番組のメインであった。進行は河田直也、ナレーションは関岡香。
6月のオイシィ〜とこスペシャル
6月28日の14:54 - 17:00に放送。2008年6月（30日は除く）分の総集編とも言える内容で、番組開始以来初めてとなる月間総集編的なもの。出演は角淳一、石田英司、山中真。
オーサカキング大感謝スペシャルひとつになった夏
9月13日の14:54 - 17:00に放送。「オーサカキング2008」でのちちんぷいぷい夏休み特番内で行われた企画の名場面・舞台裏を紹介ダイジェスト・ドキュメンタリータッチで紹介。
土曜はヤング!
10月12日の14:55 - 17:00に放送。放送時間が再度3時間になったことの宣伝も込められた内容ではあるが、タイトルに「ヤング」が付けられたこともあって若い世代（この時、スタジオには高校生が招かれた）に向けたものであった。内容は月曜のたむら、火曜のロザン、水曜の小籔が担当しているコーナーVTRの名場面を見て、どのVTRがおもしろかったかを判定したり、途中退席したたむらに替わってゲストとして登場した狩野英孝と角も加わって、お悩み相談コーナーが設けられ、誰の回答が的確でよかったかというのも判定された。進行は吉竹史。
韓国ウォン安! 達人と行くマニアックソウル
12月23日の16:54 - 17:50に放送。韓国通の八木早希とアンミカが案内役となり、韓国の知られざるスポットなどを紹介した旅番組。加藤紀子も出演しており、ナレーターは野村啓司が務めた。

## 『ちちんぷいぷい音楽祭』
当番組では、放送開始10周年記念特別番組（2009年）としてスタジオから放送した「ちちんぷいぷい音楽祭」（前述）を、2010年から音楽イベントとして年に1回大阪で実施。イベント終了後に関西ローカルでダイジェスト番組を放送していた。

### 2011年
ゴールデンウィークスペシャル　ちちんぷいぷい音楽祭2011
2011年5月5日の16:15 - 17:45に放送。同年4月24日に開催した「ちちんぷいぷい音楽祭2011」の模様をダイジェスト版にしたもの。出演はおいしいうたファミリー、角淳一、西靖、ナレーションはライブのMCの一員として参加したくっすん、吉竹史が務めた。

### 2012年
ちちんぷいぷい音楽祭2012〜未来の花束〜
西靖、河田直也、くっすん、吉竹史の司会で2012年5月4日に開催した「ちちんぷいぷい音楽祭〜未来の花束〜」のダイジェスト番組として、同年7月7日の13:54 - 15:24に放送。音楽祭では、「ぷいぷい軽音部」などの豪華アーティストに加えて、前年9月に番組を卒業した角淳一も登場した。西はナレーターも兼務。番組のエンディングには、音楽祭に出演した男性アーティスト（カサリンチュ、キマグレン、Rake、押尾コータロー）に対して、西が当番組の放送3000回記念ソングの制作を依頼するシーンも放送された。なお、上記4組のアーティストは、この依頼を機にコラボレーションユニット「PuiPui HOME TOWNS」を結成。当番組の放送4日前（7月4日）には、番組完全プロデュース第3弾シングルCD「この街に生まれて／いつまでも変わらない」のリリースに漕ぎ着けた。

## 『ぷいぷい落語会』
「MBS落語プロジェクト」の一環で、『らくごのお時間』（福島が「案内人」を務めるMBSテレビの落語番組）との共同企画による有料の落語会として、2017年から2019年まで毎日放送本社北隣のシアター・ドラマシティで年に1回開催。開催後に関西ローカル向けのダイジェスト番組を編成する一方で、この番組で扱えなかった演目や企画も、『らくごのお時間』で数回にわたって放送している。
落語会は昼夜2部制で、開催時点でのレギュラーアナウンサーから2名が共同で司会、当番組へのレギュラー出演を経験した女性アナウンサーから1名が和服姿で「お茶子」として登場。「お茶子」は、高座の座布団を交換したり、演目が変わるたびに「名ビラ」（演者の名前が書かれた紙）をめくったりしている。さらに、昼夜公演とも、大トリ前の仲入りで「ぷいぷい企画」を実施。2018年の第2回までは、「昔の人は偉かった～上方落語編」（河田とくっすんが徒歩で名所旧跡を巡る当番組木曜日のVTRロケコーナー「昔の人は偉かった」からの派生企画）のロケ映像を上演していた。
なお、落語会には当番組のレギュラーではない人物も登場するため、以下では開催時点でのレギュラー出演者に◎印を記す。山本浩之はステージに登場しないが、月 - 木曜日のメインパーソナリティだった時期には、2018年の第2回まで事前収録で場内アナウンスを担当していた。

### 2017年
「ぷいぷい落語会」として、6月17日（土曜日）に開催。7月22日（日曜日）の25:20 - 27:20（23日の1:20 - 3:20）に、同じタイトルでダイジェスト番組を放送した。福島は司会ではなく、「落語ナビゲーター」（解説兼サブ司会）という肩書で登場。
司会：河田直也◎（「ぷいぷい企画」の進行も担当）、落語ナビゲーター：福島暢啓◎、お茶子：豊崎由里絵◎、「ぷいぷい企画」パートナー：くっすん◎
昼の部（13:00開演）の出演者：桂佐ん吉、桂吉弥◎、月亭八光◎、桂南光◎（高座の合間に上映された「昨夜のシンデレラ特別編」のロケ映像にも出演）
夜の部（17:30開演）の出演者：桂三語、桂南天◎、月亭八光◎、桂南光◎
当初は桂ざこばが夜の部の大トリを務める予定だったが、公演の直前（5月27日）に急性の脳梗塞を発症。緊急入院を余儀なくされたため、出演を見合わせたうえで、桂南光を急遽大トリに起用した。レギュラー陣以外の演者では、桂佐ん吉が兄弟子の吉弥、桂三語が所属事務所（よしもとクリエイティブエージェンシー）での同僚に当たる月亭八光の推薦で出演。
「昔の人は偉かった　上方落語編」では、昼公演で「高津の富」（演：桂吉弥）、夜公演で「野崎詣り」（演：桂南天）の舞台を河田とくっすんが訪ね歩いた映像を流した。

### 2018年
「ぷいぷい落語会2018」として、5月9日（日曜日）に開催。6月2日（日曜日）の25:20 - 27:20（3日の1:20 - 3:20）に、同じタイトルでダイジェスト番組を放送した。
司会：河田直也◎（「ぷいぷい企画」の進行も担当）・福島暢啓◎、お茶子：藤林温子◎、「ぷいぷい企画」パートナー：くっすん◎
昼の部（13:00開演）の演者：笑福亭喬介、月亭八光◎、桂ざこば◎、桂南天◎
夜の部（17:30開演）の演者：桂三輝、月亭方正◎、桂南光◎、桂吉弥◎
前述した事情で前年の落語会に出演できなかった桂ざこばが、昼の部の中トリを務めた。レギュラー陣以外の演者は、「上方落語若手噺家グランプリ」（入門4年目から18年目までの落語家を対象に催される落語のコンテスト）の受賞者から起用（米輝は2017年の第3回、喬介は2018年の第4回で受賞）。

### 2019年
「ぷいぷい落語会2019」として、6月17日（日曜日）に開催。当番組のレギュラー陣以外に、東京の落語界から、三遊亭円楽 (6代目)と三遊亭小遊三を初めて迎えた。7月8日（月曜日）の未明（1:45 - 4:15）に、同じタイトルで歴代最長（2時間半）のダイジェスト番組を、関西ローカル向けに放送。
司会：河田直也◎・山中真◎、お茶子：辻沙穂里、「ぷいぷい企画」パートナー：福島暢啓◎
昼の部（13:00開演）の演者：笑福亭鉄瓶、月亭方正、三遊亭圓楽、桂南天◎、桂ざこば◎
夜の部（17:30開演）の演者：桂ちょうば、月亭八光◎、三遊亭小遊三、桂吉弥◎、桂南光◎
落語会のテーマは「『ぷいぷい』だから『ええ（素晴らしい）落語』に会える」で、この年の4月から山本浩之の後任扱いで当番組のMCを交互に務める山中と河田が、初めてコンビで司会を担当。昼の部には、前年に初期の肺がん手術を受けた圓楽が中トリ、この年の4月から「駅前シャッターチャンス」（水曜日に放送される街頭ロケ企画）で当番組への出演を再開している桂ざこばが大トリを務めた。なお、鉄瓶は2016年文化庁芸術祭・大衆芸能部門新人賞、ちょうばは2019年の「第5回上方落語若手噺家グランプリ」受賞を背景に出演。
「ぷいぷい企画」については、ダイジェスト番組向けに楽屋で収録する対談企画（福島の司会によるざこば・圓楽および南光・小遊三の「大御所楽屋トーク」）に変更された関係で、前年までステージに登場していたくっすんの出演が見送られた。ダイジェスト番組も、以上4名の落語家による演目と「大御所楽屋トーク」の映像で構成されたため、2019年7月から9月まで、他の落語家による演目の収録映像を『らくごのお時間』で順次放送した。

## その他の特別番組

### 2002年
ちちんぷいぷち
当時MBSで1回戦からの完全放送を実施していた選抜高等学校野球大会中継が早く終わったときの穴埋めミニ番組として、「クイズ私鉄沿線」などの名場面集（「私鉄沿線」名場面集では、陣内とナレーション担当の島よしのりがスタジオにぽつねんと登場）を放送した。
南海キャンディーズのチキチキバンバン!
南海キャンディーズの2人による司会、小野陶子(当時アナウンサー)の進行で2006年1月5日の14:00 - 17:50に放送された生放送の新春特別番組。正式タイトルは「ちちんぷいぷい冬休み・南海キャンディーズのチキチキバンバン!」。ハイヒール、桂ざこば、井筒和幸、魚住りえ、トミーズ健、タージン、ケンドーコバヤシ、たむらけんじ他が出演。特別ゲストにフィギュアスケートの浅田真央選手がスタジオに生出演した。

### 2006年
“地上の楽園”は、今〜過渡期に立つ北朝鮮
7月2日（日付上は、同年7月3日になる）の深夜24:45 - 25:15に放送。「ちちんぷいぷい特別企画」と冠はついているものの、毎日放送が14年振りに、かつて“地上の楽園”と呼ばれた北朝鮮を取材し、その内情をリポートしたものになっており、報道・ドキュメンタリーの要素が強い内容になっている。このため、番組内でニュース解説を担当し、この特別番組の制作統括も担当した石田が冒頭で、取材に至るまでの経緯や取材の背景を説明した。またこの際に、「恐らく、日本のマスコミが持っている北朝鮮の一番新しい映像であろう」とも付け加えて説明した。ナレーションは西が務めた。この番組の取材映像はぷいぷい内の石田英司のニュース解説で3日連続放送されたものを再編集したものである。
松竹角淳一座
11月3日の16:24 - 17:50に放送。松竹芸能の創立50周年・記念番組。角淳一が、笑福亭鶴瓶、笑福亭鶴光、オセロ、よゐこ、安田大サーカス、北野誠ら松竹芸能に所属する芸人たちと楽しいトークで進めた。また、森脇健児の進行で松竹の若手芸人No.1を角が決める「角-1グランプリ」という企画もあった（面白くない場合は、数秒でカーテンが閉じる仕組み。優勝は代走みつくに）。番組の最後は、横山たかし・ひろしら松竹オールスターズによる「世界に一つだけの花」の合唱で締めくくった（プロモーションVTRは11月9日の「ちちんぷいぷい」でも再放送された）。ナレーターは2006年入社の伊藤広と、酒井くにお・とおるの酒井とおる、木曜レギュラーの堀ちえみが務めた。

### 2007年
しゃべれ!レコード大将
12月30日（日付上は、同年12月31日になる）の深夜25:23 - 28:23に「第1回 しゃべれ!レコード大将」として放送。番組タイトルは『輝く!日本レコード大賞』から捩ったもの。アナログ式のレコード鑑賞をしながら角淳一とゲストがトークをし、昭和の洋楽・邦楽を振り返るという、ラジオ番組仕立てのトーク番組。スタジオセットは昭和30年代のアパートの部屋の一室を再現した。司会は角、ラサール石井。ゲストは半田健人、与良正男、麻丘めぐみ、未知やすえ、石田英司ほか。

### 2009年
ちちんぷいぷい 歌って笑って忘年会2009
12月11日の13:54 - 16:00に放送。角・西とぷいぷい若手出演者（たむらけんじ、宇都宮まき、ロザン、なすなかにし）がカラオケボックスでトークを繰り広げる。途中、出演者の企画の総集編と若手芸人を集めた新レギュラーオーディションを放送。

### 2010年
ちちんぷいぷいゴールデンウィーク 角・西“明日の空”大合唱 すごくおいしいうたスペシャル
5月4日の13:55 - 15:00に放送。同年4月24日に開催した「すごくおいしいうた CD発売記念ライブ」の模様をダイジェスト版にしたもの。ナレーションはライブのMCの一員として参加した西靖が務めた。地上波アナログ放送ではレターボックス形式で放送した。

### 2011年
ちちんぷいぷい深夜便 歌うたいの故郷
2011年8月7日の24:50 - 25:20に放送。東日本大震災発災5か月を迎えるに当たり、番組と縁のあるアーティストに、「ぷいぷいファミリーが語る音楽の“故郷”（げんてん）」をテーマに西靖と角淳一がインタビューした。出演者はRake、秦基博、カサリンチュ、BEGIN。
ちちんぷいぷい特別編　河田直也の60日間ほぼ世界一周  まだまだ旅の途中スペシャル
2011年8月27日の15:00 - 16:30に、当番組のスタジオから関西ローカルで生放送。同年7月25日から放送中の企画「河田直也の60日間ほぼ世界一周　昔の人は偉かったザ・ワールド」の途中経過を、レギュラー放送でのダイジェスト映像、未公開映像、ブルガリアに滞在中の河田との生中継を交えながら振り返った。スタジオ司会は西靖。他の出演者はなるみ、たむらけんじ、桂南光。また、エンディングにはカサリンチュが登場。同企画のテーマソングでもある「やめられない　とまらない」を河田に向けて歌った。
ちちんぷいぷい学園祭2011秋 元気があればなんでもできちゃ〜うスペシャル
2011年10月10日の14:55 - 17:15に生放送。全編梅田スカイビルからの生中継。月曜日の1コーナー「たむらけんじの学校に行こッ!」で訪れた高校の部活動・クラス単位や、一芸を持った高校生のパフォーマンスを生で披露した。総合司会は西靖とたむらけんじ。他の出演者は桂ざこば、なるみ、大畑大介、廣田遥、アシスタントは吉竹史。番組中に「ちゃやまちハッピーアワー祭〜はじめまし展 2011秋〜」（2011年10月8日 - 10日にMBS1階で開催）の生中継も行った。

### 2014年
ピカピカの一年生〜ようこそ！ちちんぷいぷいへ〜
2014年4月6日の15:00〜17:00に放送。ちちんぷいぷい＆ヤマヒロ開幕SPとして第1部は「角・菅ちゃんとそこから歩いていいんかい！？」関西テレビのある扇町から中崎町を経由して茶屋町（MBS）まで道案内。角淳一、山本浩之、豊崎由里絵アナ（1部のナレーションも兼務）、ピーコ、ロザン菅の5人。ぷいぷい終了後の打上げで西靖、佐川満男が合流。（2014年3月19日収録）第2部は「嵐山西・満男とピカピカトリオ結成」西靖、山本浩之、佐川満男のピカピカトリオと「とびだせえほん」長谷川義史の4人で京都・嵐山を散策。2部のナレーションは寺田ゆみこ。
あすから放送「ちちんぷいぷい」ってなんやねん
2014年10月6日からHBCでのネット開始に先駆け、前日の10月5日の16:00〜16:54に北海道ローカルで放送。そのため、MBSでは放送されていない。北海道の視聴者向けに、高橋友理（HBCアナウンサー）が当番組の舞台裏をリポートした番組である。番組の進行、「リアル世界くん」「昨夜のシンデレラ」などのコーナー紹介などで展開された。高橋アナの他にも、メインMCを担当する西靖・山本浩之・河田直也が出演した。

### 2020年
ちちんぷいぷい特別編 満喫!秋の京都女子旅
2020年11月3日（火曜日・文化の日）の9:55 - 11:30に、関西ローカルで放送（10:25以降はTBSテレビ制作『ひるおび!』午前枠の同時ネットを臨時に返上）。京都府が「もうひとつの京都」と総称している府内の観光圏（森の京都、海の京都、お茶の京都、竹の郷・乙訓）の魅力や観光客向けの施設・サービスを、放送時点での本編（13:55 - 15:49）にレギュラーで出演している4人の女性レギュラーアナウンサーが、現地での体験ロケを通じて紹介（「森の京都」：清水麻椰、「海の京都」：古川圭子、「お茶の京都」：藤林温子、「竹の郷・乙訓」：玉巻映美）。放送時点での現職府知事である西脇隆俊が全体のナビゲーターを務めたほか、本編のMCを分担している山中・河田の両アナウンサーも、本編のスタジオセットから事前収録でオープニングに登場した。また、上記の観光圏からの「お土産」を、電子メールで応募した視聴者から抽選で1名に進呈する企画も実施された。
当日は阪神対東京ヤクルトスワローズ（甲子園球場）のデーゲーム中継で本編の放送を休止したため、本来は本編の終盤（15:40から3分間）に編成される「ジャパネットたかた生放送ショッピング」を、事前収録に切り替えたうえで当番組に内包する措置を講じた。

## 関西ローカル向け報道番組との共同制作による特別番組

### 国政選挙開票特別番組
出演者の肩書や役割については、いずれも放送の時点で記載。

#### 『角の選挙☆印』（2000 - 2009年）
- 2000年〜2009年の国政選挙投票日に、MBSテレビが投票終了後（20時）から深夜（24時過ぎ）まで関西ローカルで放送していた『VOICE』との合同特別企画で、通称は「ぷい選挙」。当番組から角淳一、石田英司、桂ざこば（2001年より登場）、なるみなどのレギュラー陣や「ぷいぷい顧問団」のメンバー（主に宮本勝浩や与良正男）が登場したほか、高井美紀（MBSアナウンサー）や小林吉弥（政治評論家）などが出演した。また、当番組へレギュラーで出演していたMBSのアナウンサーが、近畿各地の主な選挙事務所からのリポーターを務めている。
名目上はJNNの『選挙開票特別番組 票決!ライブ』の関西ローカルパート扱いながら、主要政党の首脳・注目政治家のインタビュー中継時のみTBSからの映像をネットする形式で、番組の大半を大阪から放送していた。
最初の放送は2000年に施行された第42回衆議院議員総選挙。従来の国政選挙特別番組から一転して、「スミっこニュース」をベースに、と違って近畿2府4県と徳島県の全選挙区選挙の出口調査を紹介した。
2004年に施行された第20回参議院議員通常選挙開票速報でも、選挙を分かりやすく解説することに徹した。その結果、関西地区での平均視聴率は13.6%（以下の視聴率データはビデオリサーチ・関西地区での調査結果）で、関西の民放各局を圧倒。NHK大阪放送局の平均視聴率を1.1%上回った。瞬間最高視聴率は島田紳助の応援を得た尾立源幸（大阪選挙区で当選）のVTRを放送した午後10時で23.5%をマーク（同時刻のNHKは17.4%だった）。
- 2005年9月11日に施行された第44回衆議院議員総選挙では、『乱!総選挙2005』の関西ローカルパート（タイトルは、『角の今夜も☆印』）として放送され、2004年参院選特番の時とほぼ同じメンバーで番組が進められた。また、当番組のレギュラーアナウンサー（西靖、河田直也、上田悦子など）が、近畿各地の選挙事務所からのリポーターを担当。結果として、午後8時 - 12時までの平均視聴率は、NHKを含めた他局を上回る18.2%を記録した。
- 2007年7月29日に施行された第21回参議院議員通常選挙では、『乱!参議院選挙2007』の関西ローカルパートとして放送。角や石田などのレギュラーメンバーに加えて、当番組から西や与良、『VOICE』から馬野雅行、大八木友之、高井美紀（いずれもMBSアナウンサー）、橋本佐与子（MBS報道局記者）も出演した。平均視聴率は11.1%。2005年衆院選時まで情報コーナーを担当していた三澤肇は、この回から『筑紫哲也 NEWS23』の一員として、TBSからの中継に開票速報担当で出演した。
- 2009年8月30日に施行された衆院選では、『乱!総選挙2009』の関西ローカルパート版として放送し、2007年参院選とほぼ同じメンバーで番組が進められた。夏祭り（「政（まつりごと）」にならって）の屋台を背景セットにし、他局の選挙特番とは一線を画した。今回は、関西テレビや読売テレビも選挙特番の大半を自局発に差し替える時間を増やす（関西テレビは『FNNスーパーニュースアンカー』を、読売テレビは『ウェークアップ!ぷらす』をベース）など当番組と真っ向から対抗した。
ちなみに、2011年9月30日の『ちちんぷいぷい』（当日の放送で角が番組を卒業）では、「ぷい選挙」の映像の一部を放送。さらに、角と石田が「ぷい選挙」にまつわるエピソードを披露した。毎日放送の社内で報道局から制作局に異動した経験を持つ石田は、異動当時に意思の疎通がうまくいかなかったほど双方の局内での言葉（隠語）が違っていたことを引き合いに出しながら、「『ぷい選挙』を始めるまでは報道（局）と制作（局）の間に（番組への取り組み方などの面で）『ベルリンの壁』があった」と表現。そのうえで、社内における『ぷい選挙』の大きな意義として、「報道・制作両局のメンバーが試行錯誤を重ねながら共同で制作したことをきっかけに、『ベルリンの壁』が崩れたばかりか、双方で使われる言葉も統一された」と述べている。放送枠を再度4時間近くにまで拡大した2014年4月のリニューアルでは、報道局のスタッフが『ちちんぷいぷい』の制作に参加したり、西や「ぷいぷい顧問団」のメンバーが『VOiCE』にもレギュラーで出演したりするなど関係が深まっていた。

#### 2010年以降
- 2010年7月11日に施行された第22回参議院議員通常選挙では、『乱!参院選2010』の関西ローカルパートを大八木・高井の進行による『VOICE』単独の特別企画として放送。『乱!総選挙2009』全国版のキャスターだった後藤をナビゲーターに起用したり、『ちちんぷいぷい』水曜日レギュラーの小籔千豊がゲストコメンテーターを務めたりするなど、「ぷい選挙」時代から内容・出演者を一新した。
- 2012年12月16日に施行された第46回衆議院議員総選挙では、『乱!総選挙2012』の関西ローカルパートで『ぷいぷい』と『VOICE』の共同制作・取材体制が復活。西が『ぷいぷい』全曜日の総合司会就任後初めて（『VOICE』の高井とともに）メインキャスターを務めたほか、『ぷいぷい』のレギュラー陣から小籔・ピーコ・村井美樹、「ぷいぷい顧問団」から後藤・中野雅至がコメンテーターとして出演した。
なお、2013年7月21日に施行された第23回参議院議員通常選挙では、『夏の決戦!参院選2013 ニッポンどこへ行く!』の関西ローカルパートを『VOICE』単独の特別企画として放送。鳥越俊太郎をスペシャルコメンテーターに迎えた一方で、『ぷいぷい』のレギュラー陣からは誰も出演しなかった。
- 2014年12月14日に施行された第47回衆議院議員総選挙では、『乱!総選挙2014』を19:57 - 25:00まで放送。関西ローカルパートでは、『VOICE』との共同制作・取材体制を維持した一方で、『総選挙の☆印』というタイトルを5年振りに復活させた。第1部・2部とも、『ぷいぷい』メインパーソナリティの西と山本浩之[25] が、司会と開票速報キャスターを交互に担当。コメンテーターにレギュラーから、ざこば、沢松奈生子、「ぷいぷい顧問団」から与良、中野が、それ以外から高橋洋一（第2部のみ）が出演した。
- 2016年7月10日に執行された第24回参議院議員通常選挙では、『激突!選挙スタジアム2016』を19:57 - 25:00まで放送。関西ローカルパートでは、『VOICE』との共同制作・取材体制や、西・山本による第1部・2部の共同司会体制を維持した。その一方で、「政治家カード」（候補者のデータ・エピソード・顔写真を基に番組独自で作成）を用いながら、開票状況をカードゲーム風に紹介する演出（国会カードバトル）を初めて採用。JNNフォーマットでの開票速報や、政治家関連のスクープを連発している『週刊文春』記者に対する大吉洋平（毎日放送アナウンサー）の密着取材企画を盛り込むなどの演出で、大いに注目された[26]。開票速報については、西の同期アナウンサーであった三澤肇（毎日放送報道局解説委員、『VOICE』初代メインキャスター）と、『ぷいぷい』水曜アシスタントで同局アナウンサーの豊崎由里絵が共同で担当。また、2015年から『ぷいぷい』『VOICE』へ定期的に出演している武田一顕（TBSラジオ政治担当記者）が、TBS制作の全国ネットパートではなく関西ローカルパートへ登場している。
- 2017年10月22日に執行された第48回衆議院議員総選挙では、『激突!与野党大決戦 選挙スタジアム2017』を19:57 - 25:00まで放送。20:02から始まった関西ローカルパートでは、『VOICE』との共同制作・取材体制をベースに、『ぷいぷい』レギュラーの山本浩之[27]・山中真（毎日放送アナウンサー）が第1部・2部とも総合司会を務めた。前月で『ぷいぷい』のニュース解説担当を勇退した石田英司が出演しない一方で、三澤・西の新旧『VOICE』メインキャスターコンビが開票速報を共同で担当。スタジオには、前回に続いて『ぷいぷい』レギュラー陣の一部（なるみ・ロザン・松尾貴史・与良正男）や武田が出演したほか、「憲法アイドル」との異名を持つ内山奈月（元AKB48）をゲストに迎えた。また、カードゲーム風の選挙速報を、学園系カードゲーム風の「目指せ当選!国会学園」にバージョンアップ。「各党の党首や無所属の候補者をモチーフに描いた9種類の少女アニメ風キャラクター[28] を用意したうえで、人気声優にキャラクターの声を吹き込ませる」という演出に、前回と同様のカードバトルを組み合わせたことによって大きな話題を呼んだ[29]。
- 毎日放送では、『VOICE』を2019年3月29日（金曜日）で終了。同年4月1日（月曜日）から、当番組の放送時間を短縮したうえで、『ミント!』（『VOICE』から引き継いだローカルニュースなどを内包する関西ローカルの総合情報番組）の放送を開始した。同年7月21日に執行された第25回参議院議員通常選挙は、JNN開票特別番組の関西ローカルパートを『ミント!選挙スペシャル』として編成したが、『VOICE』時代に続いて当番組も制作や取材に協力。放送時点でのレギュラー出演者の一部にとどまらず、（『ミント!』への異動組などを含む）かつてのレギュラーアナウンサーも、スタジオや生中継に登場した。さらに、「家族で見られる開票特別番組」というコンセプトを維持しながら、もはや恒例と化したカードゲーム風の選挙速報をベースに、アニメーションを活用した独自の演出（どうぶつの森を連想させる「ミントの森」など）も続けられていた。
  - 日本では第25回参議院議員通常選挙以降、当番組と『ミント!』が終了する2021年3月までに国政選挙が組まれていないため、当番組が関与する開票特別番組は『ミント!選挙スペシャル』が最後になった。その一方で、毎日放送はラジオ放送事業の分社化（「株式会社MBSラジオ」への事業承継）に伴って、同年4月1日付で社内組織の大規模な再編を実施。当番組・『ミント!』・開票特別番組の制作に携わっていたテレビ報道局と、テレビ制作局の一部の業務（情報番組制作などの業務）を集約させた部署として「報道情報局」を新設している。

### 報道特別番組『激撮!直撃!!スクープ　秘蔵映像全部見せます』（2016 - 2020年）
毎日放送では、開局65周年を迎えた2015年から2020年まで、祝日に当たる平日に年に1回のペースで『激撮!直撃!!スクープ　秘蔵映像全部見せます』（当番組のスタジオ・コーナー構成や報道局のアーカイブ映像を活用した報道特別番組）を関西ローカル向けに放送していた。この場合には、当番組の全編を休止したうえで生放送番組として編成するため、ネット局では自主編成によって別の番組に差し替えていた。
過去放送分の日時とスタジオ出演者は以下の通りで、◎は放送時点での当番組レギュラー。
- 第1回：2016年11月3日（木曜日・文化の日）13:55 - 17:50
  - 山本浩之◎・西靖◎（いずれも総合司会）、豊崎由里絵◎（アシスタント）、石田英司◎・三澤肇（いずれも解説）、ロザン◎・トミーズ健◎・須田慎一郎（いずれもパネラー）
- 第2回：2017年3月20日（月曜日・春分の日）13:55 - 17:50
  - 山本浩之◎・西靖◎（いずれも総合司会）、豊崎由里絵◎（アシスタント）、石田英司◎・三澤肇（いずれも解説）、トミーズ健◎・武田一顕◎・はるな愛・須田慎一郎（いずれもパネラー）
- 第3回：2018年2月12日（月曜日・建国記念の日の振替休日）13:55 - 17:40[30]
  - 山本浩之◎・山中真◎（いずれも総合司会）、西靖◎（特集コーナーの司会）・石田敦子◎（アーカイブ映像から出題した「クイズ!昔は許された!?」の司会）、ハイヒールリンゴ◎・松尾貴史◎・ロザン◎・立岩陽一郎◎（いずれもパネラー）、松川浩子◎（アシスタント）[31]
- 第4回：2019年2月11日（月曜日・建国記念の日）13:55 - 17:50[32]
  - 山本浩之◎（総合司会）、三澤肇◎・辻憲太郎◎（いずれもコーナー司会）、西靖◎（ニュースキャスター）、今出東二・広瀬駿◎（いずれも生中継リポーター兼パネラー）、トミーズ健◎・ ハイヒールリンゴ◎・ 磯田道史◎・本田望結（いずれもパネラー）
- 第5回：2020年2月11日（火曜日・建国記念の日）13:55 - 17:50[33]
  - 山本浩之◎・山中真◎（総合司会）、トミーズ健◎・ハイヒールリンゴ◎・ロザン◎（いずれもパネラー）、三澤肇◎・辻憲太郎（いずれも解説）、橋下徹（スタジオゲスト）

毎日放送は2021年に開局70周年を迎えるが、『ミント!』を3月5日、前年（2020年）の4月改編から関西ローカル番組に戻っていた当番組を同月12日（金曜日）で終了することを決定。2月11日（木曜日・建国記念の日）には、両番組を通常どおり編成する一方で、当番組の全編を「兵庫・五国スペシャル」（大阪市・宝塚歌劇団出身の紅ゆずるをスタジオに迎えて兵庫県内の5つのエリアの魅力を紹介する特別企画）に充てている。

### 『ちちんぷいぷい×VOICE みんなでとびだせっ! 夏の5時間ぶち抜きスペシャル』（2018年）
『VOICE』との合同特別番組として、2018年7月23日（月曜日）から27日（金曜日）まで生放送。『ちちんぷいぷい』と『VOICE』のレギュラー放送枠を合体させるとともに、通常は両番組の間に独立番組として放送する『Nスタ』（TBSテレビ制作）の全国ニュースパート（17:50 - 18:15）を内包させることによって、毎日放送のみ『ちちんぷいぷい』史上初めて5時間連続（13:55 - 19:00）の生放送枠を確保した。
2017年10月以降の『ちちんぷいぷい』レギュラー放送では、北海道放送（HBC）・南日本放送（MBC）・宮崎放送（MRT）との同時ネットを前半（15時台の後半まで）に実施する関係で、前半を上記3局との同時ネットゾーン（第1部）、MBC・MRTが同時ネットを終了する15:50を関西ローカルゾーン（第2部）に充てていた（他局への同時ネットは2020年3月までに順次終了）。このような構成を踏襲したため、HBCでは15:44（実際には15:40）、MBCでは15:50まで放送。MRTでは、23日に第1部（13:55 - 15:50）の時間帯で第100回全国高等学校野球選手権記念大会宮崎大会の決勝戦を宮崎県内向けに中継したため、24日（火曜日）から27日まで15:50までの同時ネットを実施した。
放送上の略称は『ちちんぷいぷい×VOICE』で、放送上は『ちちんぷいぷい』のタイトルロゴと『VOICE』のシンボルマーク（「VOICE」の「V」）を併用。「Live While We're Young」（One Directionの楽曲）を、テーマソングに使用した。さらに、両番組にレギュラーで出演しない以下の著名人が、「スペシャルゲスト」として全編に出演した。
7月23日（月曜日）：りゅうちぇる
7月24日（火曜日）：ギャル曽根（毎日放送の放送対象地域・京都府舞鶴市の出身で、以前のレギュラー放送でも「キッチンぷいぷい」にゲスト出演→2018年10月から木曜日のパネラーに起用）
7月25日（水曜日）：橋本マナミ（月 - 木曜日のメインパーソナリティ・山本浩之が「橋本の大ファン」を公言している縁で、以前のレギュラー放送にもスタジオゲストやVTRコメントで出演）
7月26日（木曜日）：高橋愛（モーニング娘。のメンバー時代から、「キッチンぷいぷい」へゲストで出演）
7月27日（金曜日）：朝日奈央
2017年10月以降のレギュラー放送では、山本が月 - 木曜日のメインパーソナリティ、河田が金曜日のメインパーソナリティ、大吉が月・火曜のサブパーソナリティ（山本と共に第1部のニュースパート「これどうなん?ニュース10」を進行）、山中が水・木曜のサブパーソナリティを担当。かつてメインパーソナリティを務めた西が『VOICE』メインキャスターとの兼務扱いでニュースキャスター、松川浩子が月・火曜日、豊崎由里絵が水曜日（2018年12月からの産前産後休暇中は松本）、藤林温子が木曜日、玉巻映美が金曜日のアシスタント（山本以外は毎日放送アナウンサー）を務めている。『ちちんぷいぷい×VOICE』にも全員が出演したが、担当の時間帯や曜日を一部変更している。
山本が「北海道　北へ!北へ! ヤマヒロのキャンピングカー生中継」（後述）のリポートで北海道内に滞在したため、23日・24日には大吉、25日・26日には山中が全編のスタジオ進行を単独で担当。2015年2月まで火曜日のアシスタントを務めた後に、2度の産前産後休暇をはさんで2018年4月からアナウンサーとしての活動を再開していた松本が、24日放送分で3年4ヶ月振りにアシスタントへ復帰した。なお、25日（水曜日）には藤林、26日（木曜日）には豊崎がアシスタントを担当。
2017年10月以降の『ちちんぷいぷい』で、基本として第2部の「Today's VOICE」（特集を含めたニュースコーナー）にしか出演していない西は、第1部のオープニングにも登場。スタジオパネラーとして第2部の16時台まで出演した26日以外は、当日のスタジオパネラー陣の1人（23日：月亭方正、24日：トミーズ健、25日：前川清）を相手に、『VOICE』の制作現場（スタジオや報道フロア）や毎日放送報道局の気象情報部を紹介する役割を担っている。
26日（木曜日）には、「昔の人は偉かった」担当の河田が、ニュースキャスターも兼務。第1部のオープニングでは、当日のスタジオパネラーから、ナジャ・グランディーバを報道フロアに案内した。
27日（金曜日）には、西が「絵日記に残したい!平成最後の夏中継」（後述）のリポーターを務めた関係で、『VOICE』金曜日コーナーレギュラーでもある山中がニュースキャスターを担当。第1部のオープニングでは、ハイヒールモモコと共に、毎日放送1階の中継車庫を生中継で紹介した。
7月26日放送分の「☆印」では、この年に毎日放送へ入社した辻沙穂里・三ツ廣政輝両アナウンサーによる取材リポートを放送。両者にとっては、毎日放送アナウンサーとしてのテレビ番組デビューにもなった。辻は8月から水曜日のロケコーナー、三ッ廣は10月から金曜日の生中継やロケ企画でも、定期的にリポーターを務めている。
- 本来の『ちちんぷいぷい』の放送枠（13:55 - 17:50）には、以下の特別企画を、月 - 金曜日を通じて放送している。
  - 「北海道　北へ!北へ! ヤマヒロのキャンピングカー生中継」
    - 「ヤマヒロ（山本浩之）がアナウンサー生活の原点を北海道で見詰め直す」と銘打って、北海道放送との同時ネットゾーンである第1部で放送。苫小牧市から稚内市までのルートを5日にわたってキャンピングカーで北上しながら、道内各地からの生中継を通じて、以下のようなアクティビティを体験した。道内滞在中の総移動距離は約680km。
      - 7月23日（月曜日）：オートリゾート　苫小牧アルテン（苫小牧市）で初対面の家族とバーベキュー
      - 7月24日（火曜日）：小樽港マリーナから日和山灯台の沖合（小樽市）へのヨットセーリング
      - 7月25日（水曜日）：旧増毛駅界隈の散策（増毛郡増毛町：14時台）→ 黄金岬から望む夕陽の鑑賞（留萌市：18時台後半）
      - 7月26日（木曜日）：大規模草地牧場（天塩郡豊富町）界隈のサイクリング（総走行距離約12km）
      - 7月27日（金曜日）：北海道立宗谷ふれあい公園・オートキャンプ場（稚内市）で初対面の家族とバーベキュー（14時台）→キャンプファイヤー（18時台）

    - 山本は北上中に、オートキャンプ場への宿泊や、「昨夜のシンデレラin北海道」の収録リポート（23日に放送）なども経験。中継と移動の合間には、旧増毛駅前での「ヤマヒロLIVE」（ギターの弾き語りによるフリーライブ：25日）や、宗谷港（稚内市）での海釣り（27日）にも臨んだ（いずれも収録映像をダイジェストで放送）。

  - 「憤懣本舗 真夏の怒りスペシャル」
    - 『VOICE』月曜日の「憤懣本舗」（ふんまんほんぽ：視聴者から寄せられた「憤懣」の現場や当事者に毎日放送報道局の記者が直撃する取材シリーズ）から派生した企画で、「Today's VOICE」の直後（16:00前後）に放送。通常の「憤懣本舗」と違って、取材記者による取材先からの生中継リポートを組み込んだ。23日 - 25日には西、27日には山中が進行を担当。ただし、当時『VOICE』に関わっていなかった河田が進行した26日のみ、「憤懣本舗」名義ではない「特集」として放送した。

  - 「私たちスルーできないっ!!」
    - 『ちちんぷいぷい』にレギュラーで出演する女性アナウンサーが、女性ならではの視点で「スルー（見逃すことを）したくない」「スルーすべきでない」というテーマを取材するロケ企画で、16時台の後半に放送。以下のアナウンサーが、日替わりで取材と報告を担った。
      - 7月23日・25日・26日：市川いずみ（2017年10月から「ぷいぷいリポーター」という名義で出演中のフリーアナウンサー）
        - 「若草プロジェクト」を特集した25日には、呼び掛け人の1人である村木厚子（津田塾大学客員教授、元・厚生労働事務次官）に対する市川の独占インタビューも放送。厚生労働省雇用均等・児童家庭局長時代の2009年に障害者郵便制度悪用事件で虚偽公文書作成・行使の容疑者として大阪拘置所におよそ5ヶ月間拘置されていた村木にとっては、翌2010年の無罪確定直後以来初めてのテレビインタビューにもなった。

      - 7月24日・27日：松本麻衣子（24日にはスタジオアシスタントと兼務）
- 以上の企画や「絵日記に残したい!平成最後の夏中継」（後述）を編成した関係で、『ちちんぷいぷい』16時台までのレギュラー企画の一部については、以下のように対応している。
  - 休止：「キッチンぷいぷい」「今日のプレゼント」（いずれも本来は16時台の前半に放送）「石田敦子のニュース百景」（木曜日16時台）
  - 放送時間帯の変更：「辻憲の『コレだけ』ニュース!」（月 - 水曜日15時台前半 → 16:30前後）、「三澤は見たッ!」（金曜日15時台前半 → 16:30前後）、「中間淳太のじゅん愛いきもの係」（金曜日16時台後半 → 17時台）
  - 放送曜日の変更：「ぷいぷい with Tigers」（月 - 金曜日16時台前半 → 亀山つとむのアメリカ取材による「オマリーの六甲おろし2018」の収録企画として金曜日15時台に放送）、「こつこつのコツ」（木曜日 → 水曜日。リポーター兼木曜アシスタントの藤林が後述する事情で25日＝水曜日のアシスタントを務めることに伴う措置）
  - 企画の変更：「これどうなん!?ニュース10」（第1部） → 「きょうの気になるニュース」（『VOICE』との共同企画として第1部で放送）、「Today's VOICE ニュースな人」 → 「憤懣本舗 真夏の怒りスペシャル」（16時台前半）
- 本来の『VOICE』の放送枠（18:15 - 19:00）には、『ちちんぷいぷい』の17時台にレギュラーで放送する以下のロケ企画や、『ちちんぷいぷい』のエンディングコーナーである「マエダ天気」（毎日放送報道局気象情報部所属の気象予報士・前田智宏が生中継で伝える天気予報）などを編成。本来は『VOICE』で扱う関西ローカルのストレートニュースについては、17:00前後に放送枠を設けたうえで、西（23 - 25日）・河田（26日）・山中（27日）が報道フロアから単独で伝えている。
  - 7月23日：「たむらけんじの学校に行こッ!スペシャル」
  - 7月24日：「ロザンの道案内しよッ!」
  - 7月25日：「駅前シャッターチャンス」（前川と毎日放送アナウンサー・福島暢啓が定期的に出演するロケ企画）
  - 7月26日：「ピーコ&ナジャの声出ちゃってごめんなさい!」（『ちちんぷいぷい』木曜日レギュラーのピーコとナジャ・グランディーバのコンビによるロケ企画シリーズの第4弾）
  - 7月27日：「行けばわかるさ 絶景散歩」（玉巻による沖縄県久米島・ハテの浜へのロケ取材）
- この他にも、毎日放送のアナウンサーが日替わりでリポーターを務める「絵日記に残したい!平成最後の夏中継」を、以下の構成で17:00前後と『VOICE』の放送枠（18時台後半のエンディング付近）に組み込んだ。
  - 7月23日「虫とり」（中継先：大阪府枚方市・淀川河川敷、リポーター：福島暢啓）
  - 7月24日「海」（中継先：京都府京丹後市・琴引浜海水浴場、リポーター：山中真）
  - 7月25日「お祭り」（中継先：兵庫県姫路市・家島、リポーター：大吉洋平）
  - 7月26日「山」（中継先：京都市左京区・大文字山、リポーター：藤林温子）
  - 7月27日「花火」（中継先：大阪市旭区・花火専門店→大阪府交野市・私市保育園、リポーター：西靖）

上記の企画のうち、「私たちスルーできないっ!」は、2018年10月から2019年3月まで、レギュラーコーナーとして毎週金曜日の第2部で放送。『ミント!』では、この特別番組と同じく、『Nスタ』の全国ニュースパートを内包している。

### 『ちちんぷいぷい＆ミント!夏休みウィーク』（2019年）
『ミント!』との合同特別番組として、2019年8月5日（月曜日）から9日（金曜日）まで関西ローカル向けに生放送。『ミント!』との共通企画として、「親子で出かける夏旅」というテーマの下で、1日1組（最大4名）を対象に旅行への招待企画も実施した。
上記の企画では、プレゼント専用のメールアドレスや、両番組のtwitter公式アカウントを通じて応募を受付。「中の句」だけを指定した川柳を両番組で1日につき一首完成させることをテーマに、「上の句」（当日の『ちちんぷいぷい』スタジオパネラーから1名が発表）と「下の句」（当日の『ミント!』本編のスタジオパネラーから1名が発表）を電子メールやツイートへ記載することを、応募の条件に定めていた。なお、招待する旅行先は日替わりで、放送上は「総額200万円の親子旅プレゼント」と銘打っていた。
編成上は前年の『ちちんぷいぷい×VOICE - 』と同様の合同特別番組に当たるが、実際には『ちちんぷいぷい』と『ミント!』のレギュラー放送枠を維持したまま放送。放送時点の『ちちんぷいぷい』常時ネット局で、『ミント!』を放送していない南日本放送（MBC）・宮崎放送（MRT）では、この期間中のみ同時ネットを休止した。
『ちちんぷいぷい』枠では、「はじめまして」をテーマに、以下のような特別企画を実施した。一方の『ミント!』枠では、「初体験」というテーマの下に、レギュラーコーナーの特別版を主に放送している（当該項を参照）。
「挑戦!はじめての料理」（8月5 - 9日）
「キッチンぷいぷい」の特別編で、同コーナーに日替わりで登場する料理人が、今までに調理したことのなかったジャンルの料理を生放送で披露した。
「はじめまして、坂本です」（8月5 - 9日）
2019年4月からジャパネットたかた本社（長崎県佐世保市）スタジオからの生中継で「生放送テレビショッピング」を担当している坂本亮平（京都府出身の同社MC担当社員）が、この期間のみ、「ちゃぷらステージ」からの公開生放送形式で同コーナーを進行。「商いの本場」とされる大阪で、同社では扱わない商品の街頭販売体験を通じて売り込みの極意を学ぶ「昨日の坂本さん」（「昨夜のシンデレラ」から派生したミニコーナー）も放送した。
「リアル世界くんinロシア」（8月6 - 8日）
2019年4月改編から『ミント!』へ異動している辻沙穂里を、「リアル世界くん」のリポーターに初めて起用。ロシア連邦各地から生中継でリポートを送った。
「新人アナウンサーがはじめまして」（8月5日）
2019年4月1日に新卒扱いで毎日放送へ入社した清水・野嶋両アナウンサーのお披露目企画。『ちちんぷいぷい』のレギュラー経験者でもある先輩アナウンサー（武川智美・馬野雅行・古川・河田など）からの研修へ密着した映像や、武川・山中・河田・古川・松川のテレビ番組デビュー映像も放送された。
「出会えるもんなら出会いたい！はじめまして！少数派さん」（8月9日）
2019年4月改編から『ちちんぷいぷい』の金曜日で「ヤッター商店街」（商店街ロケ企画シリーズ）のリポーターを務めるマルセイユが、大多数の人々には共感されないような趣味の持ち主（少数派さん）をロケで探し出した後に、全く同じ趣味の「少数派さん」と初めて対面させる企画。期間中は、「少数派さん」であることを自覚している視聴者からのメッセージも受け付けていた。

### 『おうちにいようよ（→あしたのために） ちちんぷいぷい&ミント!』（2020年）
2020年の初頭から日本国内で新型コロナウイルスへの感染が拡大している影響で、感染拡大の一因とされる飛沫感染のリスクを回避すべく、4月20日（月曜日）から5月29日（金曜日）まで『ちちんぷいぷい』と『ミント!』の放送枠を暫定的に合体。従来は『ミント!』と共用している「ライブセンター」内のスタジオで5台（有人4台・無人1台）使用していたテレビカメラを3台（有人2台・無人1台）、スタジオへの出演者を基本としてMC1名・アシスタント1名・解説委員1名だけにとどめるほか、新型コロナウイルス関連のニュース・特集 や自宅で楽しく過ごせるような特別企画を放送した。
両番組のレギュラーパネラーについては、（共通のパネラーでもあるロザン・福本容子を含む）『ミント!』のパネラー陣から、1日につき3名が自宅や毎日放送本社楽屋などからの生中継（いわゆる「リモート方式」）で出演。『ちちんぷいぷい』パネラー陣の大半は、生放送へ出演しない代わりに、自宅で収録した動画で登場した。さらに、ロケ企画を減らす一方で、『ミント!』のスタジオセットを関西ローカルパートの全編で使用。音楽やテロップなども、『ミント!』に準拠している。
放送時間は基本として毎週月 - 金曜日の13:55 - 19:00（5時間5分＝『Nスタ』JNN全国ニュースパートを除く関西ローカルパートは4時間40分）で、放送開始までの経緯については当該項で詳述。感染拡大の防止に向けて世界中で要請されている「STAY HOME」（「不要不急の外出を控えよう」というニュアンスの英語）を、日本語が通じる全ての世代の人々へ分かりやすく伝える目的で、「おうちにいようよ」というメッセージをタイトルに入れた。
ただし、放送期間がゴールデンウィークをはさんでいたことから、祝祭日と重なる平日の大半（4月29日および5月4・5日）には「Newsミント!」（18:15 - 19:00に編成するローカルニュース・報道系企画パート）、ローカルニュース（14時台後半）、ローカルニュース・天気予報（15時台後半）のみ放送。『Nスタ』の全国ニュースより前の関西ローカルパートでは、『JIN-仁- レジェンド』（TBSテレビの制作で2010年に本放送）の再放送 と、通常は毎日放送で流れない『Nスタ』第1部（16:50 - 17:50）の臨時ネットに充てた。
5月4日（月曜日・みどりの日）には、『JIN-仁- レジェンド』第3回の3時間再放送に続いて、16:50から『Nスタ』第1部の臨時ネットを予定していた。しかし、『Nスタ』JNN報道特別番組が18:15 - 19:00に急遽編成されたため、『Nスタ』第1部の臨時ネット枠を「Newsミント!」の繰り上げ放送に変更した。後述する事情から、同月最終週（25 - 29日）放送分のみ、タイトルを『あしたのために　ちちんぷいぷい&ミント!』に改称。
6月1日（月曜日）からは、『ちちんぷいぷい』と『ミント!』の放送枠を変えずに、両番組を再び別々に編成。「Newsミント!」の基本放送枠も、本来の時間帯（『ミント!』内の16:30 - 17:10）に戻した。ただし、放送上は「あしたのために（5時間生放送）」というコンセプトを、7月10日（金曜日）まで両番組共通で設定。両番組で一部のパネラー（主に首都圏在住者）によるリモート出演を6月下旬まで継続した ほか、一部の企画を『ミント!』で暫定的に引き継いだ。

#### 「おうちにいようよ」→「あしたのために」キャンペーンの展開
テレビ・ラジオ兼営局である毎日放送では、2020年の4月第3週（13日）から、「おうちにいようよ」というキャンペーンCMをテレビ・ラジオとも連日放送。テレビでは当初、らいよんチャン（同局のステーションキャラクター）によるアニメーションバージョンのみ流していた。『おうちにいようよ　ちちんぷいぷい&ミント!』の放送開始を機に、『ちちんぷいぷい』レギュラーアナウンサーの代表（古川・河田・松川・山中）が、同番組のスタジオセットから視聴者に在宅を呼び掛ける（河田・古川コンビ、山中・松川コンビ、河田のソロ、山中のソロ、古川のソロ、松川のソロ）バージョンも追加。4月17日から5月24日（いずれも日曜日）までは、このキャンペーンの一環として『JIN-仁- レジェンド』 や『初めて恋をした日に読む話』（TBSテレビの制作で2019年1 - 3月に「火曜ドラマ」枠で放送された作品）全10話の再放送 を実施した。
毎日放送がこのように全局を挙げて「おうちにいようよ」を掲げた背景には、プロデューサーとして『ちちんぷいぷい』の立ち上げに尽力した岡田公伸取締役が新型コロナウイルスへの感染に伴う心筋症で4月9日（木曜日）に60歳で急逝したこと や、日本政府が2020年4月7日（火曜日）から新型インフルエンザ等緊急事態宣言を発令していたことが挙げられる。この宣言は当初、5月6日（水曜日・振替休日）までの予定で（同局の放送対象地域に当たる大阪府と兵庫県を含む）7都府県に限って発令。それでも感染の拡大に歯止めが掛からなかったため、4月16日（木曜日）に発令の対象が（大半の地域で当番組を視聴できる徳島県を含む）全国47都道府県へ拡大。5月4日には、発令の期間を同月31日（日曜日）まで延長することが発表された。
なお、緊急事態宣言については、放送対象地域の和歌山・奈良・滋賀3県および徳島県で5月15日、残りの地域（大阪府・兵庫県・京都府）で22日（いずれも金曜日）の0:00に解除。26日（火曜日）の0:00に、全面的な解除へ至った。その一方で、厚生労働省は4日に、「新型コロナウイルスを想定した『新しい生活様式』」の実践例を公表している。『おうちにいよう　ちちんぷいぷい&ミント!』では、このような状況の変化を踏まえて、5月第4週（18 - 22日）から番組のコンセプトを「（視聴者の）新しい生活を応援」に変更。同月最終週（25 - 29日）には、タイトルを『あしたのために　ちちんぷいぷい&ミント!』へ改めるとともに、らいよんチャンのアニメーションCMを「あしたのために TOMORROW」バージョン に差し替えた。さらに、『+ music』（清水がアシスタントを務めるMBSテレビの音楽番組）では、6月16日未明（15日深夜）放送分から「MBS +music あしたのために」（緊急事態宣言からの活動再開に向けたアーティストからのメッセージ企画）を新たに設けている。
毎日放送では、『ミント!』を2021年3月5日、『ちちんぷいぷい』を同月12日（いずれも金曜日）で終了させる。その一方で、（前身の新日本放送時代からの通算で）開局70周年とラジオ放送事業の分社化（法人としてのテレビ単営局化）を機に同年4月1日から使用するステーションロゴには、「あしたのために」というメッセージを添えたバージョンを設けている。

#### レギュラー出演者
◎印の人物は毎日放送の現役アナウンサー（いずれも『ちちんぷいぷい』のレギュラー経験者）で、☆印の人物は『ちちんぷいぷい』、★印の人物は『ミント!』のレギュラー陣から出演（いずれも放送開始直前時点）。
祝祭日に放送時間を短縮する場合には、下記のニュースキャスター・気象キャスターおよび、「Newsミント!」のコメンテーターのみ出演する（『ちちんぷいぷい』および『ミント!』本編休止時の対応に準拠）。
- MC
  - 月・火曜日：山中真◎☆（本来は『ちちんぷいぷい』月 - 水曜日のMC）
  - 水 - 金曜日：大吉洋平◎★（本来は『ミント!』月 - 金曜日のMC）
- アシスタント
  - 月・火曜日：松川浩子◎☆（本来は『ちちんぷいぷい』月 - 水曜日のアシスタント）
  - 水 - 金曜日：西村麻子◎★（本来は『ミント!』月 - 金曜日のアシスタント）
- ニュースキャスター（ニューススタジオから出演）
  - 月・火曜日：上田悦子◎★、金山泉◎（本来はスポーツアナウンサー）
  - 水 - 金曜日：西靖◎★、玉巻映美◎★
- 気象キャスター
  - 月・火曜日：広瀬駿☆★
  - 水 - 金曜日：前田智宏☆★
    - いずれも毎日放送報道局気象予報部所属の気象予報士で、『ちちんぷいぷい』では本来、前田が毎週月曜日、広瀬が毎週火 - 金曜日の天気予報（「きょうのそらいろ」）を担当。
- コーナーレギュラー
  - 月 - 金曜日：河田直也◎☆（本来は『ちちんぷいぷい』木・金曜日のMC）、辻憲太郎★（本来は『ミント!』月 - 木曜日のニュース解説・コーナー担当）
    - 毎日放送の解説委員からは、辻が「ライブセンター」内のスタジオ、東京支社所属の三澤が生中継を通じてニュース解説を日替わりで担当。

#### タイムテーブル
△は『ちちんぷいぷい』、▲は『ミント!』のレギュラーコーナーで、生放送番組のため時刻は目安。

※印のコーナーは、「ライブセンター」より上の階にある報道フロア（ニューススタジオ）から放送。

＃印のパートについては、テレビ番組表に単独番組扱いで掲載されることがあった。
以下のコーナーは、『ちちんぷいぷい』のレギュラー放送枠（13:55 - 15:49）に編成。
- 13:55　前半のオープニング→最新ニュース（ストレートニュース）
  - 月・火曜日には山中・松川、水 - 金曜日には大吉・西村が担当。解説委員がスタジオか生中継で出演する場合には、このパートへ登場してから、後半のオープニングまで中座していた。
- 14:15　「昔の人は偉かった　特別編」△（5月8日までは2部構成の前半扱いで放送、河田が案内役として別室からの生中継で出演）
  - 5月15日（金曜日）までは、疫病（新型コロナウイルス）退散への願いを込めて、「昔の人は偉かった」で2018年度の木曜日に放送された「にっぽん修行場めぐり」（河田・くっすんのコンビによる1回完結の修行体験シリーズ）から、1日につき2回分のロケ映像を2部構成方式（5月11日＝月曜日以降はこのパートのみ）で再放送。5月18日（月曜日）以降は、「にっぽん城下町めぐり」（2013 - 2014年に放送された1回完結の城下町探訪シリーズ）の再放送に充てていた。
  - 2019年10月から『ちちんぷいぷい』のエンディングテーマに採用されている「はたちのうた」については、基本として、このパートの冒頭にCM明け（提供クレジットが表示されるお天気カメラからの風景映像）のジングルとして放送。以降のパートのCM明けには、『ちちんぷいぷい』用のジングルを使わず、『ミント!』や「Newsミント!」のジングルを流用していた。
- 14:50　「きょうのそらいろ」△※（月・火曜日には広瀬、水 - 金曜日には前田が担当）
- 14:55　 最新ニュース※（月・火曜日には金山、水 - 金曜日には西靖が担当）
- 15:00　「きょうのプレゼント」△（月・火曜日には松川、水 - 金曜日には西村が担当）
  - 5月1日（金曜日）まで放送。『ちちんぷいぷい』では「はたちのうた」をBGMに流しているが、当番組では別の楽曲に変更していた。同月6日（水曜日・こどもの日の振替休日）以降は、最新ニュースから下記のコーナーへ直結。
- 15:05
  - 「昔の人は偉かった　特別編」△（2部構成の後半扱いで4月20日 - 5月8日に放送）
    - 5月8日（金曜日）には、前年（2019年10月17日）の『ヤバイ10日間になりましたスペシャル』で放送された「挑戦!ふたりの獅子舞編」を、このパートで再放送。

  - 「とびだせ!えほん　特別編」△（5月11日 - 29日に15:20頃まで放送）
    - 5月11日（月曜日）から「昔の人は偉かった　特別編」の放送枠を14時台へ集約させたことに伴う編成で、過去にレギュラー版で放送されたロケ映像を中心に構成。第1回では、レギュラー版初回（2012年4月23日放送分）のロケ（長谷川義史がテレビ番組で初めて経験したリポートロケ）映像を改めて放送した。「昔の人は偉かった　特別編」に続いて、河田が別室から進行。放送上は本放送でのスタジオパート映像を割愛しているが、長谷川がロケ中に描いた「えほん」（本放送ではスタジオで最後に披露されていた絵）については、ロケの映像に続いて静止画（または本放送でスタジオアシスタントの古川が披露したシーンの映像）で紹介していた。
    - レギュラー版の放送曜日である5月14日（木曜日）には、レギュラー版の再放送ではなく、「長谷川通信　おうちで絵をかこうよ!」（4月15日に大阪市内の大川沿岸地域で収録した屋外ロケ抜きのオリジナル企画）を放送。小学校時代の恩師（過去のロケにも出演）から直筆の手紙が寄せられたことをきっかけに実現した企画で、長谷川が「おうち」（自宅）で水彩画を描くための道具やコツを紹介しながら、「みんなが今見たい絵」を屋内で描いた。

  - 「ちちんぷいぷい　おうち昔写真」（5月11日 - 15日の15:25以降に放送）
    - 『ちちんぷいぷい』のレギュラーパネラーから毎日3 - 4名[45] が、自宅などで収録した映像を通じて登場。パネラーが個人的に所蔵している思い出の写真を思い出話とともに紹介した後に、在宅中の視聴者に向けて、写真を収めたアルバムの整理を勧める旨のメッセージと「おうちにいようよ」というフレーズを伝えながら映像を締めくくった。
    - 河田が別室から進行。オープニングの映像には、河田の幼少期・学生時代の写真や、「河田が自宅での大掃除中に押し入れからアルバムを偶然見付けた」という設定のアニメーションが盛り込まれている。また、山中・松川・西村の写真も紹介。『ちちんぷいぷい』のパネラー陣を含めて、過去に紹介した写真を、河田が進行する別室の壁に貼り付けていた。

  - 「河田のおうち新聞」（5月18日から15:25以降に放送）
    - 『ちちんぷいぷい』のパネラー陣が、新型コロナウイルス関連以外のニュース（2 - 4項目）をテーマに言いたいことを語り合う企画で、毎日2名がスタジオ以外の場所から音声のみ（電話）で生出演。河田が別室から進行した。同番組のメインコーナー「きょうの☆印」と同じ要領で、電話で出演するパネラーが特に語りたいニュースを1項目ずつ入れていることが特徴。実際には、予定していた項目を全て伝えられないまま、後述する「きょうのそらいろ」へ直結していた。
- 15:35　「きょうのそらいろ」※（『ちちんぷいぷい』では14:50頃に1回だけ放送）
  - このパートのみ、暦・気象・季語に関するクイズを、気象予報士からMCとアシスタントに出題。正解の発表と解説をはさんでから、天気予報を伝えていた。
- 15:40　「ジャパネットたかた　生放送ショッピング」△（ジャパネット側で事前に収録した映像を放送）
- 15:44　 後半のオープニング

以下のコーナーは、『ミント!』関西ローカルパートの前半枠（15:49 - 17:50）に編成。
- 15:49　 最新ニュース→特集▲（月・火曜日には山中・松川、水 - 金曜日には大吉・西村が進行を担当、5月18日以降は16時台の前半から放送）
  - 本来は15:49を境に『ちちんぷいぷい』からステブレレスで『ミント!』へ切り替わるため、このパートから、『ミント!』と同じく時刻表示を開始。ただし、『ミント!』とは異なる仕様（いわゆる「座布団」を付けない白色）の字幕で表示していた。
  - このパートから17:50までは、解説委員がスタジオか生中継で登場。また、『ミント!』のレギュラーパネラー陣から2 - 3名[46] が、滞在先や別室からの生中継で番組に参加した。そのため、スタジオセットのパネラー席には、中継出演用の小型モニターを人数分設置している。
    - 当初は『ミント!』のパネラーのみ出演していたが、4月27日（月曜日）から5月8日（金曜日）までは、「おうちでごはん」というミニコーナーを放送。『ちちんぷいぷい』のパネラー陣[47] が自宅での調理の模様や料理を映した動画を、1日につき2 - 3名分紹介していた。

  - 特集では、毎日放送報道局の記者・ディレクターに加えて、『ミント!』のリポーター陣[48] もVTR取材を随時担当。本来は『ミント!』内の16:30 - 17:10に編成されている「Newsミント!」については、放送枠を18:15 - 19:00に移動している（詳細後述）。
- 16:50　「コロナが変える世界　アマビエニュース」（5月18日以降は15:44から放送）
  - 「アマビエ（半人半魚の妖怪）の絵を描くことが疫病封じに有効」という江戸時代からの伝承が、新型コロナウイルスへの感染拡大で脚光を浴びていることに端を発した取材企画。感染の拡大を食い止めるために開発されたサービス・製品や、感染の拡大がきっかけで生まれたアイデアを、辻憲太郎や松川によるVTR（またはオンライン）取材を通じて紹介した。
  - 辻がスタジオへ出演する日には自身、出演しない日にはアシスタント（月・火曜日：松川、水 - 金曜日：西村）が進行を担当。タイトルロゴのデザインには、アマビエの絵が組み込まれていた。
  - PJ（プロジェクター）を多用する『ちちんぷいぷい』『ミント!』からスタッフを半減させていることを背景に、当コーナーのみ、スタジオからの生放送パートでマグネットボードをPJと併用。取材VTR[49] を流す前には、紹介のポイントを手書きで記したマグネットシートを、進行役がボードへ次々と貼りながら取材の概要を説明していた。その一方で、VTRの放送後には、取材の要点を「アマビエポイント」としてPJで改めて紹介。
  - スタジオでの進行にホワイトボードを用いる手法は、『ちちんぷいぷい』の放送再開後に、「ぷいぷい新聞　あしたのために」（「河田のおうち新聞」を事実上引き継いだ新聞記事の紹介コーナー）へ取り入れられている。

5月18日から29日までは「アマビエニュース」と最新ニュース・特集の放送順を入れ替えていたが、『ミント!』のパネラー陣は引き続き15:44（「アマビエニュース」枠）から生中継で登場。
- 17:10　「山中が見んと!」（月・火曜日）「大吉が見んと!」▲（水 - 金曜日）
  - 本来は大吉の取材報告企画として、『ミント!』の月 - 金曜日で編成。当コーナーでは、「感染拡大防止のキーパーソン」と目される首長・実業家・専門家が生中継で頻繁に出演していた。その場合には、視聴者から質問を募集したうえで、「山中（大吉）が直接聞いて見んと!」というタイトルで放送。
- 17:25　「空みてミント!」▲※（広瀬と前田が隔週交代で担当）
  - 本来は前田が毎日放送本社前からの生中継で伝える天気予報で、『ミント!』月 - 金曜日の17:45頃から放送。
- 17:35　
  - 山中・松川（月・火曜日）と大吉・西村（水 - 金曜日）は、このパートまで出演。
    - 「今日の拡散希望さん」（月 - 金曜日で放送）
      - 新型コロナウイルスの感染が拡大している状況にあって、前向きな活動を展開している団体や人物を、自薦・他薦を問わず紹介する企画。当事者がリポーターを介さない生中継を通じて、視聴者に拡散させたい情報を伝える。紹介VTRのナレーターには、西村に加えて、本来『ミント!』の18時台で放送するロケ企画での担当者[50] も日替わりで起用。
      - 放送上は、月・火曜日に「聞いてよ山中!今日の拡散希望さん」、水 - 金曜日に「聞いてよ大吉!今日の拡散希望さん」というタイトルを使用。『ミント!』でも、放送に先んじて、2020年4月8日（水曜日）から自薦・他薦情報を受け付けていた。放送期間中も、同番組の公式メールアドレスで受付を継続。『あしたのために　ちちんぷいぷい×ミント!』の終了後も、大吉がMCを務める『ミント!』の中で、6月12日（金曜日）まで「聞いてよ大吉!今日の拡散希望さん」を放送していた。
      - 「山中（大吉）が直接聞いて見んと!」に中継で登場するキーパーソンのスケジュールによっては、放送枠を16時台の後半（「アマビエニュース」の前）に繰り上げることがあった。

    - 「おうちにいようよ　みんなでTikTok」（5月18日から放送→同月25日以降は「おうちで楽しく　みんなでTikTok」に改称）
      - TikTokの動画投稿機能と連動した視聴者参加企画。TikTokのユーザー（TikToker）が自宅で撮影したオリジナル動画から、人気TikToker（放送上の呼称は「TikTokマスター」）が「面白い」という観点で選んだ動画を、1日につき1本紹介していた。
      - 動画は30秒以内で、TikTokへ直接投稿。投稿の条件として、「#おうちにいようよ」というハッシュタグを付けることを求めている。また、「TikTokマスター」については、1名のTikTokerが週替わりで放送用の動画を選定。『あしたのために　ちちんぷいぷい×ミント!』の終了後も、『ミント!』内のコーナーとして6月12日（金曜日）まで放送を続けた。

5月18日から29日までの17時台には、基本として「今日の拡散希望さん」（17:10頃）→「空見てミント!」（17:25頃）→「みんなでTikTok」（17:30頃）→「山中／大吉が見んと!」（17:35頃）の順に編成している。

以下のパートは、『ミント!』でも17:50 - 18:15に内包。
- 17:50　『Nスタ』JNN全国ニュースパート＃
  - この期間中、『Nスタ』側も緊急事態宣言を受け出演者を減らす措置などが取られていた。また、メインキャスターの井上貴博（TBSアナウンサー）・ホラン千秋はこの間も2人揃って通常通り出演してはいたが、感染対策のため井上は通常のスタジオから、ホランはTBSテレビ報道フロアからそれぞれ出演する形を取っていた。
  - 祝祭日である4月29日（水曜日）・5月5日（火曜日）には、第1部（16:50 - 17:50）の臨時ネットによって、同時ネットの時間帯を16:50 - 18:15に拡大（5月5日のみ冒頭10分間を関西ローカル向けのニュースに差し替え）。5月4日には、前述した特別編成に沿って、『Newsミント!』をこのパートへ急遽組み込んだ。

以下のパートは、『ミント!』関西ローカルパートの後半枠（18:15 - 19:00）に編成。
- 18:15　『Newsミント!』▲※＃
  - メインキャスターを上田悦子（月・火曜日、本来は月 - 水曜日のサブキャスター）と西靖（水 - 金曜日、本来は月・火曜日にも担当）、サブキャスターを金山（月・火曜日、2019年8月の西の休暇中にも担当）と玉巻（水 - 金曜日、本来は木・金曜日のみ担当）で分担。通常は毎日1名ずつニューススタジオへ出演するコメンテーターが、別室などからの生中継で登場する場合には、1台の小型モニターをスタジオの中央部に設置していた。
  - 「コロナの疑問 いのちと暮らし」（2020年4月7日＝火曜日から連日放送している特集）を継続するなど、新型コロナウイルス関連のニュースや特集を中心に構成。本来は『ミント!』のスタジオセットから18:35頃に伝えている「あしたのそらいろ」（天気予報）も、ニューススタジオから放送していた。
  - 前述したように、5月4日（月曜日）には、『Nスタ』JNN報道特別番組がこの時間帯に全国ネットで放送されている。
- 19:00　番組終了（ステブレレスで後枠番組へ直結）

### 『ちちんぷいぷい フィナーレウィーク』（2021年3月8 - 12日）
毎日放送では、2020年からの新型コロナウイルス感染拡大の影響で収益が急速に悪化していることを背景に、（「Newsミント!」を除く）『ミント!』の関西ローカルパートを2021年3月5日、当番組を同月12日（いずれも金曜日）で終了させることを決定。当番組の最終レギュラー放送枠（13:55 - 15:49）の大半を、同月15日（月曜日）から『ゴゴスマ -GO GO!Smile!-』（CBCテレビ制作）の同時ネット枠に転換する方針も打ち出した。
この方針を受けて、当番組では「感謝」をキーワードに、放送の最終週（2021年3月8 - 12日）を『ちちんぷいぷい フィナーレウィーク』に設定。前週で終了した『ミント!』関西ローカルパートの前半枠を組み込んだうえで、東日本大震災の発災10年目に当たる3月11日（木曜日）のみ15:49 - 17:50、それ以外の日に約4時間（13:55 - 17:50）にわたって放送した。
「フィナーレウィーク」の放送に際しては、「昨夜のシンデレラ」を9日（火曜日）と10日（水曜日）、「今日の晩ごはんは?」（いずれも長らく人気を博していた一般人への街頭インタビューロケ企画）を8日と9日に復活。いずれも「フィナーレウィーク」に合わせてロケを新たに実施したため、レギュラーで放送されていた時期と違って、ロケ中には新型コロナウイルスへの感染拡大防止策（アクリルボードの設置など）を施していた。以下に記す他のロケ企画や生中継でも、同様の措置を講じている。
なお、「ちちんぷいぷい きょうのそらいろ」（前田智宏が担当する天気予報）「きょうのプレゼント」「ジャパネットたかた 生放送ショッピング」は、レギュラー版と変わらず編成。「きょうのプレゼント」では、「ちちんぷいぷい ファミリーセット」（番組グッズ）とレギュラー版にもまして豪華な商品を、専用電話での応募者から抽選で1日につき若干名へ贈呈している。2020年4月改編からレギュラー版で放送を再開していたニュースコーナーについては、「Newsミント!」を単独番組として8日から26日（金曜日）まで基本として18:15 - 19:00に放送した関係で編成しなかった。

#### 共通企画
■：3月11日のみ放送せず

- 「ぷいぷいステッカー 貼ってッカー?」
  - 出演者・取材への協力者・プレゼント企画への当選者などに向けた記念品として、21年半近い放送期間中に累計で50万枚を配布したとされる「ぷいぷいステッカー」（全18種類）を自宅や店舗などに貼っている視聴者の情報を、番組終了の前月（2021年2月下旬）から募集。その情報を基に、「ぷいぷいステッカー」が実際に貼られている場所からの生中継を連日（3月11日のみ1回・それ以外の日には2回）実施した[56]。
  - 2019年4月改編から金曜日のコーナーレギュラーを務めてきたマルセイユが、5日間ともリポートを担当。生中継や事前のロケへ出演した視聴者や商店主には、「感謝」と記された19種類目のスペシャルステッカーをマルセイユから進呈した（生中継への出演者には番組グッズもセットでプレゼント）。
- 「美味しく食べて最後は笑顔で　『キッチンぷいぷい』感謝の宴!」■
  - 番組開始当初から「キッチンぷいぷい」として全曜日に編成された後に、2020年4月改編から「金曜キッチン」というタイトルで毎週金曜日のみの放送へ移行していた料理コーナーを、「キッチンぷいぷい」時代に近い構成で木曜以外の曜日に放送。ただし、レギュラー版ではコーナーの趣旨や予算などとの兼ね合いで扱えなかった豪華な食材を、「番組史上最強食材」と称して調理している。
  - 「金曜キッチン」に週替わりで出演していた以下の料理人が、料理長や店長を務める店舗で働く料理人と共に、レギュラー版より長い時間を掛けてキッチンスタジオで「番組史上最強食材」を調理。出来上がった料理を、放送時間内にスタジオ出演者へ振る舞った。
  - 3月8 - 10日には松川、12日には松本麻衣子がキッチンスタジオから進行。振る舞われた料理は以下のとおりで、料理人が料理長や店長を務める店舗でも、放送終了後から期間・数量・予約客限定のスペシャルメニューとして提供される。
    - 3月8日（月曜日）：王憲生「活・伊勢海老の特製XOソース炒め」「活・渡り蟹と卵白のスープ（ウニのトッピング付き）」
    - 3月9日（火曜日）：中辻利宏「三年フグの濃厚出汁パスタ」「三年フグのレアステーキ～香る白子ソース～」
    - 3月10日（水曜日）：卜部吉恵「カニのあんかけ茶碗蒸し」「春爛漫　ももちゃん蟹の姿盛り」
    - 3月12日（金曜日）：松下平「神戸牛のロースト～フランス産トリュフ添え～」「鴨フォアグラのポワレ～苺とともに～」「神戸牛コンソメスープのパイ包み」
- 「素晴らしきぷい世界～よう行きましたなぁ～」
  - 世界100以上の国・地域に及んだ海外取材企画（「リアル世界くん」やスポーツイベントの周辺取材企画など）の総集編[54]で、過去に取材を担当したアナウンサーから、一部の人物が日替わりでスタジオに登場。この企画での取材先から、独自に選んだ「ベスト5」を紹介した。
    - 3月8日：西靖（メインキャスターを務める「Newsミント!」の本番前に登場）
    - 3月9日：山中真（延べ8年間に50の国・地域を取材）
    - 3月10日：大吉洋平（『ミント!』のMCへ異動するまでに45の国・地域を取材）
    - 3月11日：古川圭子（自身に加えて松本麻衣子・吉竹・豊崎の取材映像を「女性アナウンサー編」として放送）
    - 3月12日：河田直也（「河田直也の60日間ほぼ世界一周」で18の国・地域を取材）
- 「SINCE1999  　あの日あの時　ちちんぷいぷい」
  - 21年半近くにわたった番組のアーカイブ映像から、ゲストを含めた新旧出演者の名場面を放送。金曜日の最終アシスタントである松本が、自身のアーカイブ映像を含めてナレーションを付けていた。
  - 映像で紹介された人物は、放送終了時点でのレギュラーアナウンサーや放送当日のスタジオ・VTR出演者にとどまらず、上泉雄一を除く歴代のメインパーソナリティ（角、西靖、山本浩之）、過去に長らくレギュラーで出演していた人物（ニュース解説の石田英司、気象キャスターの今出東二、初回からスタジオでパネラーを務めた桂ざこばなど）、全国規模でのブレイク前にロケ企画のリポーターをレギュラーを務めていたお笑い芸人（陣内智則、南海キャンディーズ、千鳥など）にも及んだ。さらに、黒柳徹子が2006年8月31日放送分の「淳一の部屋」[57]（事前収録による角淳一のロングインタビュー）へゲストで出演した際の映像や、中居正広がSMAPでも活動していた時期（2004年10月28日）にメインパーソナリティを代行した際の映像も放送した。
- 「あれから生中継」
  - 当番組で過去に取材した一般人や中継現場の「あれから」（出演後からの状況）を、毎日放送の「これから」を担う（放送終了時点で入社3年目以下の）若手アナウンサー（いずれもMBSラジオの『ばんぱく宣言 われら21世紀少年団』パーソナリティ）が生中継で紹介。
    - 3月8日：野嶋紗己子（入社2年目：番組終了時点では水曜日に隔週で「しみのじ新発見」の取材報告を担当）
      - 平均年齢78歳の女性たちによる味噌造りの様子を2000年1月28日放送分の生中継で北澤咲弥花（当時は毎日放送のアナウンサー）が伝えていた朝来農産物加工所（兵庫県朝来市）から生中継。

    - 3月9日：三ツ廣政輝（入社3年目：2020年に「ぷいぷいスポーツ　フレ!フレ!スポーツ」の取材報告を途中まで担当）
      - 2002年9月30日放送分「若手の☆印」のロケで上田悦子が取材していた滋賀県甲賀市信楽町の雲井窯（炊飯専用の土鍋「御飯鍋」の製造工房）から生中継。当時メインパーソナリティを務めていた角は、「若手の☆印」での放送から4ヶ月後（2003年1月22日）の「キッチンぷいぷい」で、「御飯鍋」による米飯の炊き上がり具合や味を絶賛していた。

    - 3月10日：清水麻椰（入社2年目：同期の野嶋と交互に「しみのじ新発見」の取材報告を担当）
      - 番組開始当初（1999年12月放送分）の「昨夜のシンデレラ」で取材していた大阪府内在住の男性（当時は48歳で小学校の教諭）の自宅から生中継。男性は自宅の屋上を「展望台」として天体望遠鏡を何台も設置するほどの天体観測好きで、「昨夜のシンデレラ」でもこの自宅を取材していた。

    - 3月11日：川地洋平（入社1年目：2020年11月から「ぷいぷいスポーツ　フレ!フレ!スポーツ」の取材報告を担当）
      - 2008年の「オーサカキング」ステージ企画に合わせて結成された「フラレディース」（吉本新喜劇の女性座員だけによるフラダンスチーム）でコーチを務めた渡辺コースケ（当時28歳）が、大阪市北区のカウナラビル（自身で営む多目的ビル）内のレッスンスタジオから生中継で出演。「フラレディース」のメンバーだった金原早苗と森田まりこ（参加の時点ではいずれも新喜劇への入団2年目）が、渡辺の生歌に合わせてフラダンスを12年振りに披露した。

    - 3月12日：山崎香佳（入社1年目：当番組には上記以外のロケ企画などで不定期出演）・間寛平（放送終了時点では金曜日の準レギュラー）
      - 2004年5月7日から2011年9月までわずか5回放送されただけにもかかわらず、「間が"先っちょマン"（『痛快!明石家電視台』の企画から誕生した「先端恐怖症」という設定のキャラクター）に扮しながら自由奔放に動き回る生中継」として放送後も語り継がれていた「先っちょ中継」（関西各地の最北端・最南端・最高地点などの「先っちょ」を間と河田で目指した企画で）を、最初の中継先（関西の最北端に当たる京都府京丹後市の経ヶ岬灯台）で復活。経ヶ岬灯台では原則として関係者以外の立ち入りを認めていないが、最終放送日での生中継に際しては、灯台を管理する海上保安庁から特別に許可を受けていた。
      - 2020年11月から『痛快!明石家電視台』の第8代アシスタントを務めている山崎が、新人ながら中継の進行を担当。当初の予定では、初回の放送に続いて、「先っちょマン」が灯台の展望台から日本海に向かって「アメマ」（間を代表するギャグ）を絶叫することを想定していた。中継の当日は雨で、「先っちょマン」が中継の時間内に灯台へ到着できなかった[58]ことから、灯台で待ち受けていた海上保安庁の職員が展望台から小声で「アメマ」と絶叫する羽目になった。
- 「いまさら新コーナー!」[54]■
  - 「最終回まで前向きに放送を続ける」という当番組の姿勢を体現すべく、当番組の終了後も派生番組や別の番組で放送できそうな「新コーナー」を日替わりで編成。
    - 3月8日：「『リンゴスター』改めニャンコスター」（進行：ハイヒールリンゴ）
      - 2020年11月から前週（2021年3月1日）まで毎週月曜日に放送されていた「お笑いリンゴスター」（リンゴが推薦する吉本興業所属の若手芸人が生放送中にスタジオでネタを披露した企画）の「ニャンコ」（猫）版で、リンゴ自身が実際に飼っている猫の画像とチャームポイントを手始めに紹介していた。その最中に、『痛快!明石家電視台』の収録で毎日放送の本社にいた明石家さんま、間寛平、村上ショージ（当番組にも月曜日に準レギュラーで出演）が、スタジオへ突然登場。番組開始30周年を記念して3月20日（土曜日）の13:54 - 17:00に予定されている3時間の生放送および、8日・15日のレギュラー版で放送する直前企画を告知したほか、コーナーの趣旨をよそに、当番組にまつわるトークをひとしきり披露した[59]。

    - 3月9日：「紅ひずるのビックリするほどソックリさん」（出演：紅ひずる）
      - 当番組には『兵庫五国スペシャル』（前述）で1回出演しただけの紅ひずるが、「顔立ちがビックリするほど自分にソックリ」と噂されるアイドルユニット出身の人気女性タレント（「ソックリさん」）と事前収録で初めて対面した模様を放送。「『世界には自分とソックリの顔の持ち主が3人いる』と言われているが、顔がソックリなら考え方もソックリなのか?」との疑問をきっかけに生まれた企画で、紅はスタジオで進行役も務めた。紅と「ソックリさん」の考え方の相違を確かめるクイズの出題と、ロケVTR全体のナレーションを福島が担当。

    - 3月10日：「ティモンディのいつからだってはじめられる!」（出演：ティモンディ）
      - 高校球界の強豪である済美高等学校（愛媛県）の硬式野球部員としてプロ野球入りを目指した後に「ティモンディ」（お笑いコンビ）を結成した前田裕太と高岸宏行が、「何事も始めるのに遅いことはない」というテーマで、「倒さない格闘技」（カポエイラ）を初めて体験したロケ企画。東京を拠点に活動しているティモンディにとっては、在阪局制作の番組へ出演すること自体珍しく、当番組にもこの企画を通じて「最初で最後」の出演を果たした。
      - ロケVTRのナレーションを松川が担当したが、ティモンディ自体はVTRにのみ出演。2021年1月に別の番組で左足を骨折していた高岸が骨折した個所をカポエイラの練習中に悪化させたため、前田1人で2時間のロケ中に3種類の大技を身に付けた（高岸は初体験の打楽器演奏で前田の試技をサポート）。

    - 3月12日：「おいでやす小田のあなたの行きつけハンター」（出演：おいでやす小田）[58]
      - 誰しも憧れるほどの『行きつけのお店』を探している視聴者から当番組へ寄せられた依頼を基に、依頼に見合った条件のメニューを出している飲食店を、小田が十八番（大声でのツッコミ芸）をはさみながら探し求めるロケ企画。ロケの最後には、小田が「行きつけのお店」として選んだ店舗に依頼者を招いて、小田が選んだメニューを実食させていた。当番組の最終放送日へ組み込まれたにもかかわらず、小田のロケへ協力した店舗には、当企画のためだけに用意されたオリジナルステッカーを「記念品」としてプレゼント。
      - 本来はピン芸人として活動している小田は、前年（2020年）開催の「M-1グランプリ」準優勝（こがけんとのピン芸人同士による急造ユニット「おいでやすこが」として出場）を機に多忙を極めていたが、当番組にはピン芸人としてのゲスト出演しか経験していなかった。当企画への出演に際しては、「いまさら新コーナー!」全体の趣旨に沿って、放送上「番組史上最も遅く『ぷいぷいファミリー』に認定された出演者」と扱われている。

  - 『ちちんぷいぷい』『ミント!』の後継番組として2021年3月29日（月曜日）から放送を開始した『よんチャンTV』（平日版）には、当コーナーのリポーターからただ1人、紅ひずるが金曜日の準レギュラー（月に1回程度出演するスタジオパネラー）へ起用されている。
- 「ありがとうのうた」（3月12日には山中の進行で「グランドフィナーレ」として放送）
  - 平日午後の情報番組でありながら音楽関連の企画を定期的に放送してきた歴史を踏まえて、「全国へ羽ばたく前からツバをつけていた歌手」（ブレイク前のアーティスト・バンド・グループ）から大物アーティスト（角のメインパーソナリティ時代から頻繁に出演してきた平原綾香など）に至るまで、スタジオやVTRで出演した際の貴重な映像を紹介。さらに、以下のオリジナル企画を曜日別に放送した。
    - 3月8日：「ヤバいTシャツ屋さんmeets角淳一さん」（角の地元にある大阪府四條畷市立市民総合センターで収録された対談企画）
      - 放送時点で76歳の角と、「はたちのうた」（前述）の書き下ろしをきっかけに当番組と深く関わっていたヤバいTシャツ屋さんのメンバー全員が、最大48歳の年齢差を超えて初対面。当番組への想いを語り合った後に、ヤバいTシャツ屋さんからの希望に沿って、4人で記念撮影に臨んだ模様を放送した。
      - 角が当番組へ本格的に出演するのは、レギュラー放送を含めても、前述した「ちちんぷいぷい MC5大集合」以来1年半振りであった。

    - 3月9日：「コブクロ×山中　スペシャルインタビュー」（事前収録）
      - メジャーデビュー（2001年3月22日）の前に心斎橋BIG STEP（大阪市中央区）からの生中継へ出演していたことから、「全国へ羽ばたく前からツバをつけていた歌手」に数えられているコブクロ（小渕健太郎・黒田俊介）に対して、小渕のフルマラソン仲間でもある山中がリモート方式でインタビューへ臨んだ模様を放送[60]。収録に際しては、当番組にちなんだ画像（放送終了時点でのスタジオセット・BIG STEPの大階段・メジャーデビューの当日にスタジオへ出演した際に振る舞われたオムライスなど数種類）を背景に組み込む趣向を施した。

    - 3月10日：前川清とET-KINGによるコラボレーションメドレーの披露（スタジオから生放送）[56]。
      - 「駅前シャッターチャンス!」のロケで前川と共演するなど、毎日放送への入社1年目（2011年10月）から同企画の終了（2020年3月）までレギュラーアナウンサーとして出演してきた福島暢啓が、スタジオでの進行を兼ねて「前口上」を披露。前川の独唱による「そして、神戸」（前川がメインボーカルを務める内山田洋とクールファイブの代表曲）のバックコーラスをET-KINGが務めたり、「愛しい人へ」 (ET-KINGの代表曲) を前川も一緒に歌ったりするなど、音楽専門の番組でも見られない趣向が盛り込まれた。

    - 3月11日：Little Glee Monsterによる「MY HOME」（「はたちのうた」の前のエンディングテーマ曲）の披露
      - 「Little Glee Monster Arena Tour 2021 “Dearest”」大阪最終公演の本番（18:00開始）を前に、公演会場の大阪城ホールから、17:30頃に生中継で山本浩之と登場。ライブの開始を待ち受ける大勢の観客の前で、山本のMC最終担当日（2019年3月20日）に「ちゃぷらステージ」で実施していたコラボレーションステージを再演した。
      - Little Glee Monsterにとって、ライブの本番前にライブ会場からテレビ番組向けの生中継で歌うことは初めて。山本は、ギターの伴奏で「MY HOME」の歌唱に彩りを添えたほか、当日が（メインパーソナリティ時代に被災地を定期的に取材していた）東日本大震災の発災10年目であることを織り込んだ挨拶で生中継を締めくくった。

#### 曜日別の特別企画
（　）内の人物は当日のスタジオ出演者で、◎は放送終了時点でのレギュラーアナウンサー、○はアナウンサー以外の曜日別レギュラー、●は過去のレギュラー。
スタジオパネラーについては、新型コロナウイルスへの感染拡大防止策の一環で、同時に4人まで出演。5人以上迎える日には、スタジオに近い別室からのリモート中継を活用しながら、一部のパネラーを時間帯に応じてスタジオと別室で入れ替えている。
- 3月8日（月曜日：山中真◎、松川浩子◎、ハイヒールリンゴ○、大畑大介○、ナジャ・グランディーバ○、有野晋哉○、たむらけんじ●）[54]
  - 「リンゴの☆印」
    - ハイヒールリンゴが出身地（大阪府枚方市）の知名度を高めるべく、ナジャ・グランディーバと大宮エリー○を同市内に招いた「最初で最後の3人ロケ」の模様を放送[62]。この企画のみ、リンゴがスタジオでの進行役も兼務した。

  - 「『たむらけんじの学校に行こッッ!』ザ・ファイナル　今何してる? 夢叶った?? あの時の高校生は今 スペシャル」
    - 2006年10月から2021年3月1日まで14年半にわたって放送されてきた高校訪問取材企画シリーズ（2019年3月までは当番組の月曜日に「たむらけんじの学校に行こッ!」→同年4月以降は『ミント!』の月曜日に「たむらけんじの学校に行こッッ!」として編成）の最終回。たむらが取材した561校（3万3,000名以上の現役高校生）の中から、とりわけ印象の強かった高校生の現状をリモート取材を通じて紹介した。たむらが当番組へ出演するのは、『ミント!』の開始（2019年4月）を機に月曜レギュラーへ異動して以来およそ2年振りであった。
    - 前編・後編の2部構成企画として、「フィナーレウィーク」前週（2021年3月1日）の『ミント!』（月曜分の最終回）内で前編を放送。「フィナーレウィーク」に組み込まれた後編では、高校生時代にたむらが取材した女性の1人が卒業後に倖田來未のバックダンサーオーディションへ合格していたことにちなんで、倖田がVTRでメッセージを寄せた。さらに、「たむらけんじの学校に行こッ!」で過去に取材した箕面自由学園高等学校の女子チアリーディング部を、たむらが再び訪れるオリジナル企画も放送。初回で取材した部員が当時披露していたチアリーディングを再現する姿に、たむらが思わず感涙する一幕もあった。
- 3月9日（火曜日：山中真◎、松川浩子◎、トミーズ健○、ロザン○、沢松奈生子○）[54]
  - 「トミーズ健の☆印」
    - 「トミーズ健のギャグ買います　京都・大阪ギャグ買い付けツアー」と称して、トミーズ健がまだ世に広まっていない「最強のギャグ」を探すべく、京都・大阪府内の4ヶ所でロケを敢行。ロケ先で出会った一般人が披露するギャグを、自分なりの評価に沿って現金で「買い取る」模様を放送した。
    - トミーズ健はロケに際して現金を1万2,000円しか持ち合わせていなかったため、同行したスタッフが「追加融資」と称して10万円を上乗せした。総額11万2,000円の使い道は健の裁量に委ねられていたが、実際に「買い取った」ギャグはロケVTRで伏せられていて、VTRを流した後に健がスタジオで披露。その後に放送したVTRで、京都府立大学の学生（同志社大学の演芸研究会員）が披露した1つのギャグを、健が自腹（1万2,000円）で買い取っていたことが明かされた。

  - 「『ロザンの道案内しよッ!』 ありがとう菅ちゃん! 空も泣いているスペシャル」
    - 「ロザンの道に迷っている人探しに行こッ!」というロケ企画を基に、2007年4月から13年間にわたって毎週火曜日に放送されてきた人気コーナーの最終回。最後の収録日の天候が土砂降りであったことにちなんで、「空も泣いている」というサブタイトルが付けられた。
    - ロケの趣旨である「大阪駅界隈での道案内」が上記の事情から短時間で終了したため、ロザンは菅の希望で駅長室を訪問。収録時点の駅長（第12代駅長でコーナー開始当初の副駅長）である渡辺弘幸に収録への協力に感謝する旨を述べたところ、渡辺からロザン宛ての感謝状が贈られた。
    - 上記のロケVTRを流し終えた後には、ロケで世話になった人々（新梅田スカイビルの女性広報など）からのVTRメッセージに続いて、角からロザンに宛てた手紙を山中が代読。『ロザンの道案内しよッ!』を「（角がメインパーソナリティを務めていた時期の）『ちちんぷいぷい』の精神を受け継いでいる」と絶賛する一方で、当番組の終了から5年後の希望に、81歳にして『ロザンの情報ちんぷんかんぷん』（ロザンがMCを務めているはずの情報番組）のゲストへ招かれることを挙げていた。
    - なお、ロザンは『よんチャンTV』でも、毎週火曜日にスタジオパネラーとして出演。当コーナーも、「ロザンの2025万博まで道案内しよ!」と改題した以外は、『ちちんぷいぷい』時代と変わらないスタイルで火曜日に放送を続けている。
- 3月10日（水曜日：山中真◎、松川浩子◎、なるみ○、月亭八光○、大平サブロー○、立岩陽一郎○、前川清○、ET-KING）[54]
  - 「立岩陽一郎の☆印」
    - 横浜市の出身（元・NHK記者）で、NHK退局・フリージャーナリスト転身後（当番組出演前）の2016年から生活と活動の拠点を大阪府内に置いている[63]立岩が、なるみと八光の案内で「ディープOSAKA徹底調査」（首都圏から大阪への移住後も訪れていなかったなんばグランド花月や道具屋筋でのロケ取材）に臨んだ模様を放送。「大阪ならではの文化を肌で知る機会や、大阪で暮らす人々の生の声へ定期的に接する機会が、当番組の終了を境になくなってしまう」という立岩の嘆きから実現した企画で、立岩・なるみ・八光が揃ってのロケも、立岩による「☆印」シリーズでのスタジオ進行も「最初で最後」であった[62]。木曜日の最終アシスタントである古川が、ロケVTRのナレーションを担当。

  - 「山中真の師匠、どうか連れ回されて下さい～きょうは最低5000歩!～」
    - 2001年に毎日放送へ入社するまで関西地方と無縁だった山中（東京都千代田区神田出身）曰く「若手時代に自分の名が（関西の視聴者に）知られるようになった企画」という「ざこばの連れ回し」（桂ざこばのレギュラーパネラー時代に不定期で放送されていた街頭ロケ企画）[64]の特別編。「師匠」（ざこば）は2017年5月に脳梗塞を発症してからスタジオへの出演を見合わせていたため、「通天閣を皮切りに、『師匠』の生まれ育った新世界（大阪市浪速区）や、新世界に隣接した天王寺駅界隈を山中が連れ回す」という前提でロケを収録した。ロケVTRのナレーションを古川が担当。
    - ロケの前半では、上記の前提に沿って、ざこばの知らない場所や店舗（新宿ごちそうビル内のキッシュ専門店など）を山中が連れ回していた。しかし、ざこばにとって馴染みの深い新世界の飲食店を回り始めてから、ざこばと山中の立場が逆転。行く先々で酒を酌み交わしながらロケを実施していた「ざこばの連れ回し」時代と同様に、「山中がざこばに連れ回される」という有様だった。
    - ロケの最後には、動楽亭（ざこばが席亭を務める新世界の寄席）でざこばが山中に落語を一席披露してから対談を収録。当番組の開始当初から月曜日→水曜日で長年にわたってざこばと共演していたなるみが、ロケVTRでのざこばの姿や言葉へ感涙する一幕もあった。
    - サブタイトルが示すように、ざこばの体調を考慮しながら、少なくとも5000歩は徒歩で移動することを目標に設定。ざこばは自身のスマートフォンに内蔵されている万歩計で歩数を計測していたが、ロケでの移動範囲が狭かった影響で、動楽亭でロケを終えるまでの歩数は3,600歩にとどまった。
- 3月11日（木曜日：河田直也◎、古川圭子◎、桂南光○、未知やすえ○、ピーコ○、くっすん○、堀ちえみ●）[54]
  - 番組開始当初から20年にわたって木曜日のレギュラー陣に名を連ねてきた堀は、口腔癌の手術と療養で2019年2月14日放送分を最後にスタジオ出演を見合わせてから、およそ2年振りにスタジオへ登場[56]。
  - 「『とびだせ!えほん』最終回　前略、湯村温泉にて」
    - 長谷川義史○が2014年放送分のロケで赴いた湯村温泉（兵庫県新温泉町）を、再び訪れたロケの模様を放送。前身企画に当たる「前略、旅先にて」（2000年7月5日 - 2011年9月28日に放送）でリポーターを務めていた佐川満男が、プライベートで親交の深い長谷川に向けて、VTRでメッセージを寄せた。
    - 「最終回」と銘打って放送されたが、実際には2ヶ月近く放送を休止しただけで、2021年5月8日から『土曜のよんチャンTV』（『よんチャンTV』の土曜版）内の企画として再開している。

  - 「昔の人は偉かった　東海道五十三次の旅」（11日に前編・12日に後編を放送）
    - 2019年4月から（新型コロナウイルスへの感染拡大に伴う中断期間を経て）ロケが続けられていた「第十七章」（第17シリーズ）を当番組の終了に合わせて完結させるべく、河田とくっすん○が滋賀県大津市の「東海道立場跡」から石山寺[65]・大津宿（53番目の宿場）を経て終点の三条大橋（京都市中京区）まで徒歩で向かった模様を、2日連続で放送した。
    - レギュラーの放送曜日を木曜日から金曜日へ変更した2020年4月以降、「第十七章」などのロケVTRにのみ出演してきたくっすんが、この企画の時間帯に限ってスタジオへ登場。金曜日のスタジオへは、最終回の12日に、「昔の人は偉かった」シリーズとしては初めて出演した。
- 3月12日（金曜日＝最終回：河田直也◎、松本麻衣子◎、ハイヒールモモコ○、桂吉弥○、ヒロ寺平○、くっすん○、小籔千豊●、花*花）[54]
  - 「モモコの☆印」
    - 2020年初頭から続く「コロナ禍」の下で新規オープンや営業再開に踏み切った飲食店やベーカリー（神戸市内の1店舗・大阪市内の2店舗）を、ハイヒールモモコと吉弥が（ふくよかな体型から）「ぽっちゃりーズ」と称して訪れた模様を放送した。ロケVTRのナレーションを松本が担当。
    - 「食べて応援」というテーマを掲げていたことから、「ぽっちゃりーズ」はグルメリポートにとどまらず、訪問先の店舗を「応援する」アイデアを店主やスタッフに提示。吉弥は、試食したメニューにちなんだなぞかけを披露したほか、モモコと一緒に店内掲示物の手書きへ臨んでいた。

#### 「グランドフィナーレ」（3月12日）
当日のスタジオ出演者が各々最後の挨拶を行った後、「ぷいぷい行進曲」（番組のオープニングテーマ曲）や数々のエンディングテーマ曲（番組開始当初から10年間にわたって使用された「ずっと一緒に」など）を手掛けた花*花が「ずっと一緒に」の歌唱とピアノ伴奏をスタジオで披露。歌唱終了後、「いよいよお別れの時間です。21年半、本当にありがとうございました」という河田の挨拶に続いて、山中・河田がお辞儀をしたところで本編は終了。エンディングでは、まず「フィナーレウィーク」中のスタジオ出演者が本番を終えてスタジオを退出する際の映像を（8 - 11日は事前収録・12日のみ生放送で）流してから、期間中の放送に携わった出演者やスタッフ（総勢で約350人）の氏名を、過去の名場面の映像に合わせて縦ロール方式の字幕で紹介した。このスタッフロールに続いて、最終回の本番直後（照明が落とされた無人）のスタジオの全景映像を放送。スタジオに飾られていた「ぷいぷいさん」（番組開始当初からのメインキャラクター）の人形をアップで写した映像の画面右下に「感謝」というロゴを表示することによって、通算で21年半（5115回）にわたる番組の歴史に幕を閉じた。